# Biserica de lemn din Straja

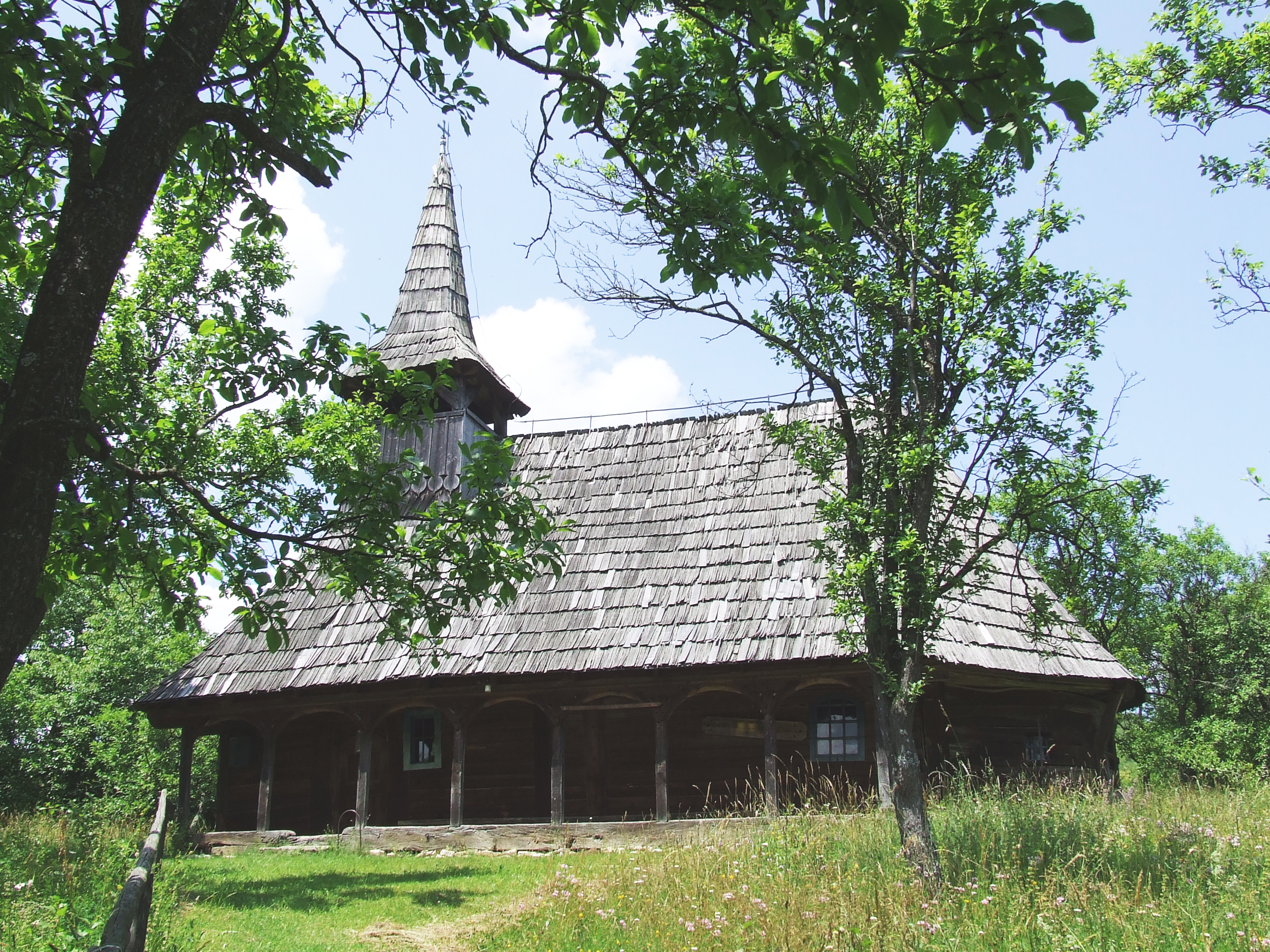
Biserica de lemn din Straja, judeţul Cluj.

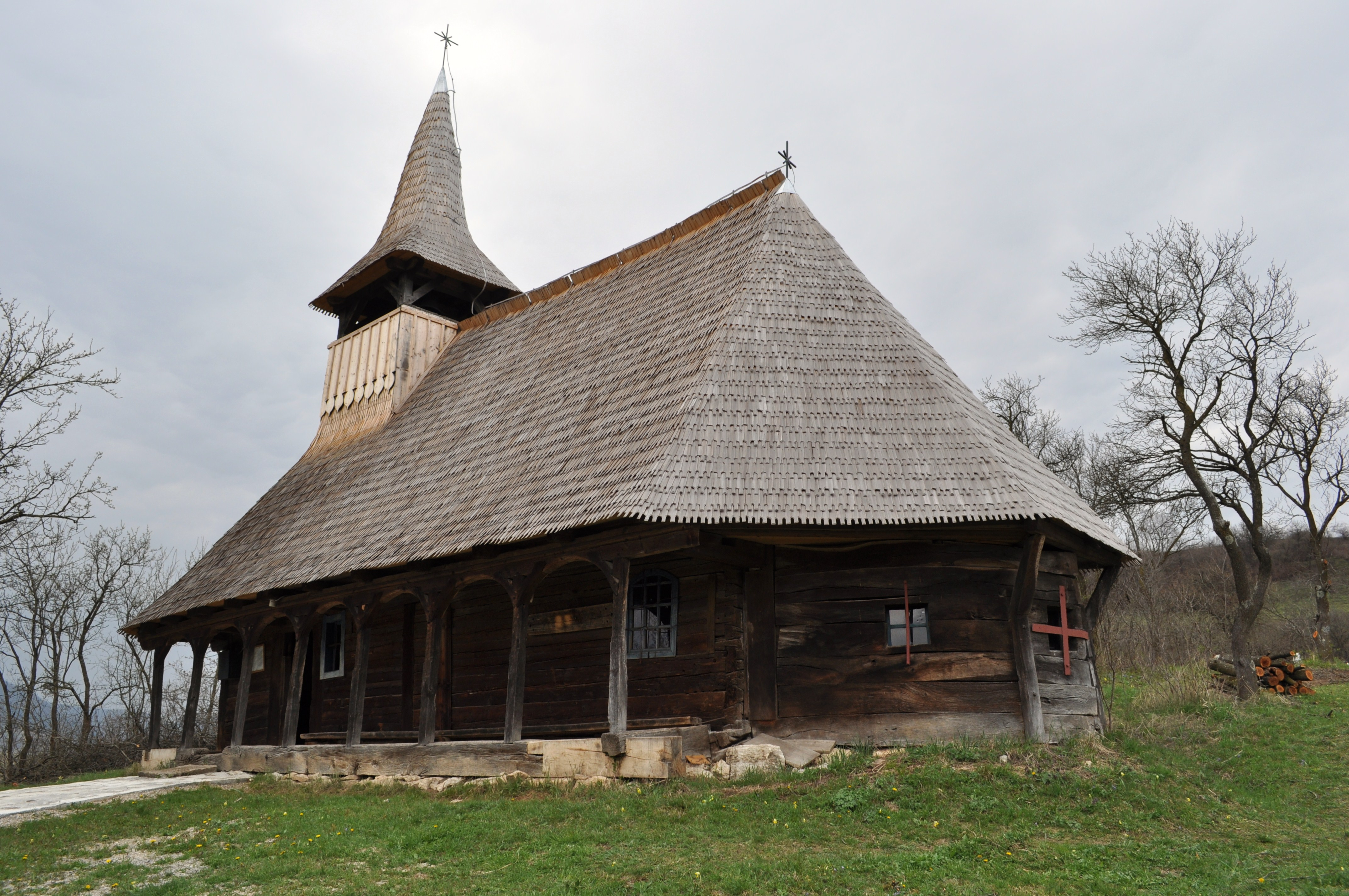
Biserica cu acoperișul refăcut de meșterii maramureșeni din Bârsana, foto: aprilie 2011.

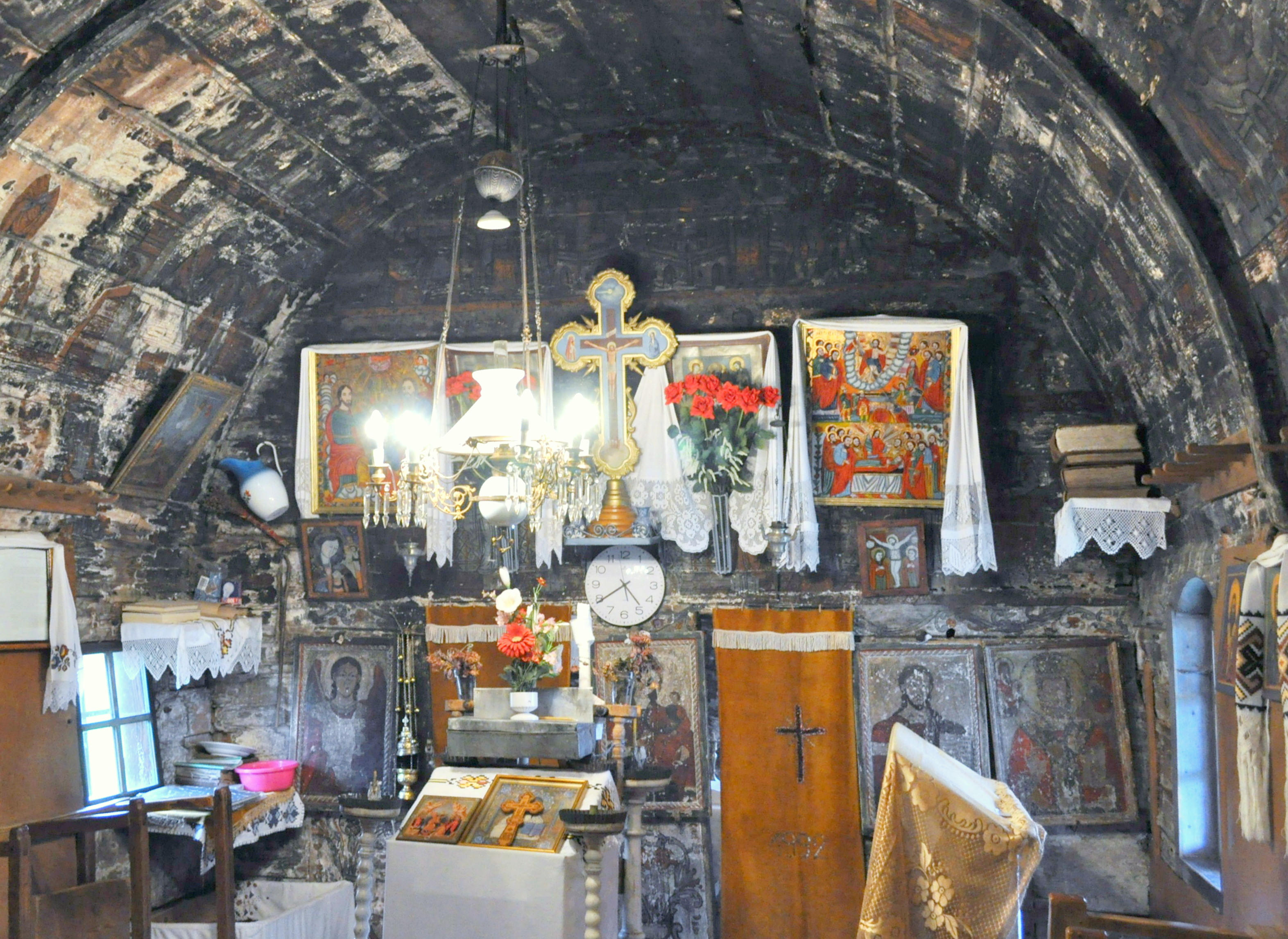
Interiorul navei

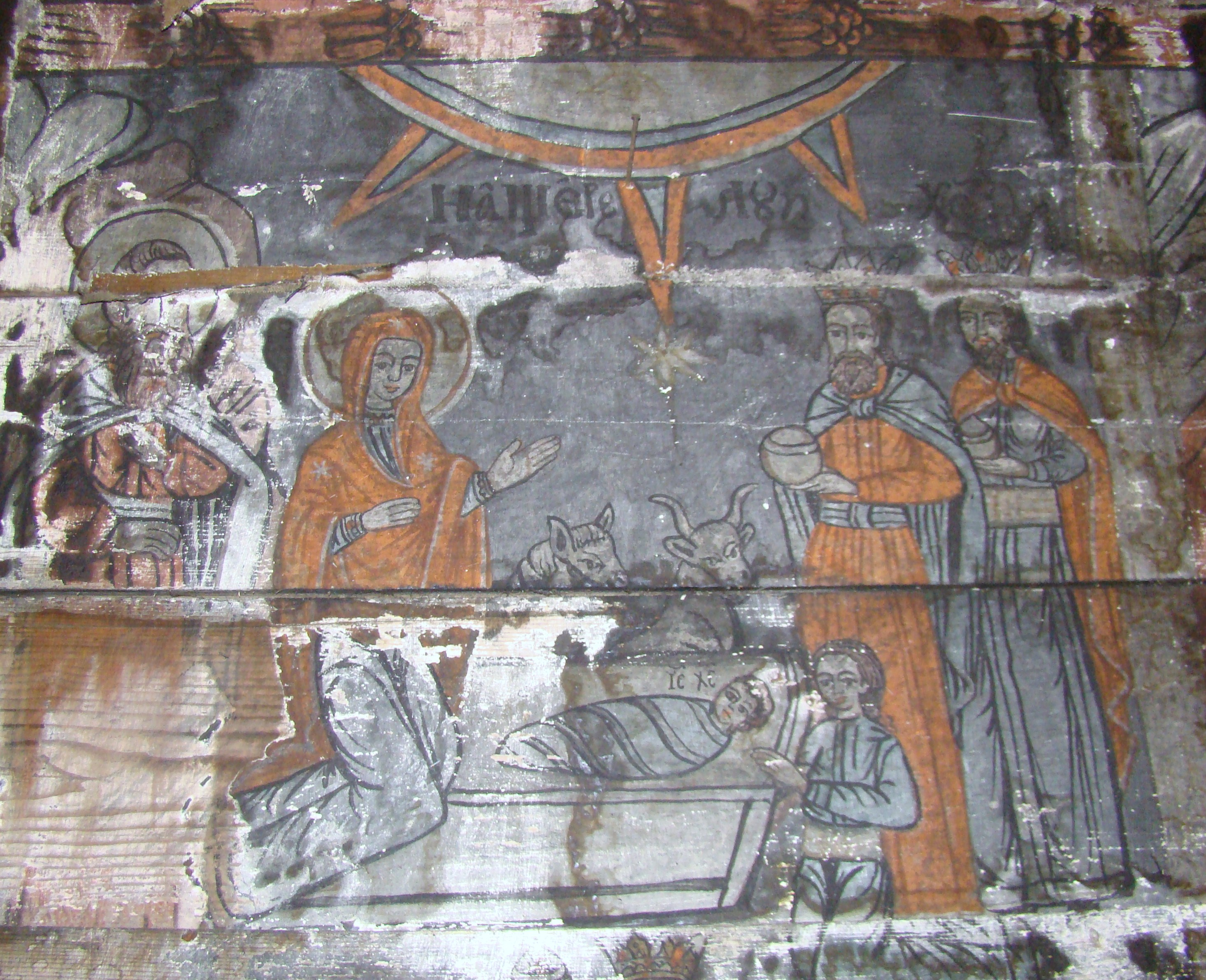
Nașterea lui Iisus

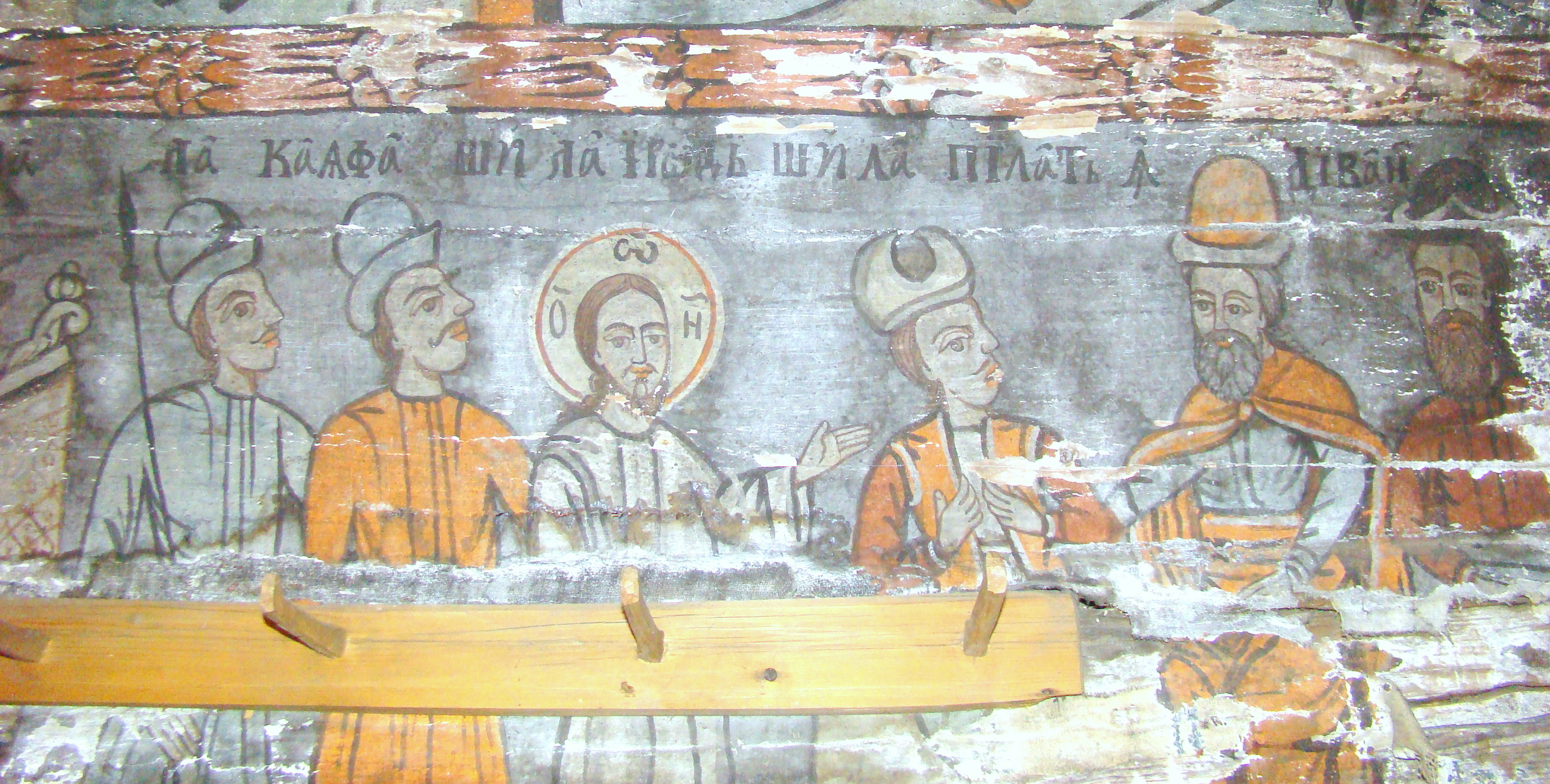
Iisus înaintea lui Caiafa

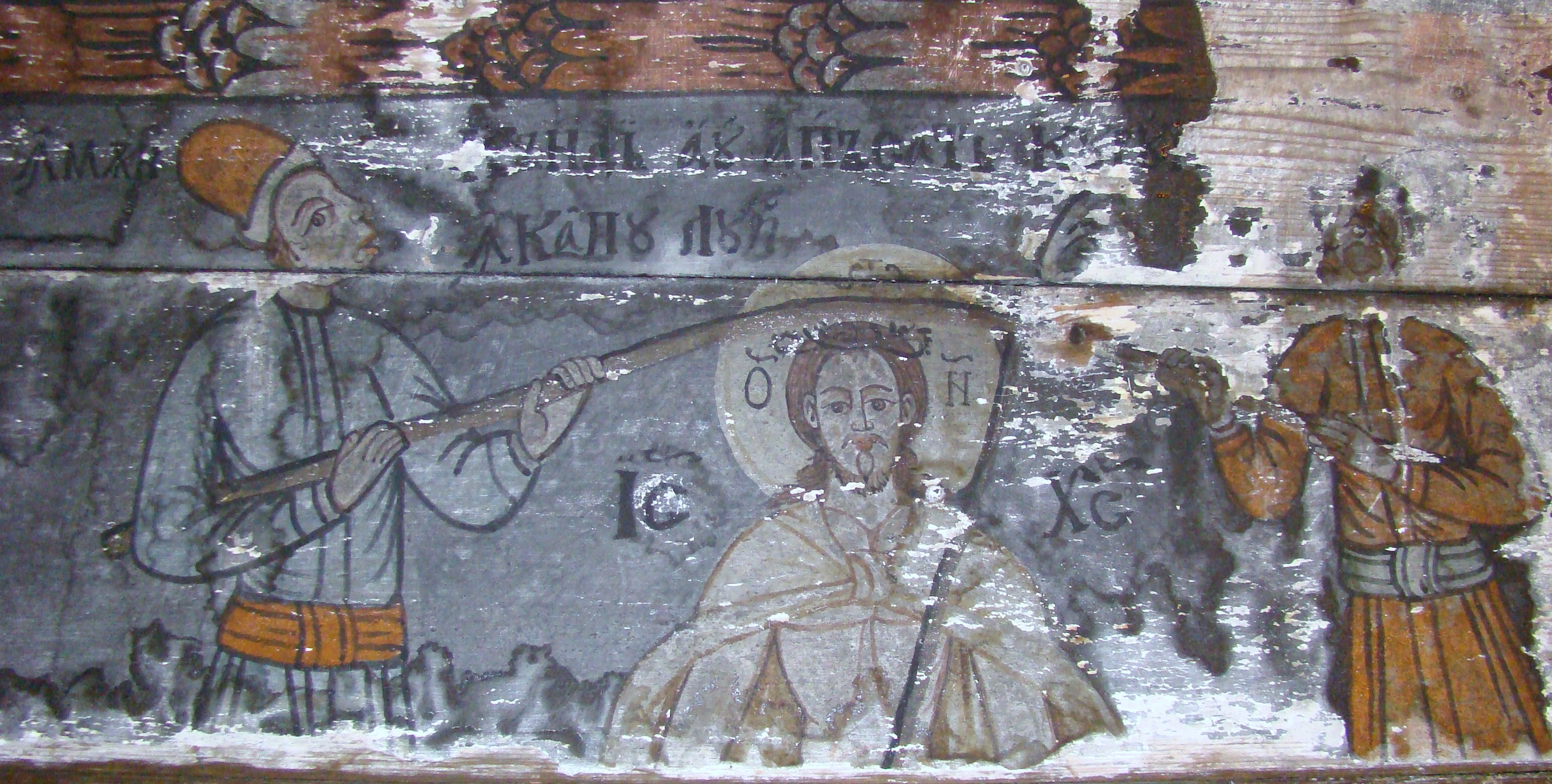
Încununarea cu spini

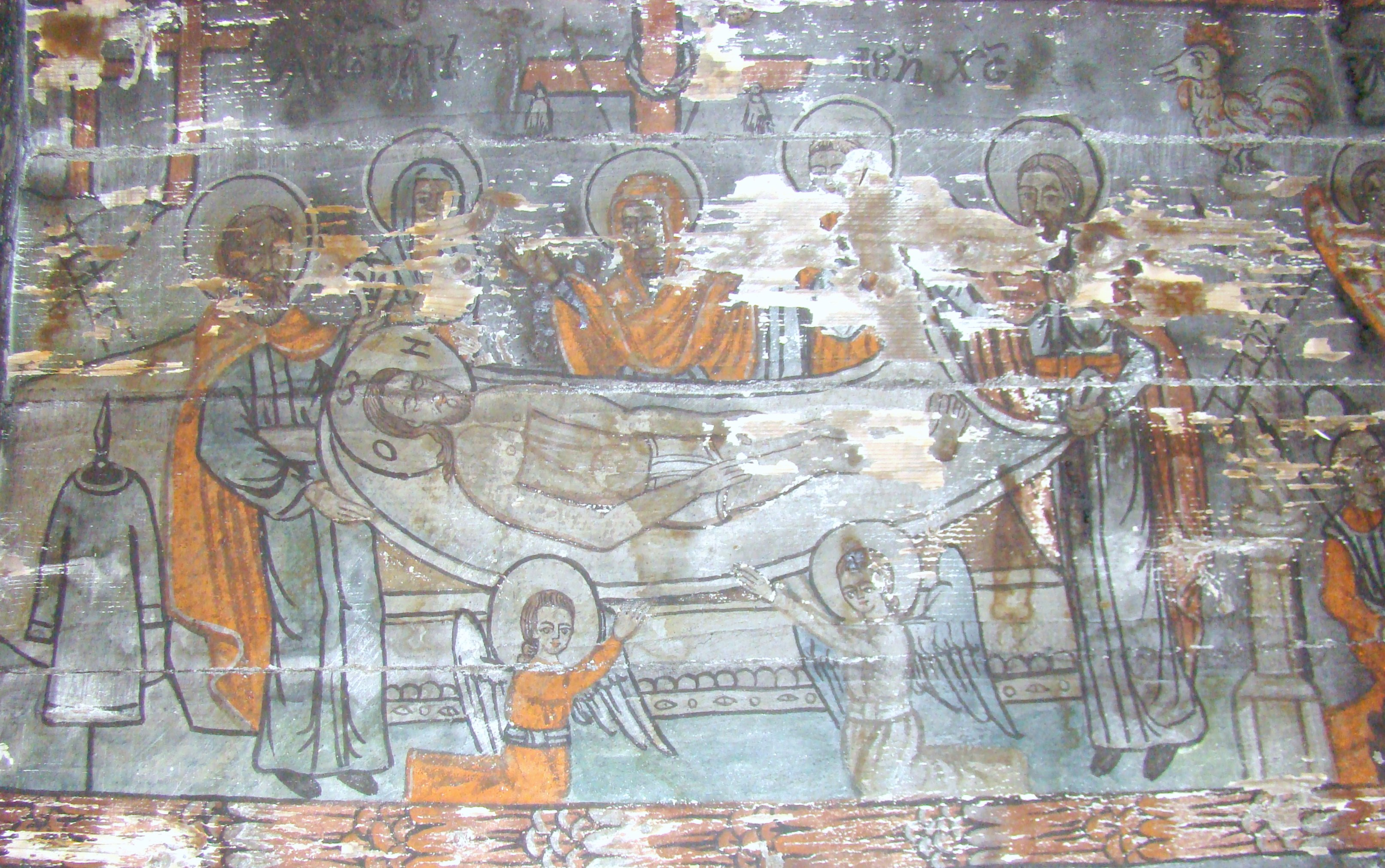
Punerea în mormânt

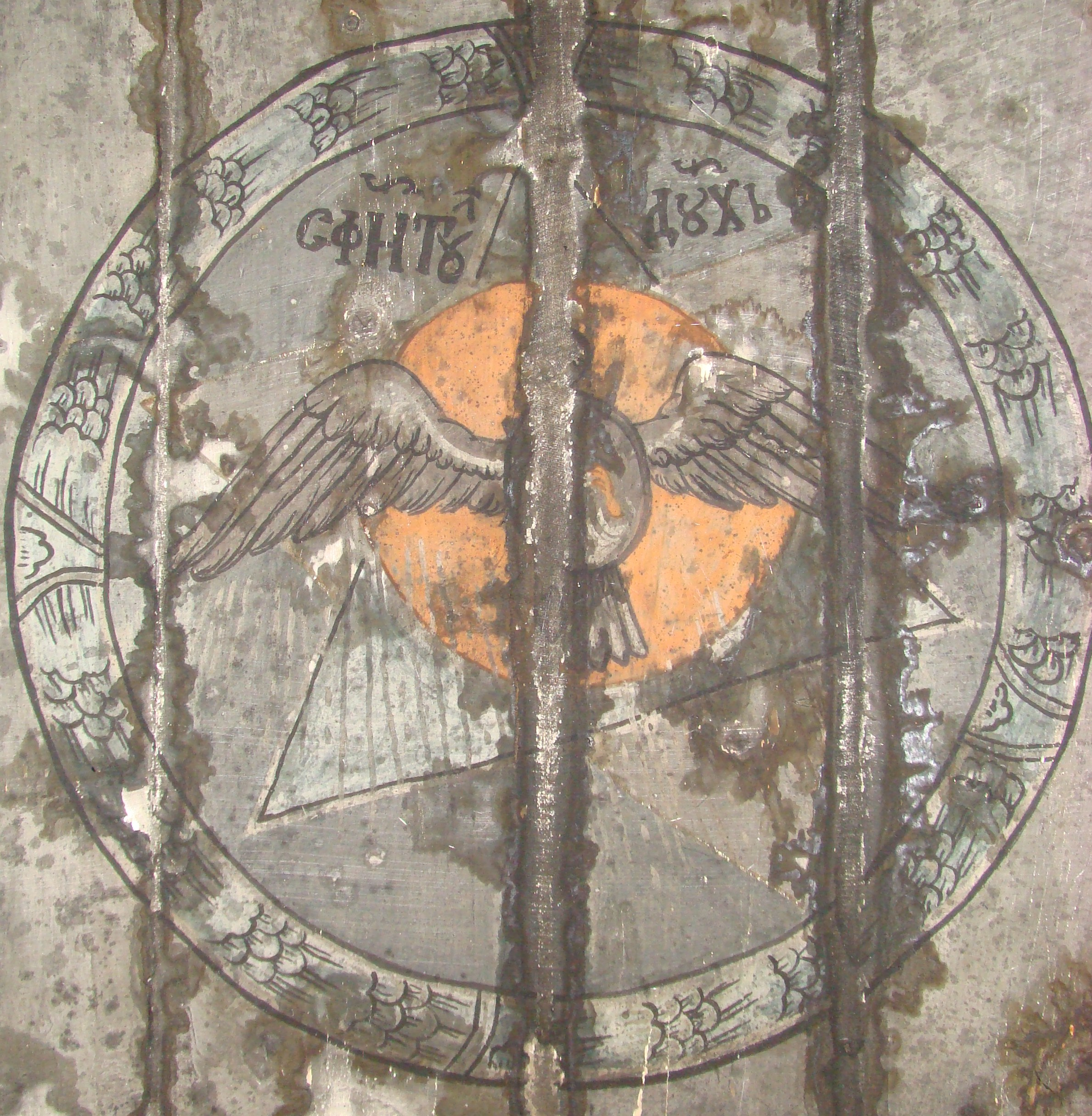
Bolta naosului: Sf. Duh

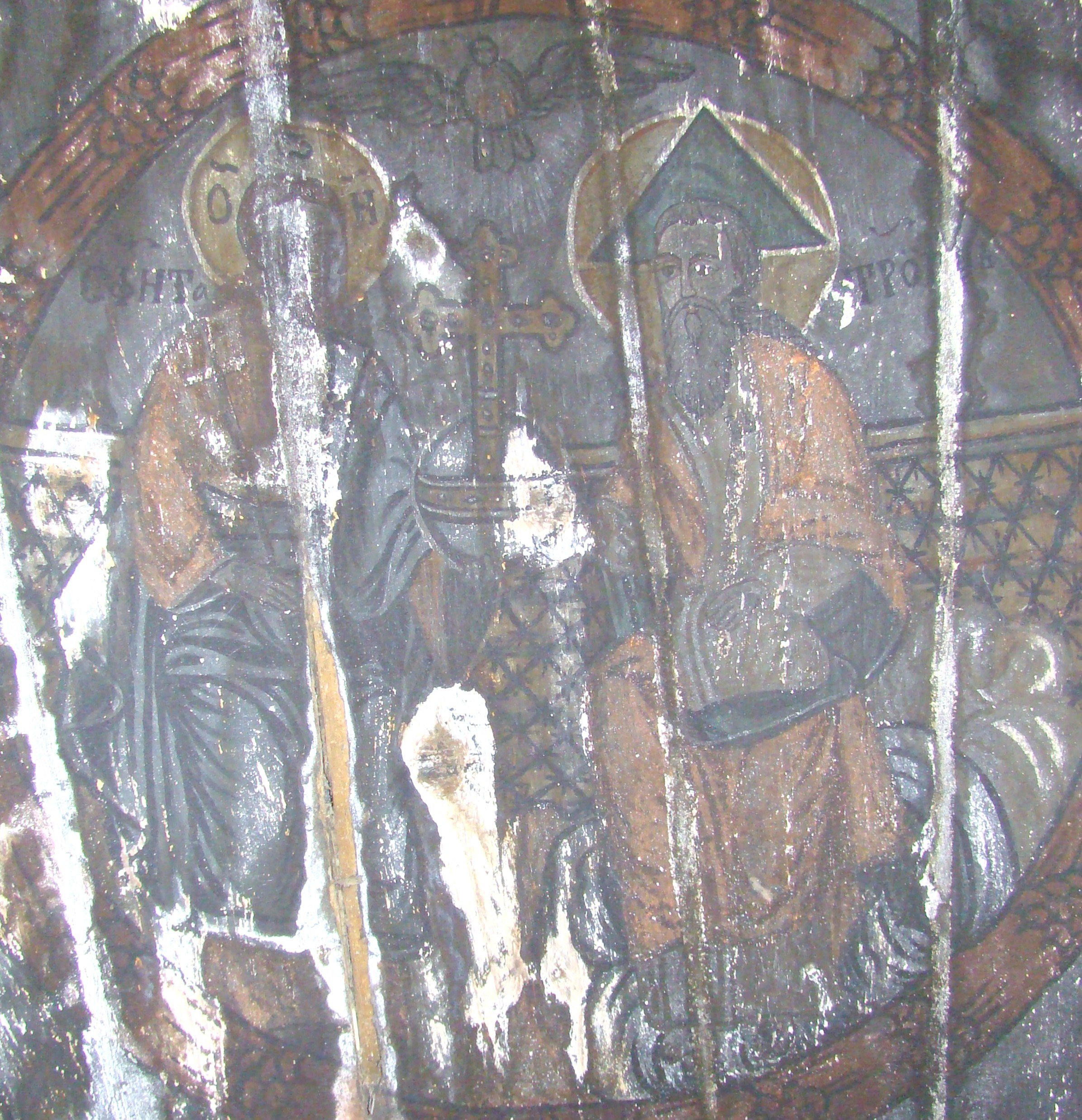
Bolta altarului: Sf. Treime

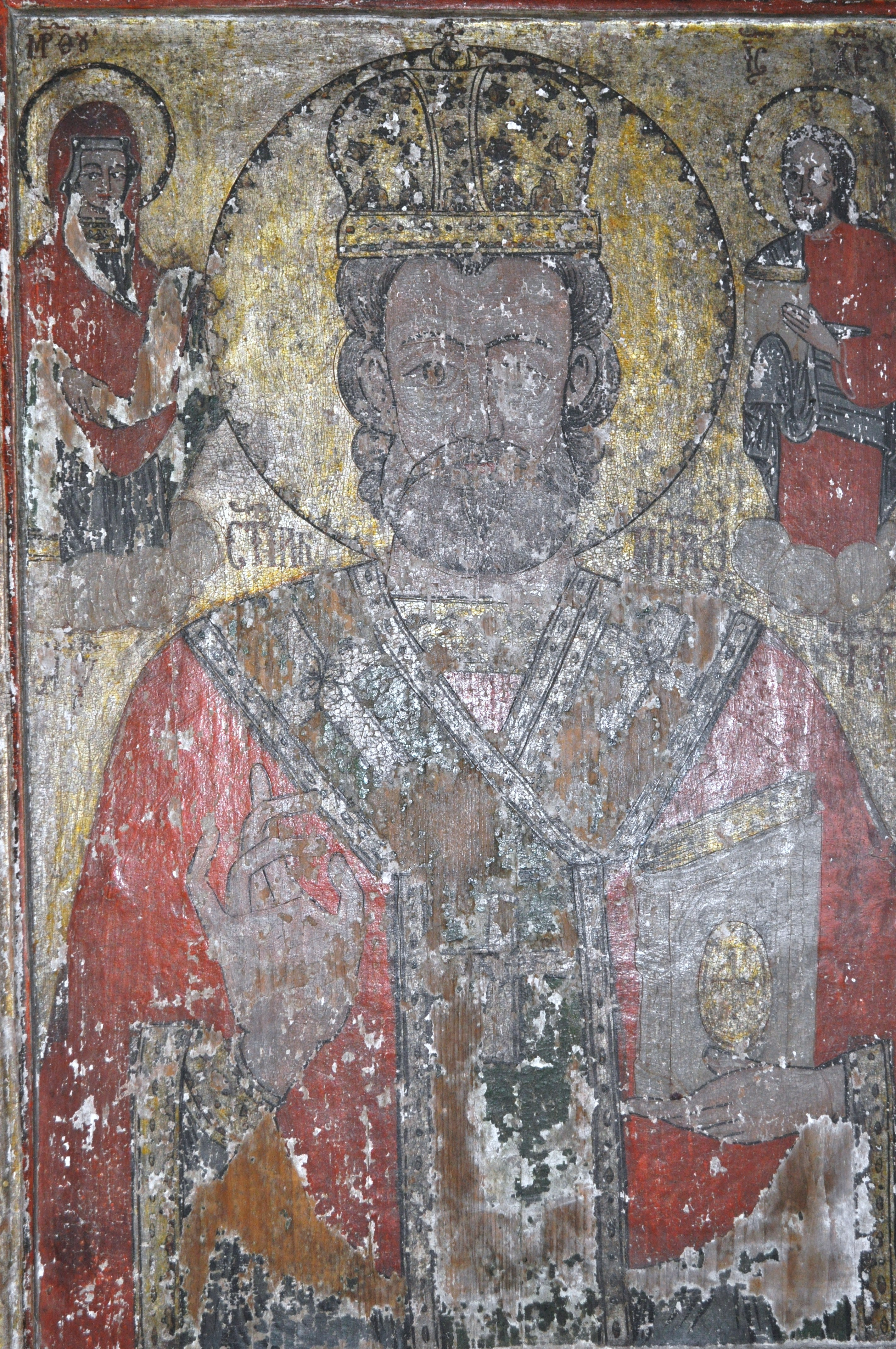
Icoană împărătească: Sf. Nicolae cu Maria și Iisus

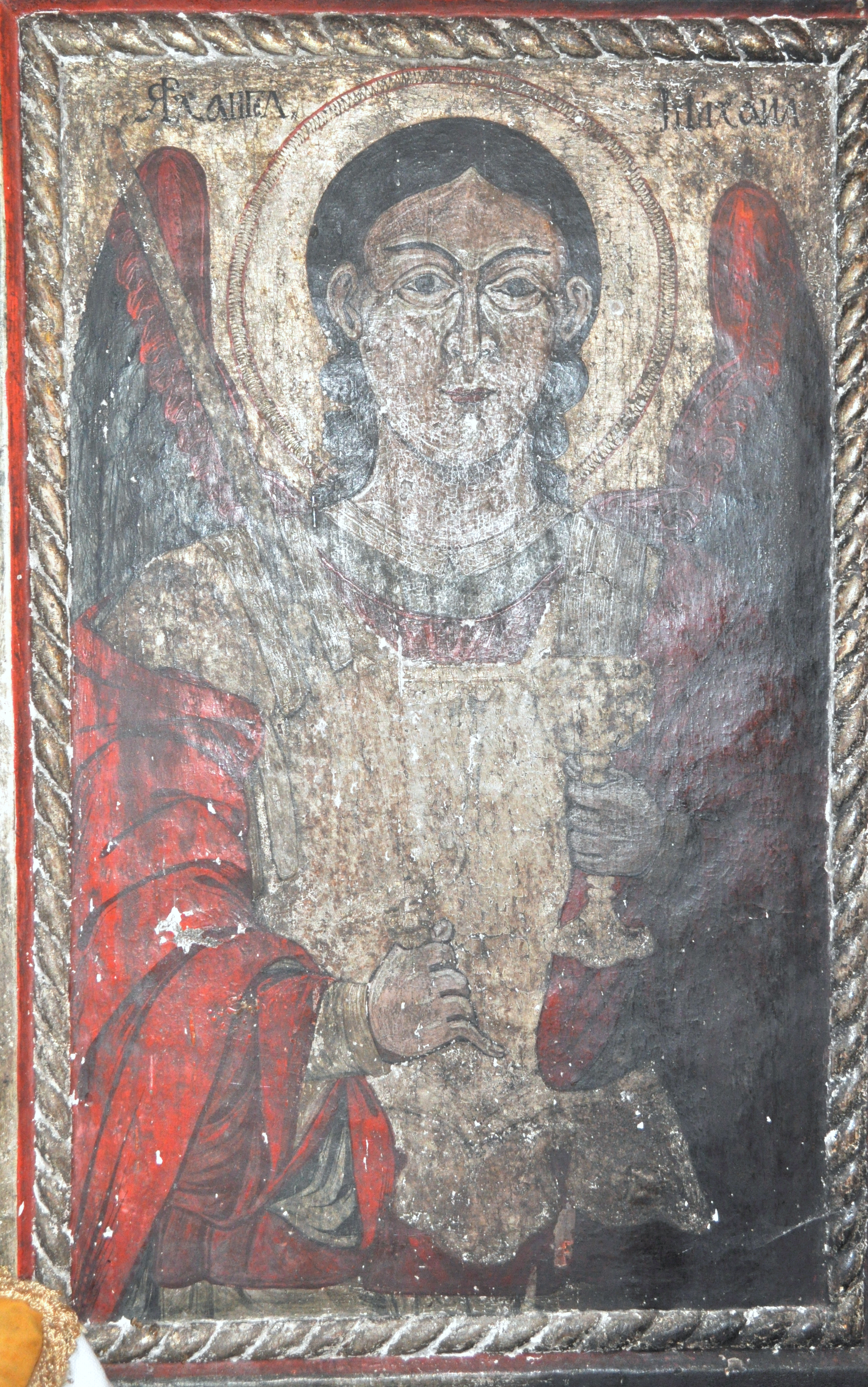
Icoană împărătească: Arhanghelul Mihail

Biserica de lemn din Straja, comuna Căpușu Mare, județul Cluj, datează din perioada 1720-1730. Are hramul „Sfinții Trei Ierarhi” . Biserica se află pe noua listă a monumentelor istorice sub codul LMI: cod LMI CJ-II-m-B-07768.

## Istoric și trăsături
Straja, localitate menționată documentar din anul 1219 (Gnezted), păstrează un interesant monument istoric, biserica Sfinții Arhangheli Mihail și Gavriil, construită la îneputul sec. al XVIII lea. Lăcașul, realizat din lemn de stejar, material durabil, se compune din altar, naos și pronaos. Latura de sud, unde se află și intrarea în biserică este protejată de pridvor, iar deasupra pronaosului se ridică turnul clopotniță. Învelitoarea șarpantei e din șindrilă. Altarul semicircular detașează și particularizează acest monument, potențându-i valoarea arhitecturală. În acest caz deslușim aici o încercare de „imitare” a arhitecturii medievale de zid printr-un material neadaptat acestei planimetrii.
Interiorul lăcașului conservă încă pictura murală, de factură populară, datând din anul 1806. Rânduiala scenelor religioase respectă Erminia post-bizantină tradițională. Pe boltă apare Sf.Treime și Maria cu pruncul, Serafimii, iar pe pereți se vede teoria Sfinților Ierarhi. Iconostasul prezintă tradiționalele registre cu Apostoli, Prooroci, iar în partea superioară Răstignirea, fiind datată prin inscripție în anul 1796. Bolta naosului prezintă în ax imaginile în medalioane a Celui vechi de zile, Pantocratorului, Sf. Duh și Maica Domnului. De o parte și de alta au fost zugrăvite scene din ciclul Hristologic și cel Marial (Sf. Maria, Sf. Duh, Bunavestire, Nașterea lui Iisus, Botezul Domnului) o atenție deosebită fiind acordată Patimilor. Pronaosul, adăugat ulterior, nu este decorat. 
Pictura murală a bisericii se datorează zugravului Dumitru Ispas din Gilău, care lucrează aici în colaborare cu fiul său Ștefan. Maestrului Ispas i se datorează decorul pictat al multor biserici de lemn din bazinul Someșului Mic sau din părțile sălăjene: Sânpaul, jud. Cluj, 1788; Agârbiciu jud. Cluj, 1801; Dângău Mic, jud. Cluj, 1802; Muntele Rece, jud. Cluj, 1803; Finișel, jud. Cluj, 1807; Păniceni, jud. Cluj, 1809; Tăuți, jud. Cluj, 1829; Petrindu, jud. Sălaj, 1835 (biserică transferată la Muzeul Etnografic al Transilvaniei „Traian Vuia” din Cluj). Creația maestrului zugrav din Gilău este de fiecare dată semnată (...„prin mâna mea smeritul zugrav Dimitrie Ispas” etc.). În absida altarului se păstrează fragmentar următoarea inscripție , redactată în română cu caractere chirilice: „Cine se vor întâmpla a sluji în această sfântă biserică ca să fie dator a pomeni...Teodor, Iov, Ioan, Dimitrie, Marie, ...neamul lor ca și pre dânșii să-i ierte milostivul Dumnezău. Zugrăvitu-s-au acest sfânt altar al doilea ... meșterul zugrav Dimitrie Ispas și Ștefan, 1806. Și fiind preot popa Teodor de la Agârbici cu ...Petre. Ficurator a fost Tătar Onisie, birăul satului Costea Teodor, sfătul au fost Costea Gheorghe august în 15.
Lăcașul a fost ridicat de către credincioșii satului, în prima jumătate a secolui al XVIII-lea. Nu se află urme scrise despre data zidirii, dar s-a păstrat amintirea în popor că a fost construită de același meșter, rămas anonim, care a zidit și biserica din Agârbiciu între anii 1720-1730. 
Se spune că o parte a bisericii, altarul și pronaosul, au fost construite în jurul anilor 1550-1600, în parohia Finciu și aduse în prima jumătate a secolului al XVII-lea pentru a fi reclădite în Straja.
Starea proastă a acoperișului a dus la degradarea în timp a valoroasei picturi murale. Recent a fost reacoperită cu draniță pe cheltuiala credincioșilor, la stăruința epitropului Costea Ioan. Aceiași meșteri maramureșeni din Bârsana care au executat lucrarea au ridicat și o troiță și o nouă poartă de intrare. 
În biserică se păstrează obiecte de mare valoare artistică și istorică: icoane pe lemn, 7 icoane pe sticlă, 4 cărți vechi: Octoihul Mare (1742), Evangheliar (1770), Cazania (1768), Minologion (1781), ultimele trei fiind tipărite de Mitropolia Moldovei.

## Imagini din exterior

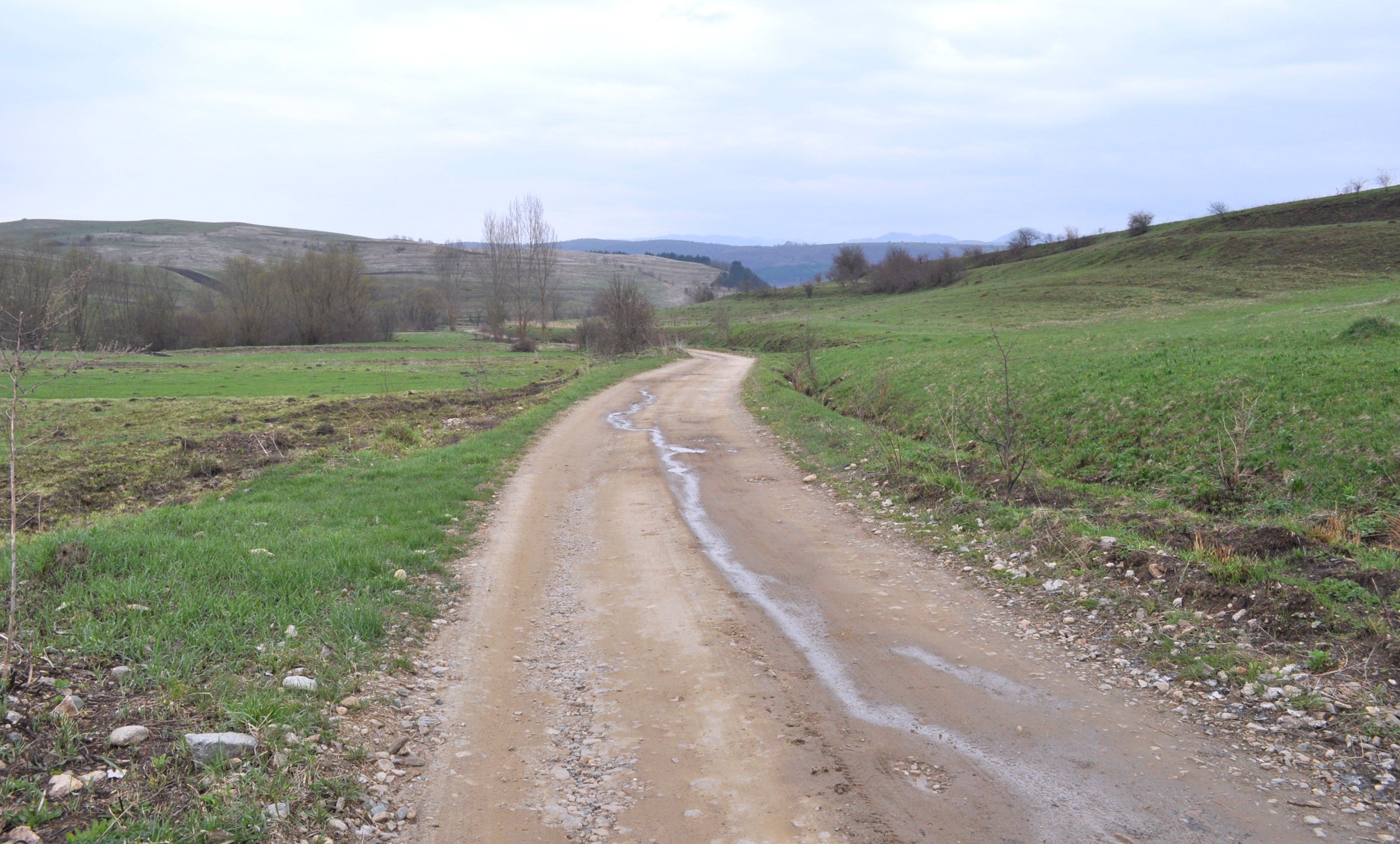
Drumul Căpușu Mare-Straja
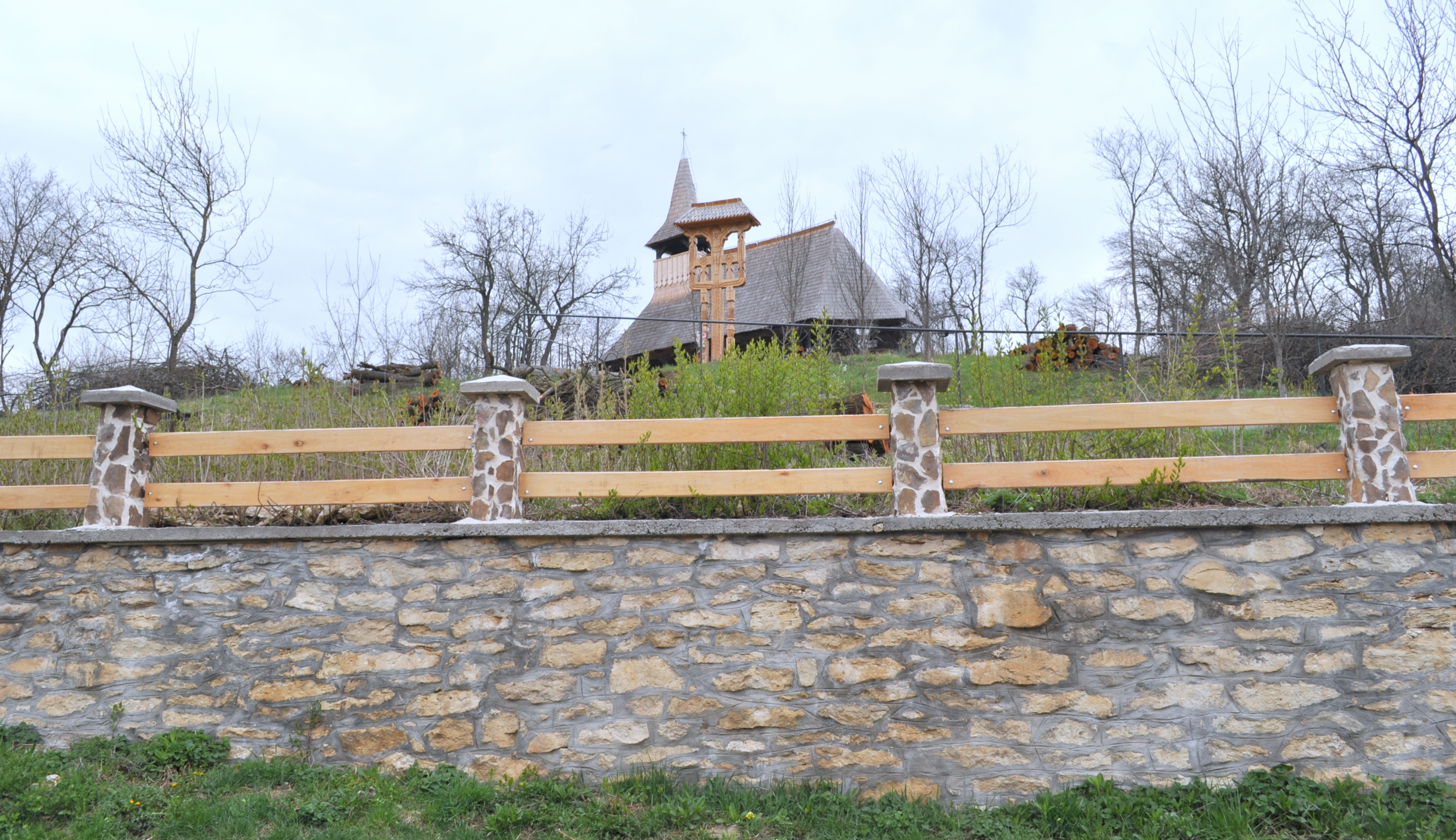
Biserica în vârf de deal
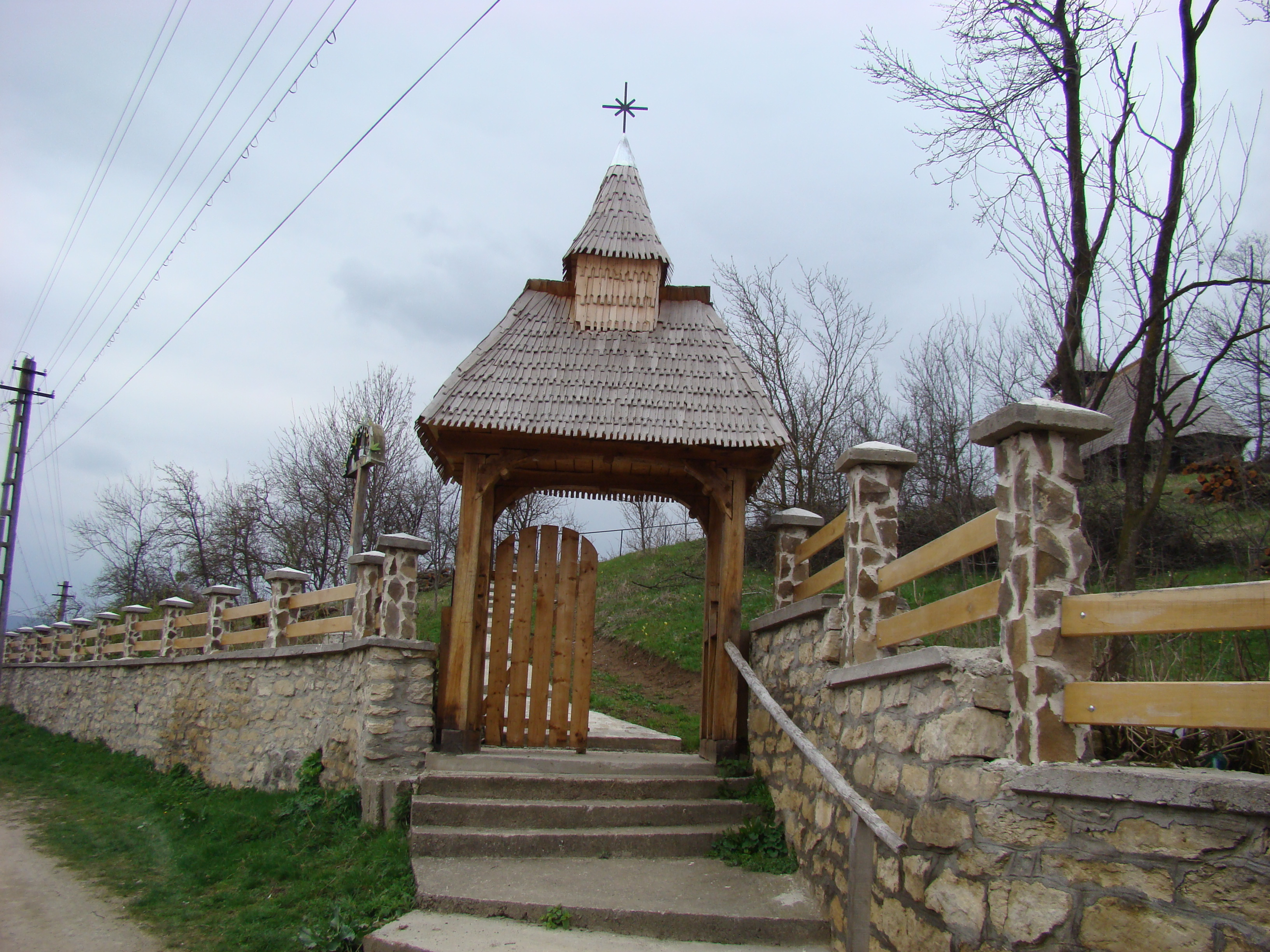
Poarta
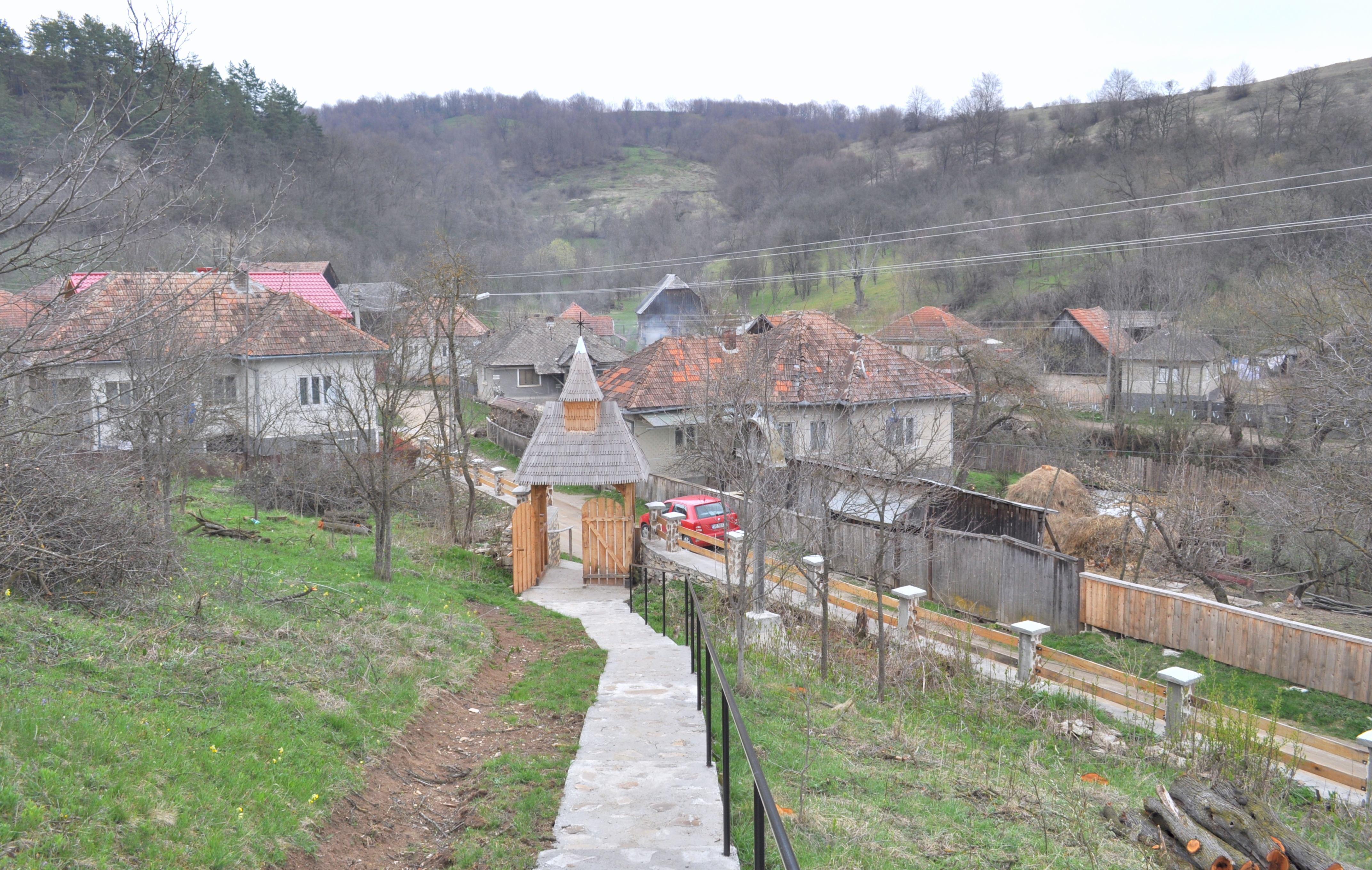
Drumul spre biserică
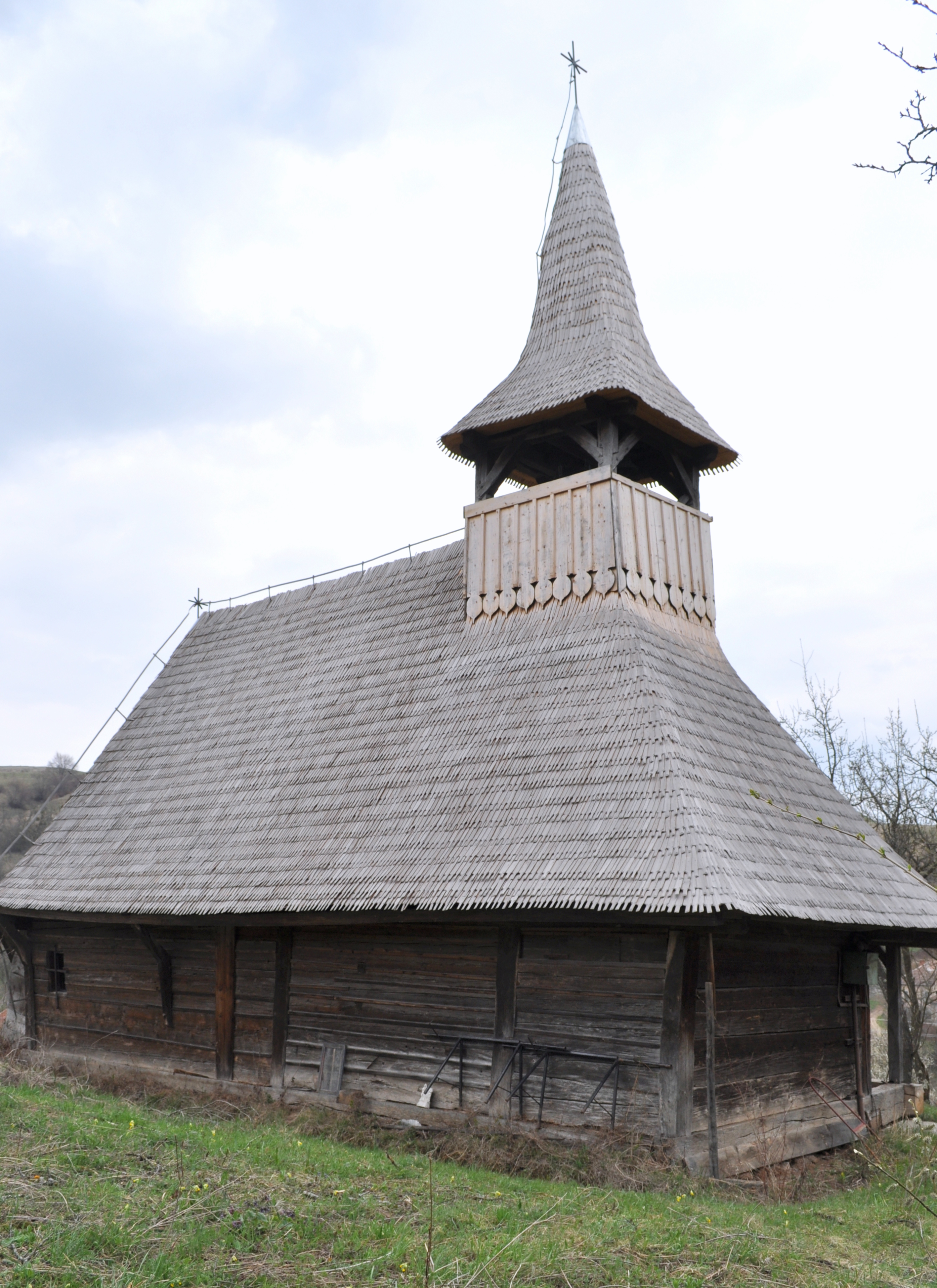
Biserica (nord-vest)
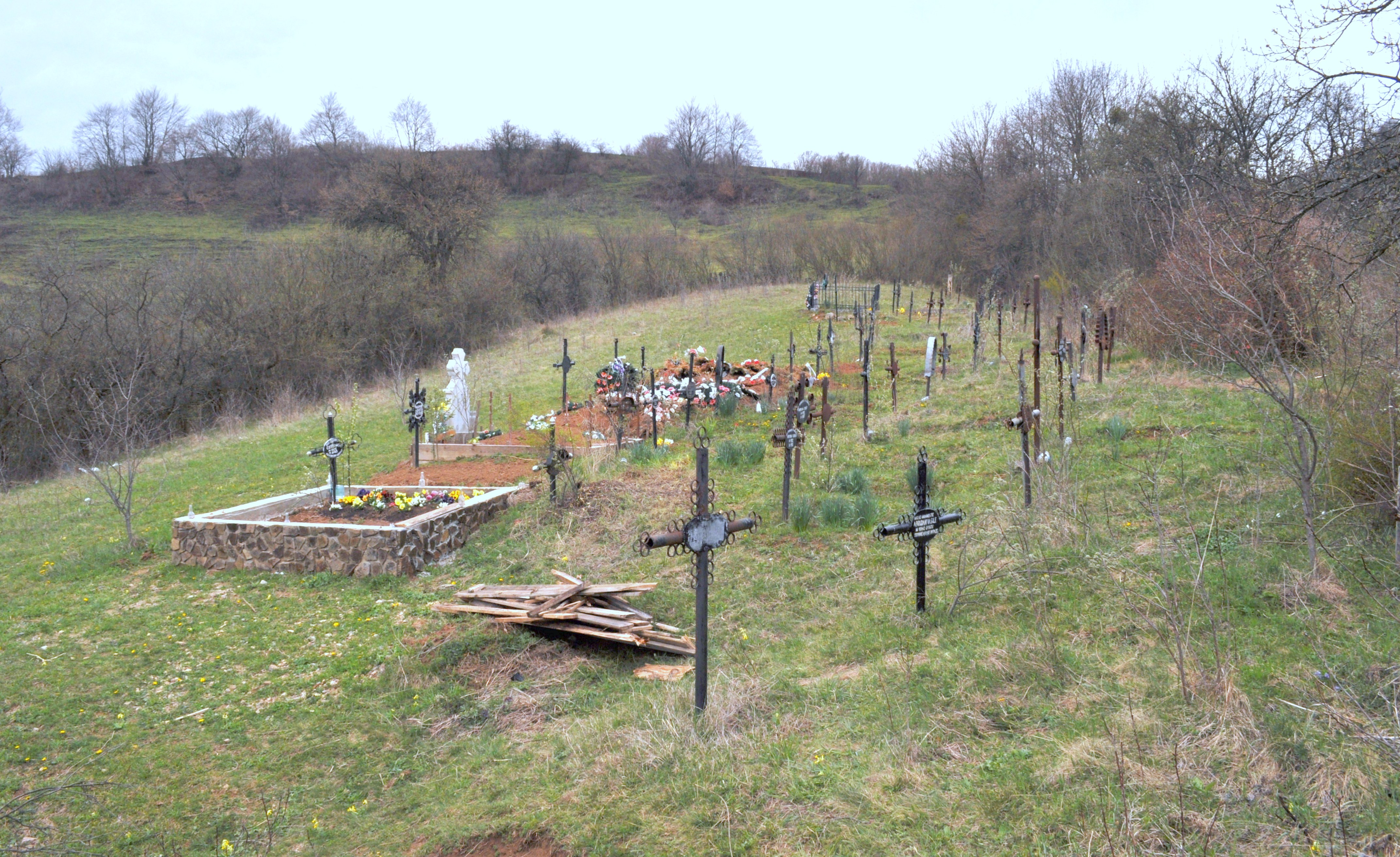
În cimitir
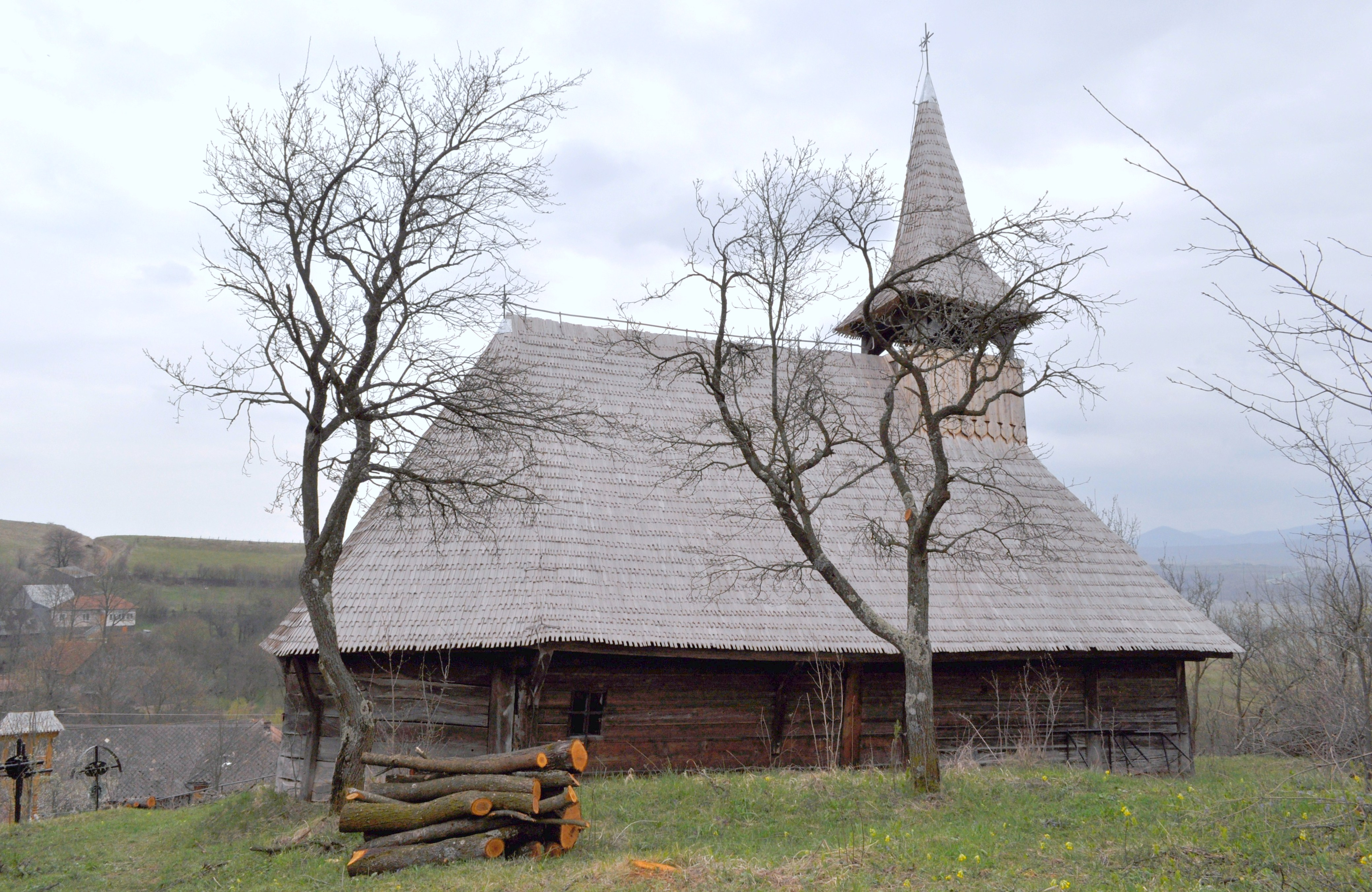
Biserica (nord)
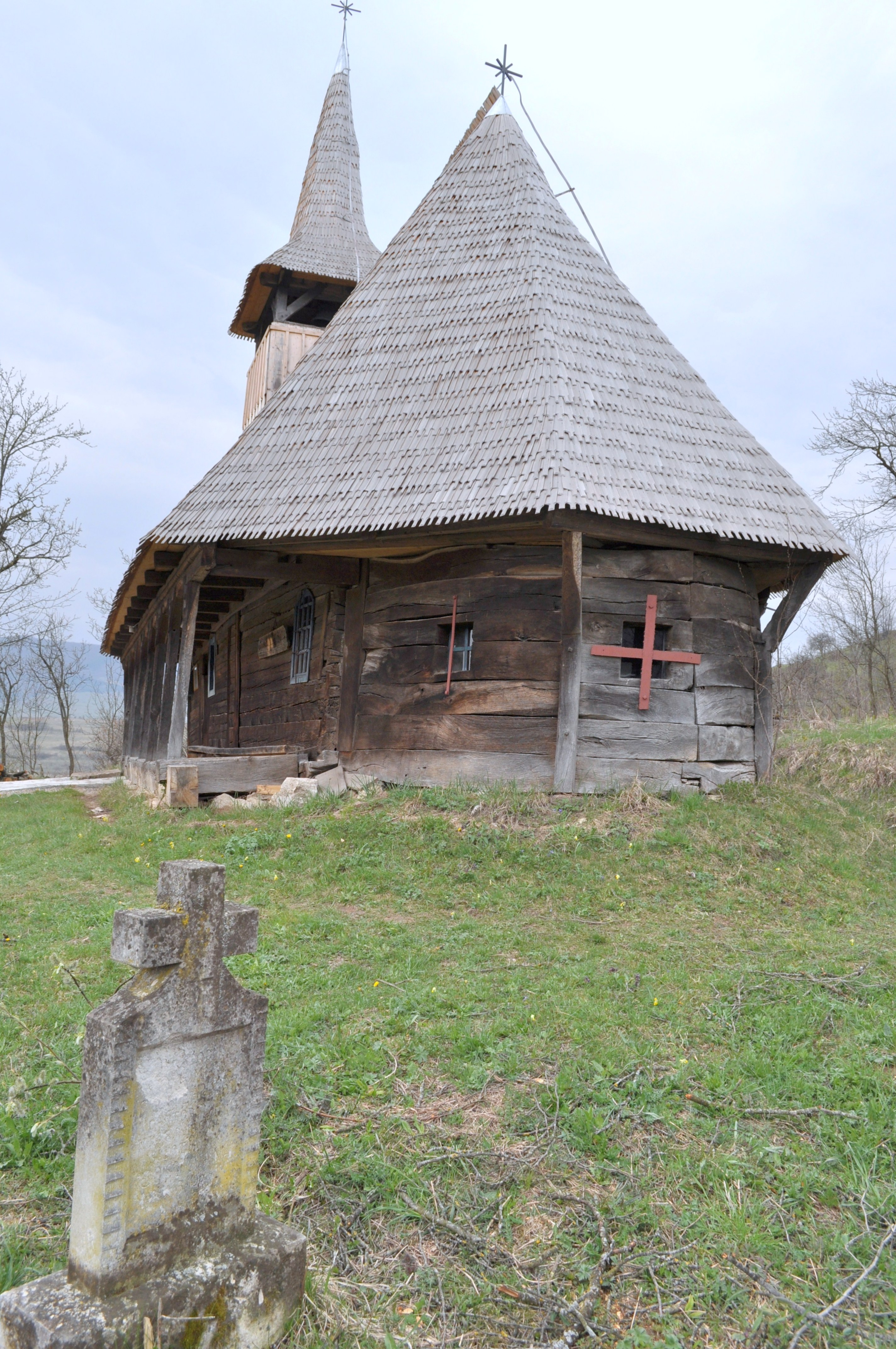
Biserica (est)
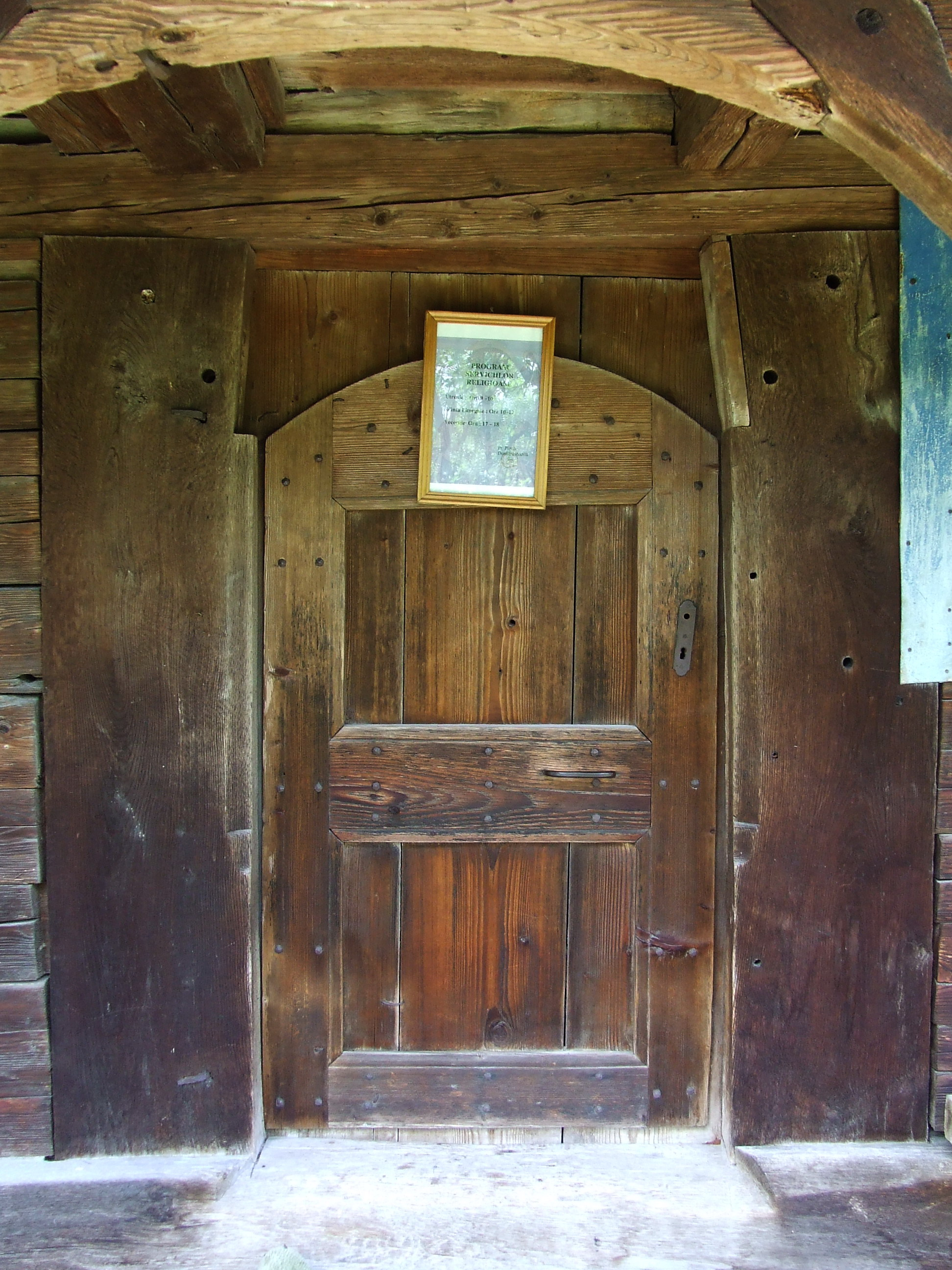
Portalul intrării
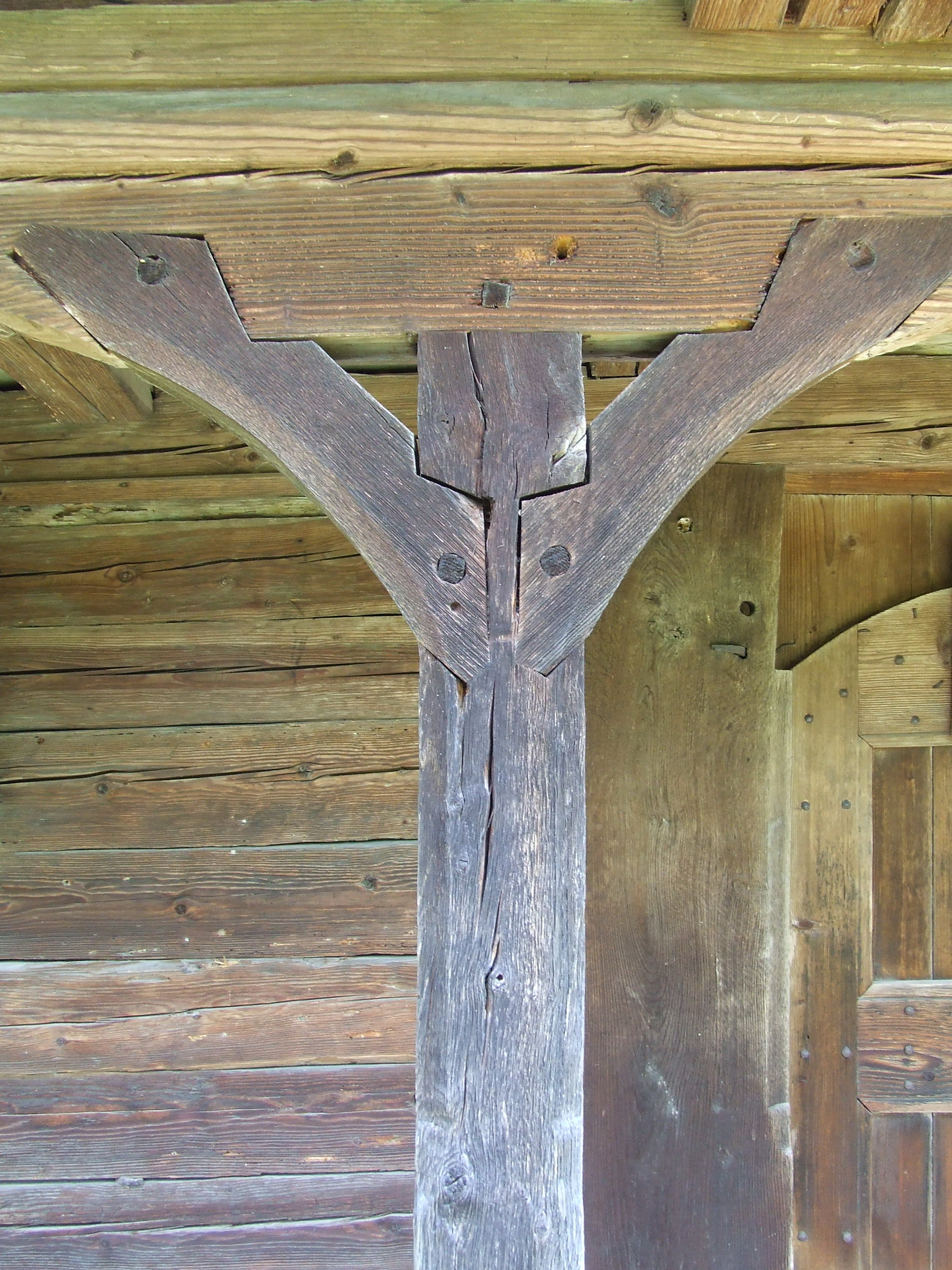
Unul din stâlpii prispei
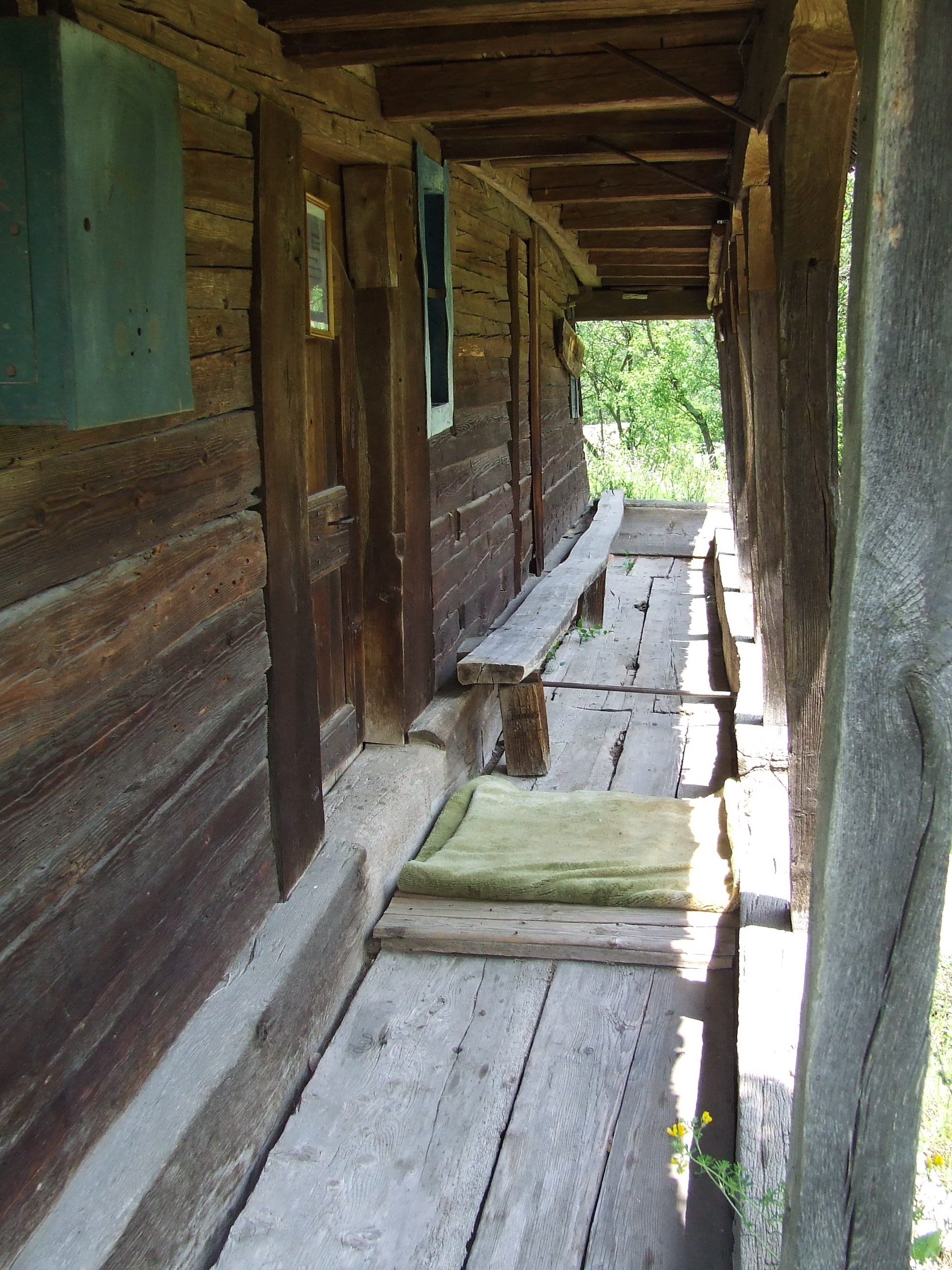
Pe prispă...
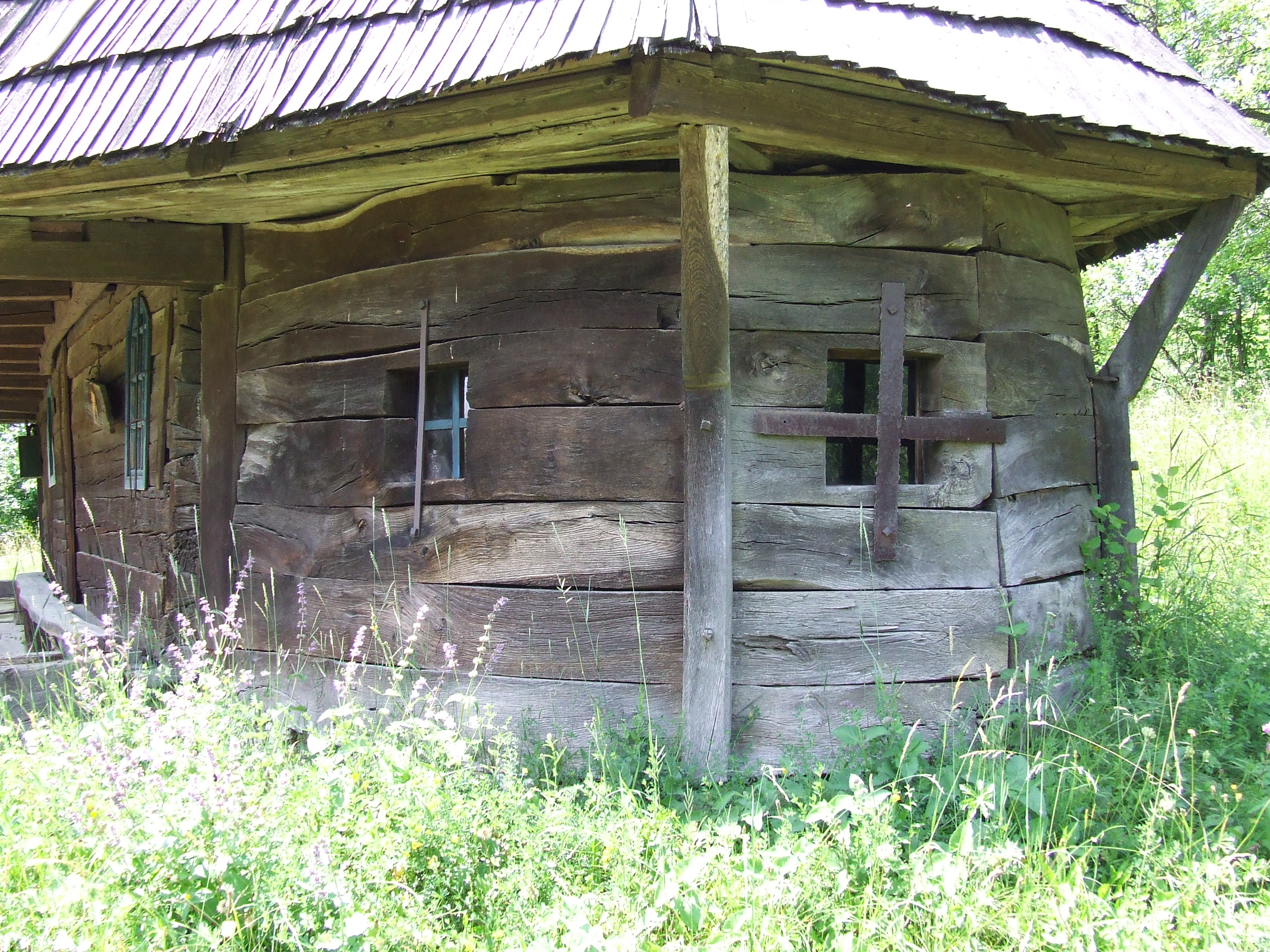
Absida altarului, vedere din sud-est
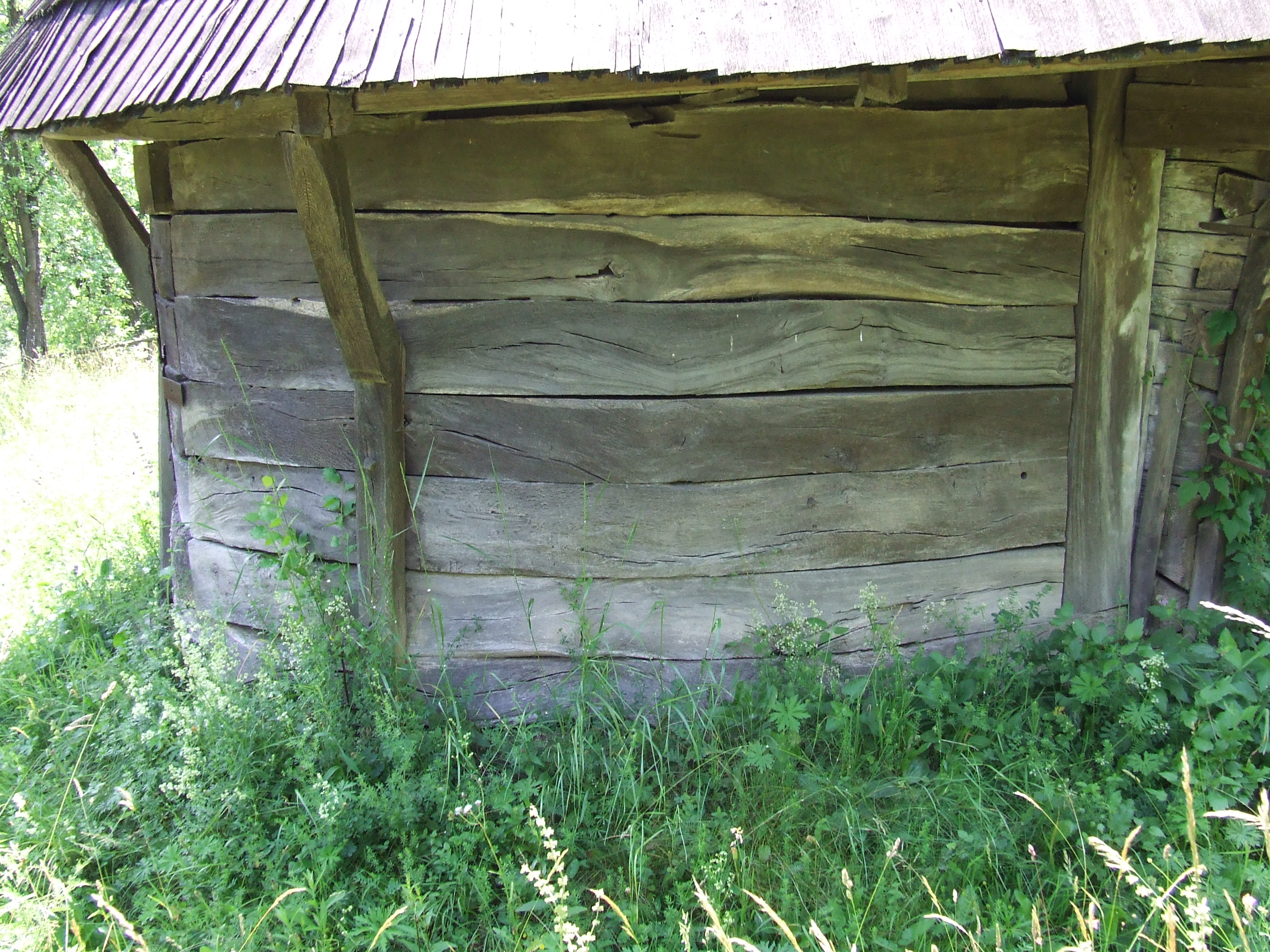
Absida altarului, vedere din nord-est
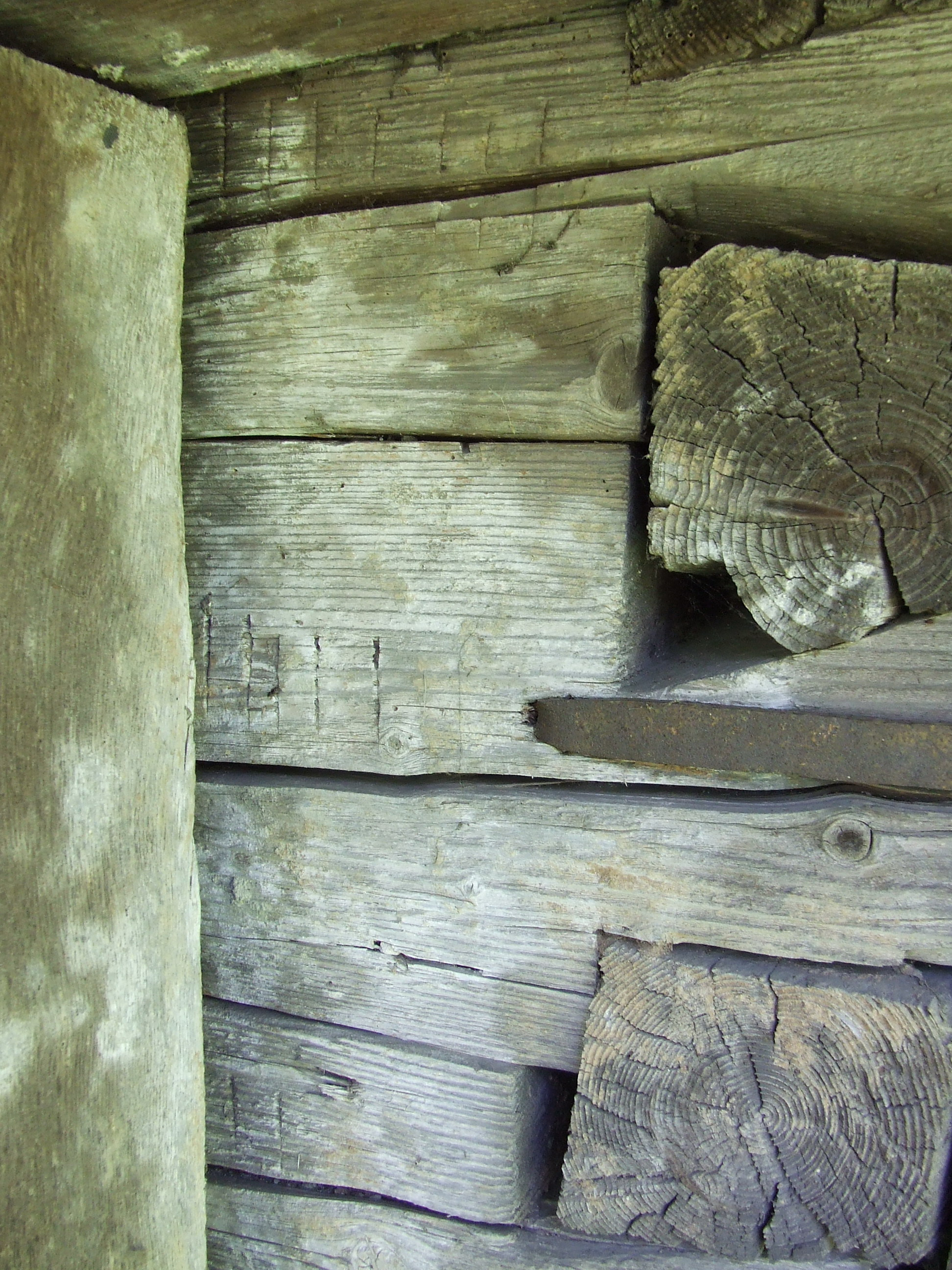
Urme ale mutării
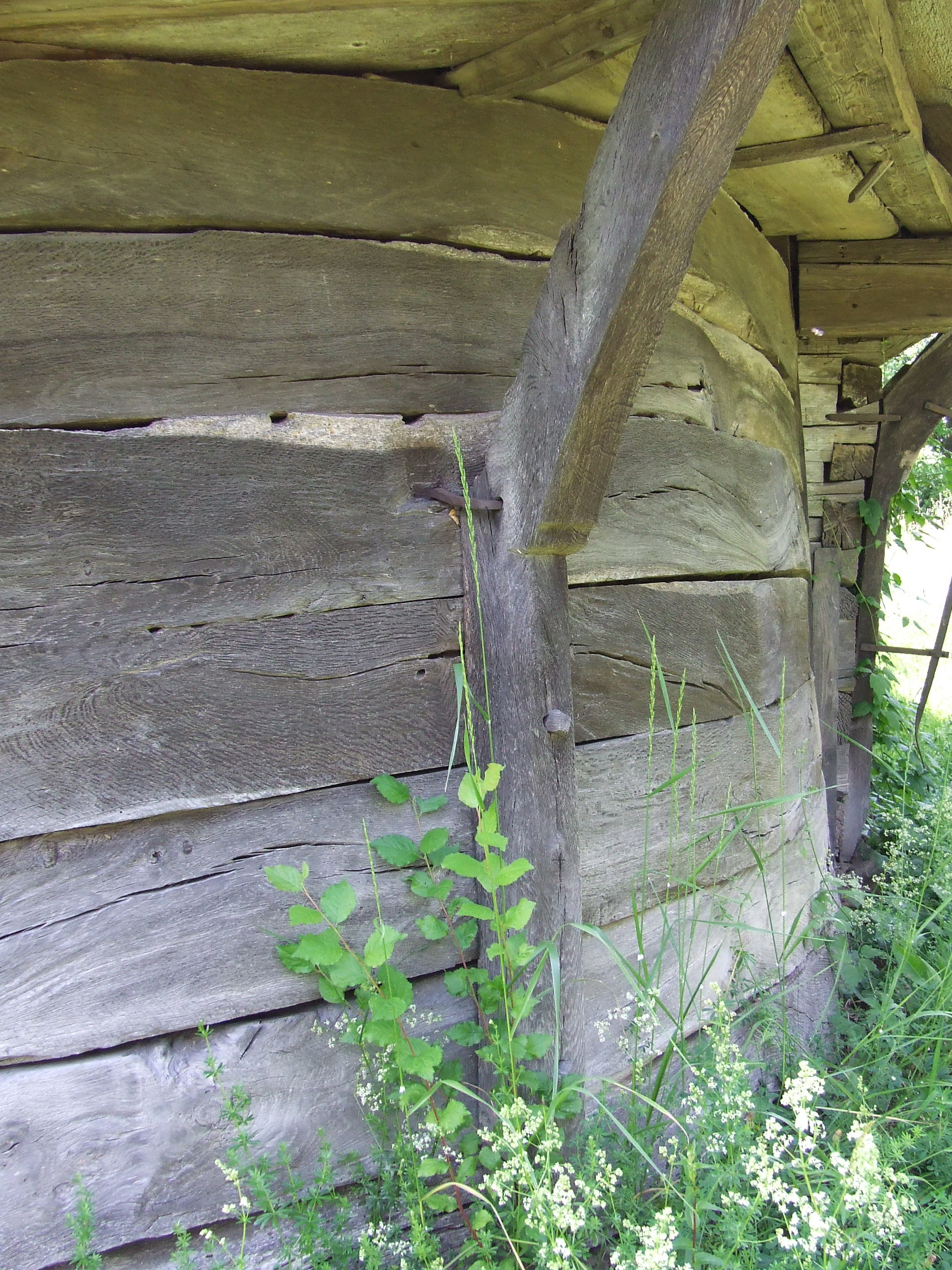
Suport
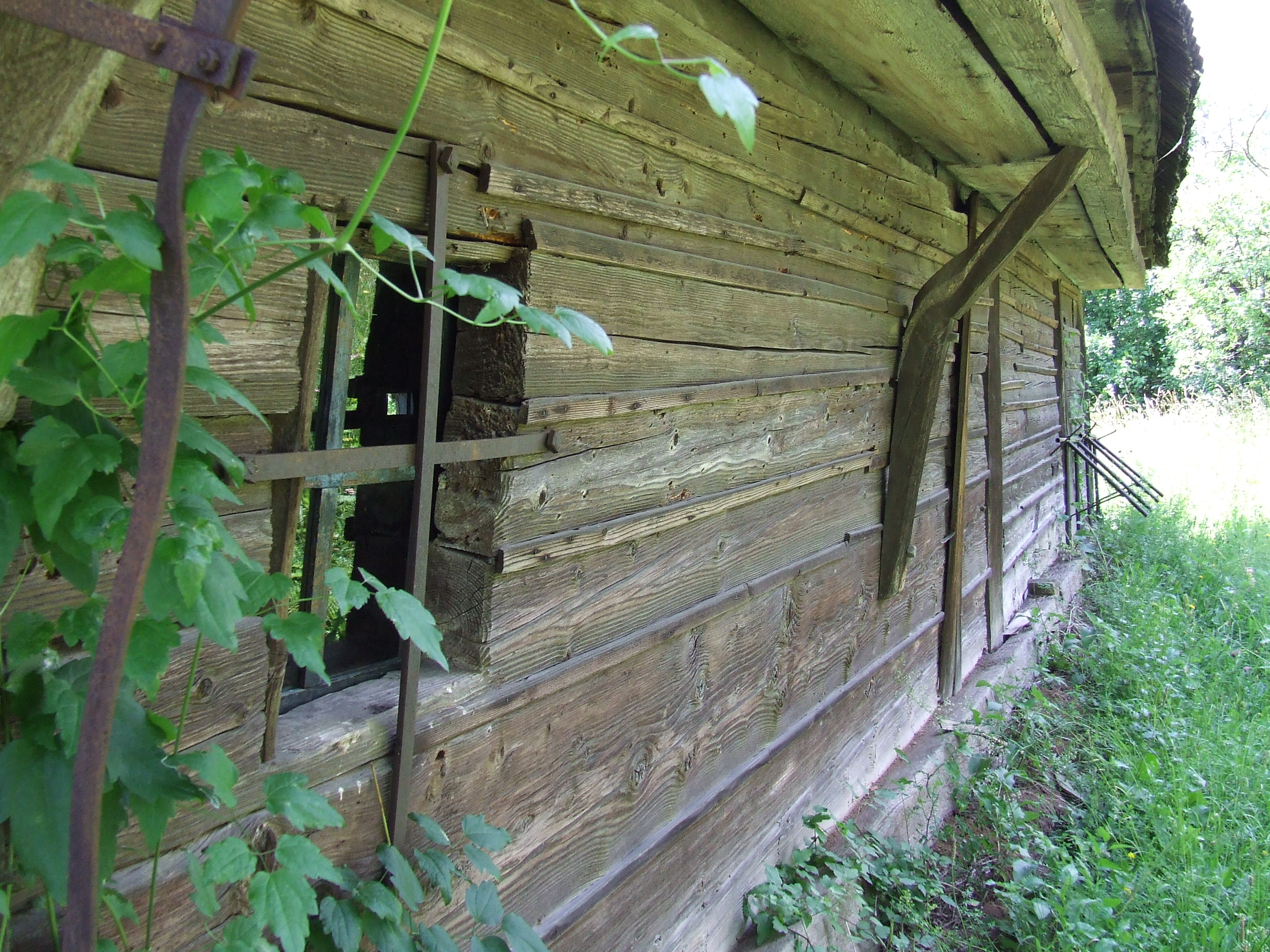
Latura de nord a bisericii
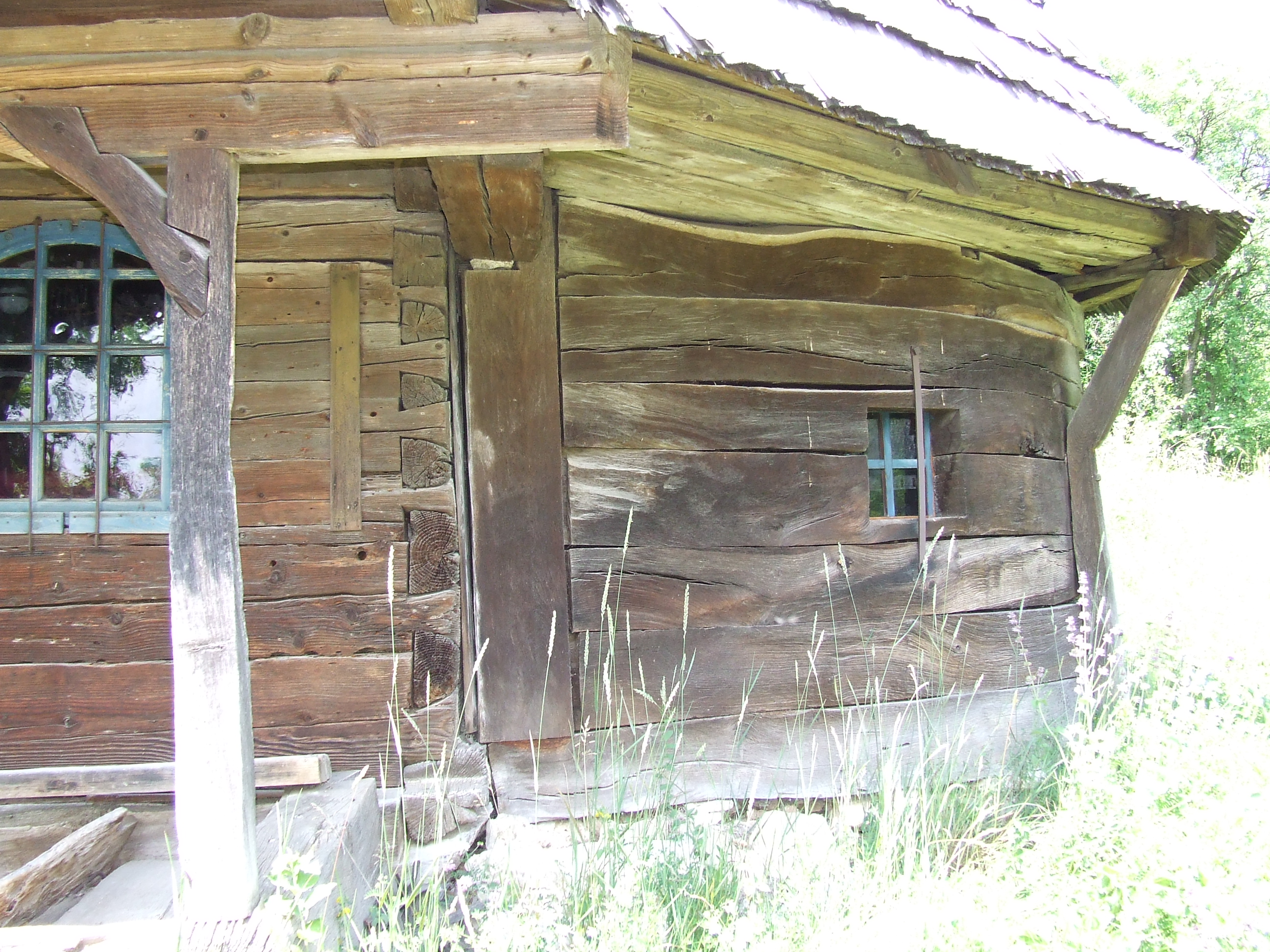
Absida altarului, vedere sudică
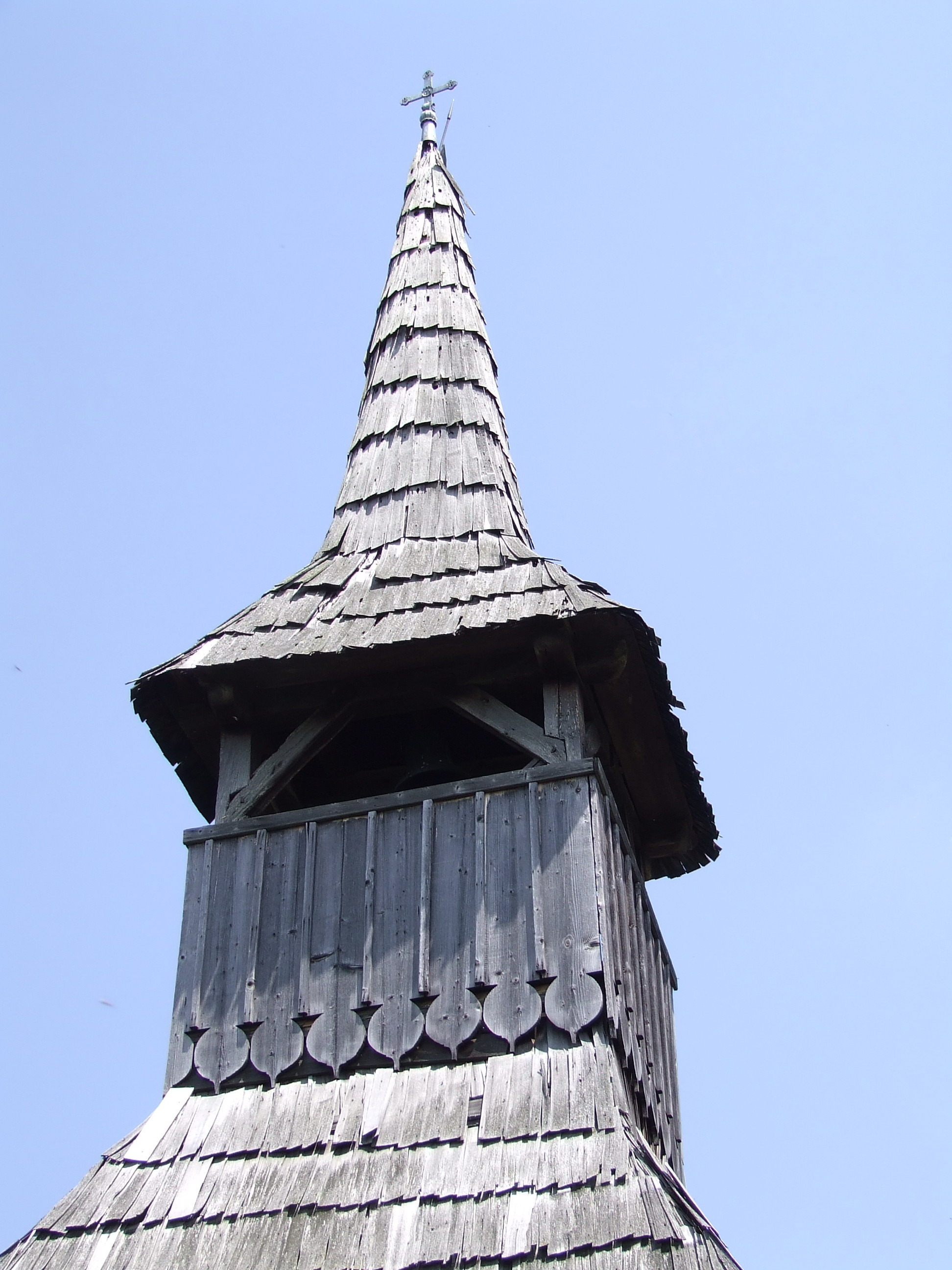
Clopotniţa bisericii
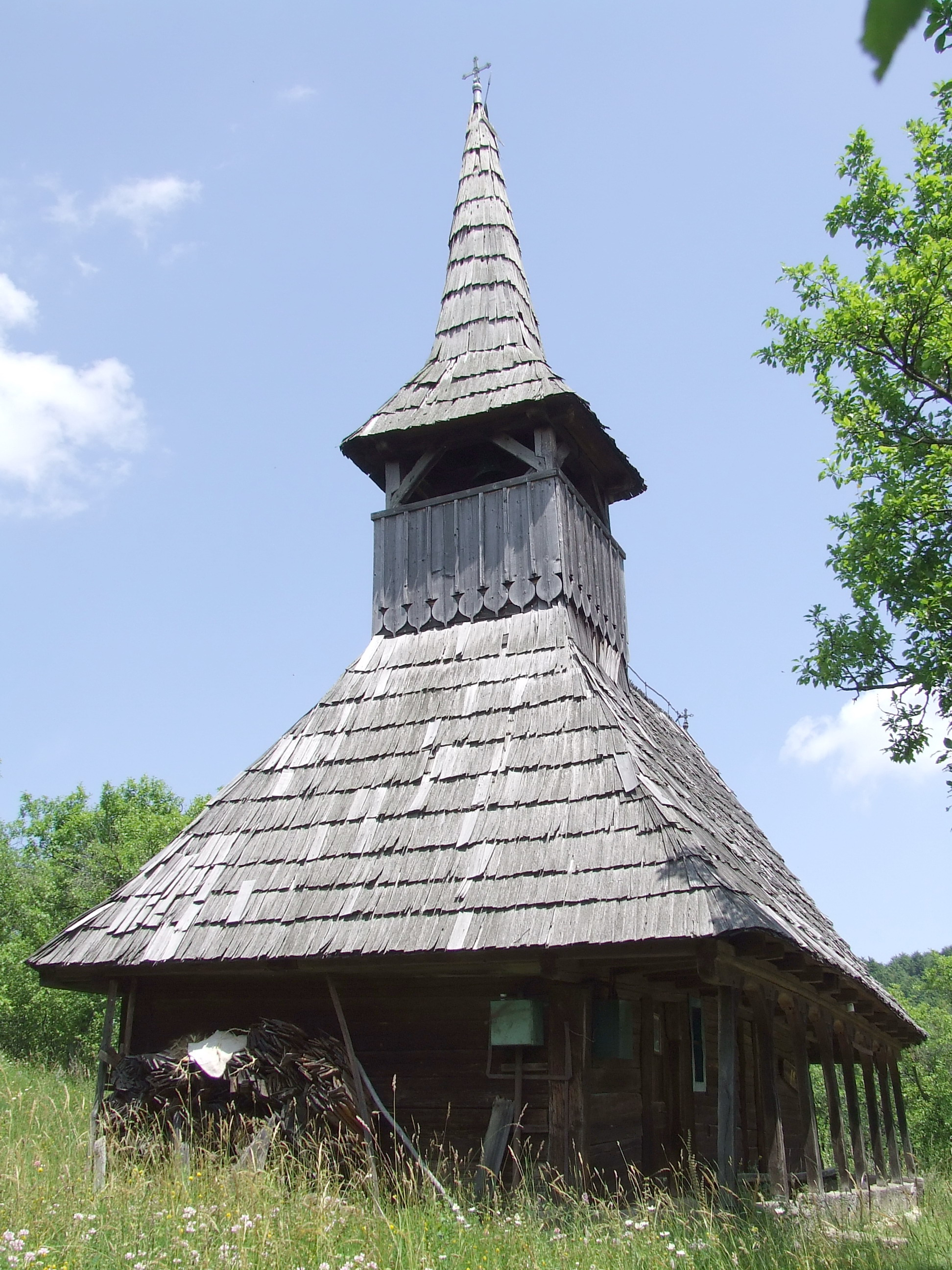
Vedere de ansamblu din sud-vest
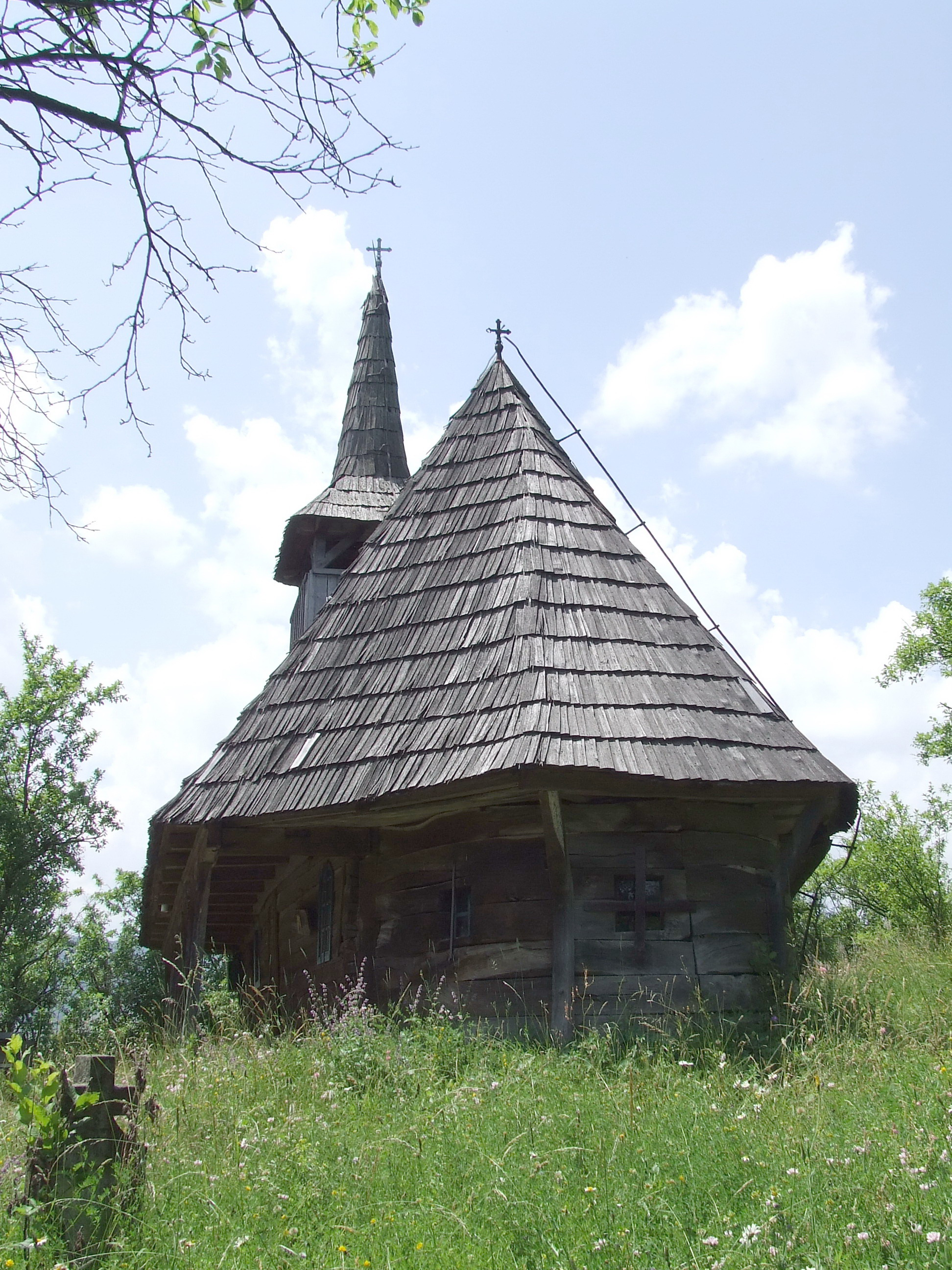
Vedere de ansamblu din sud-est
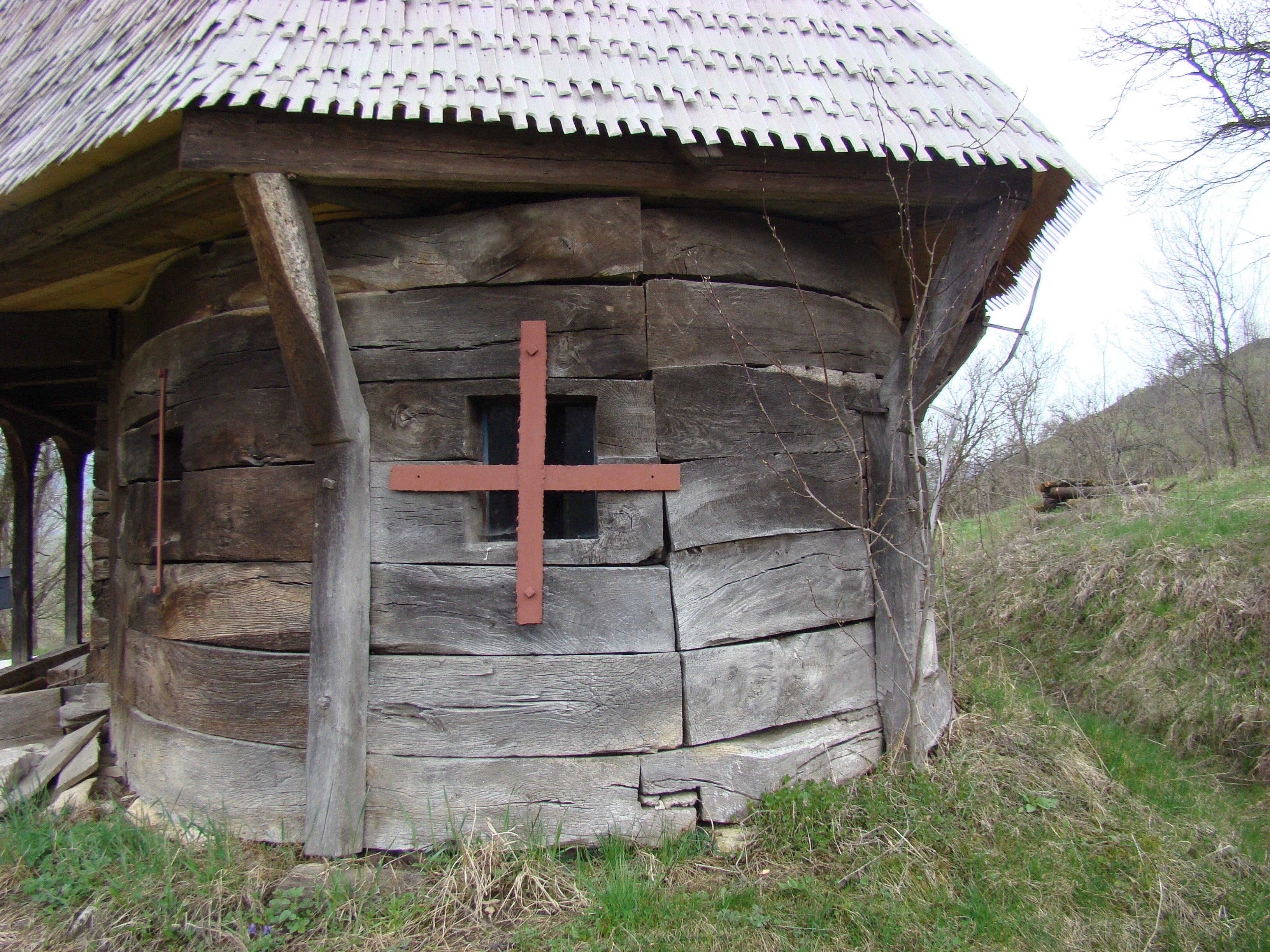
Absida altarului
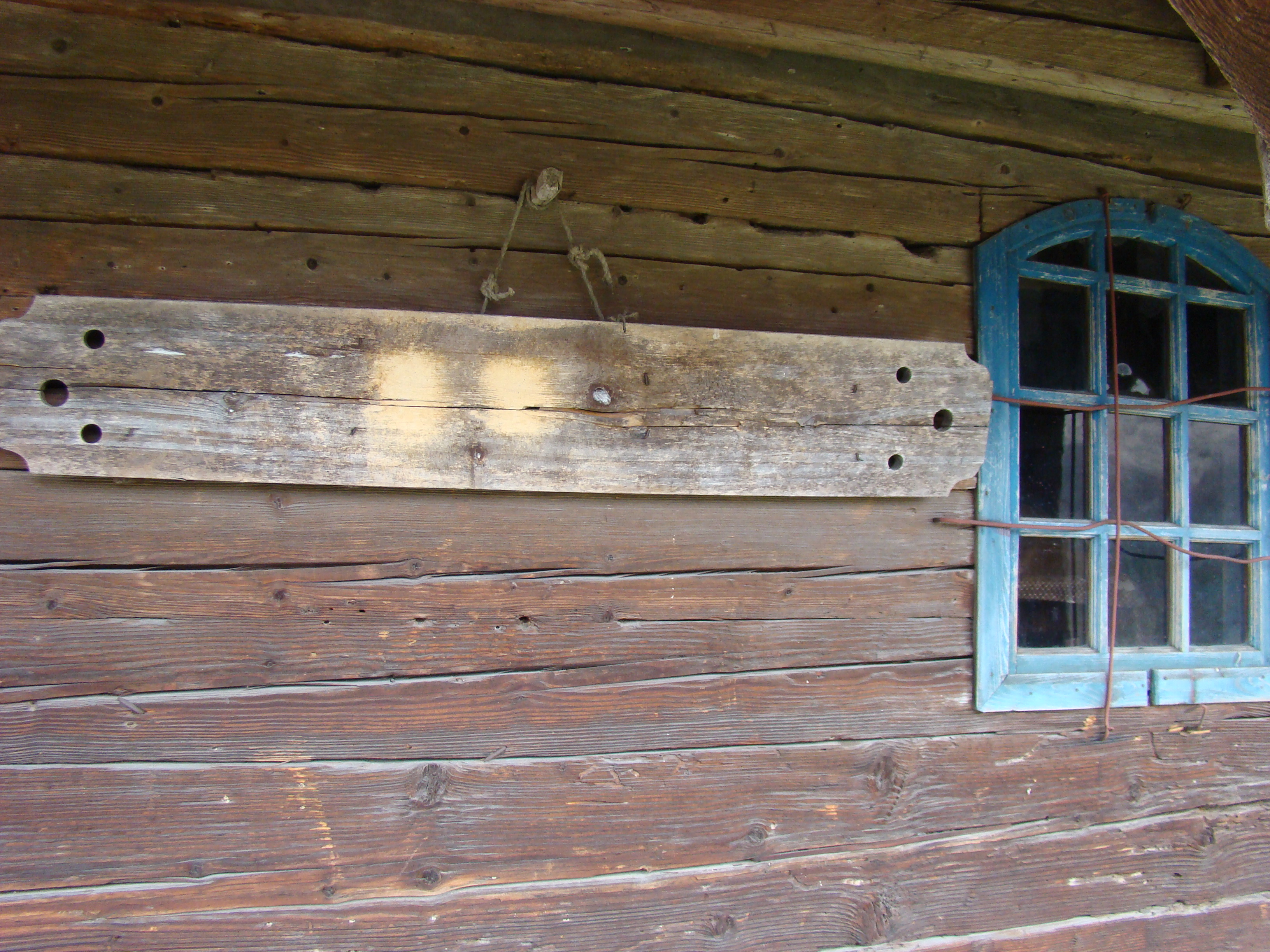
Toaca
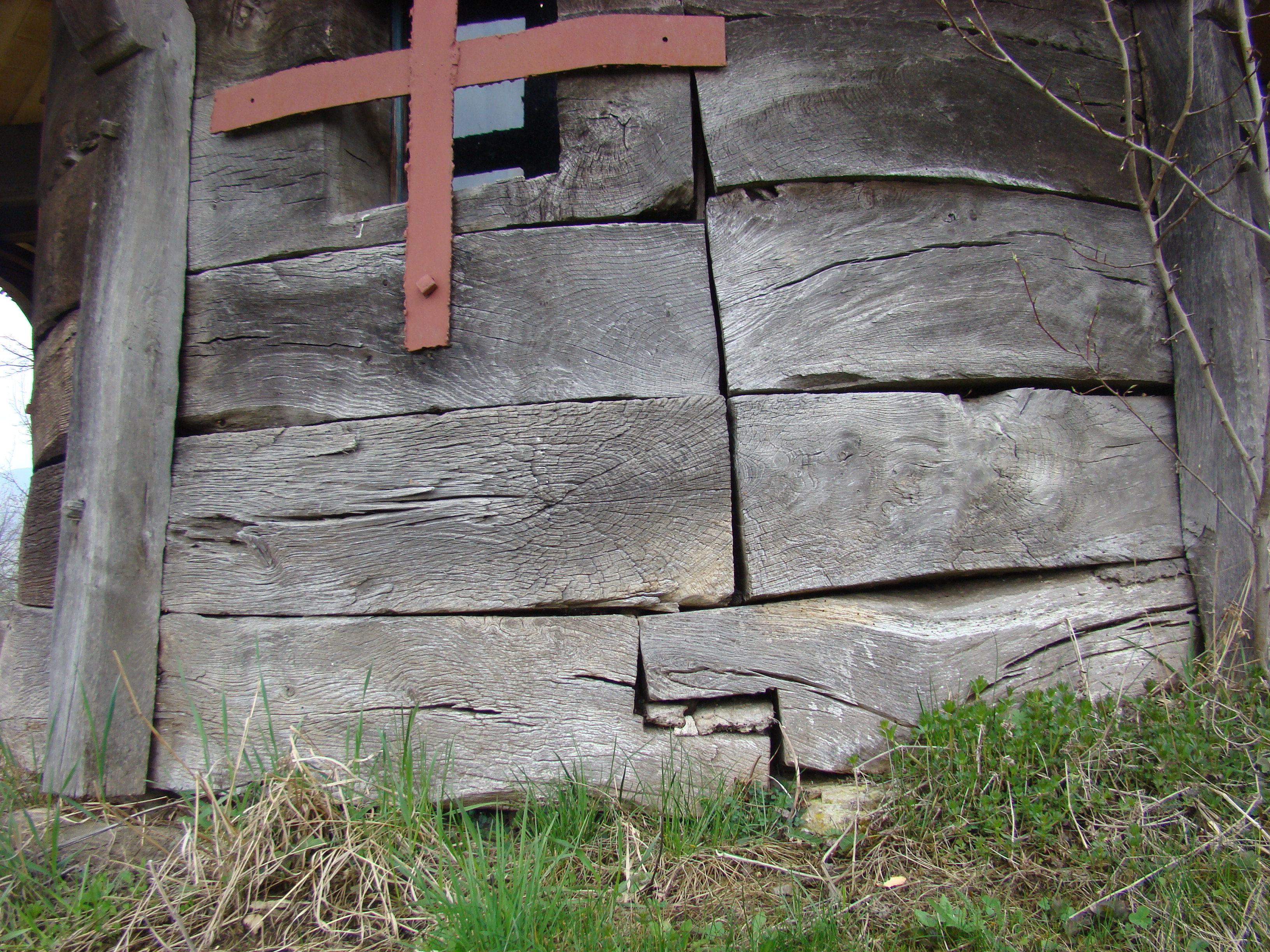
Altarul semicircular
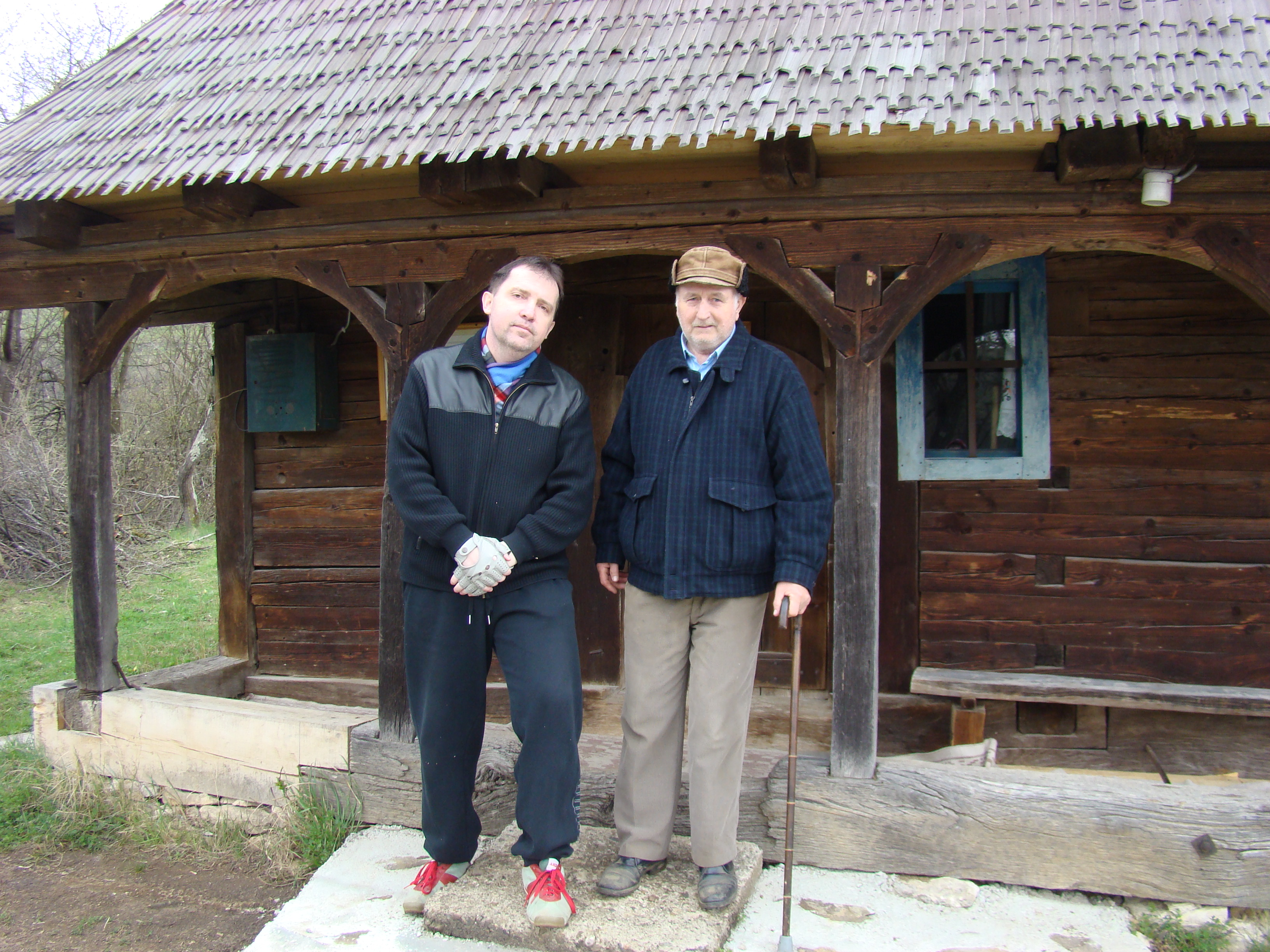
Epitropul Costea Ioan (foto, dreapta)

## Imagini din interior

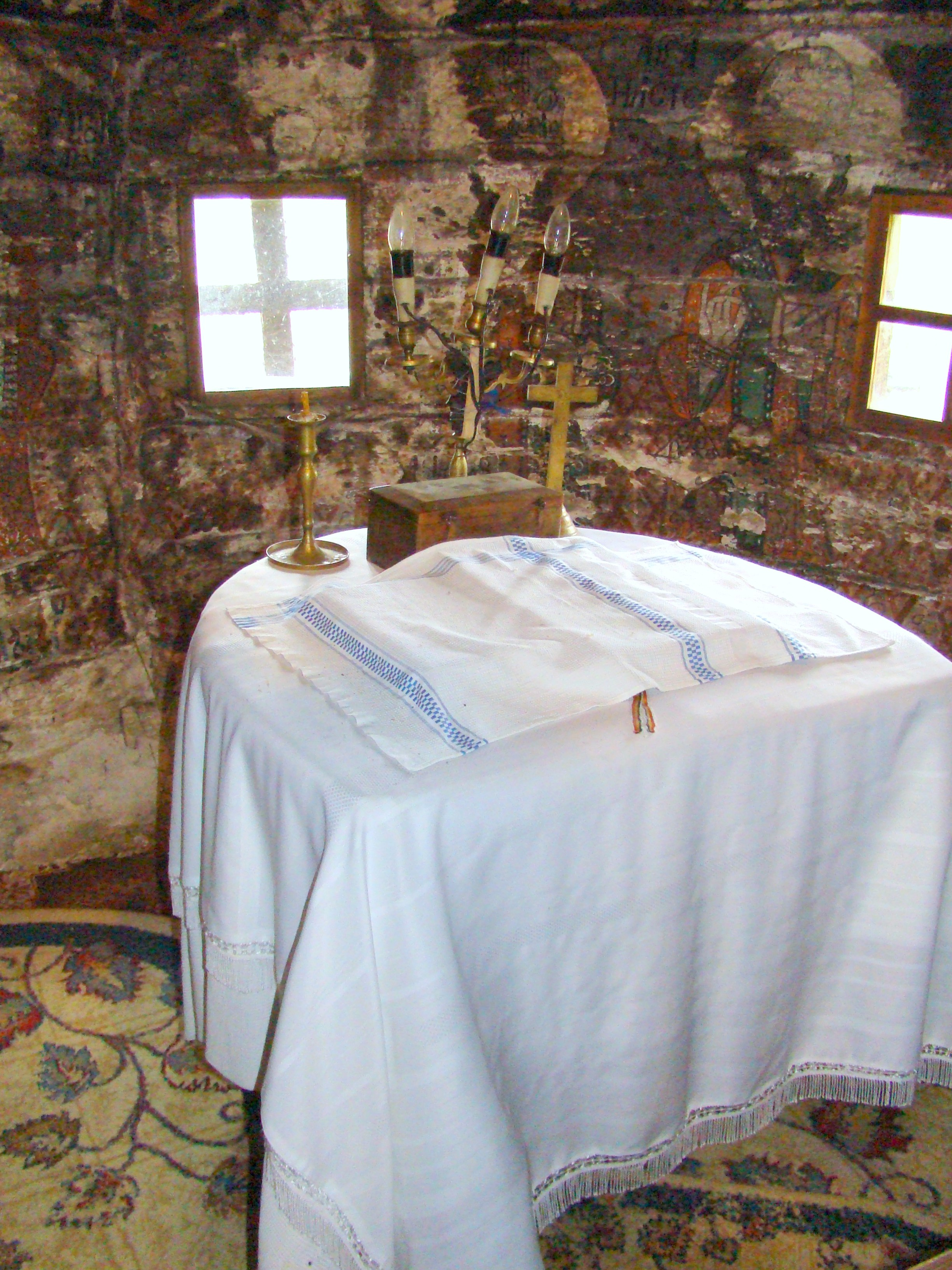
Masa altarului
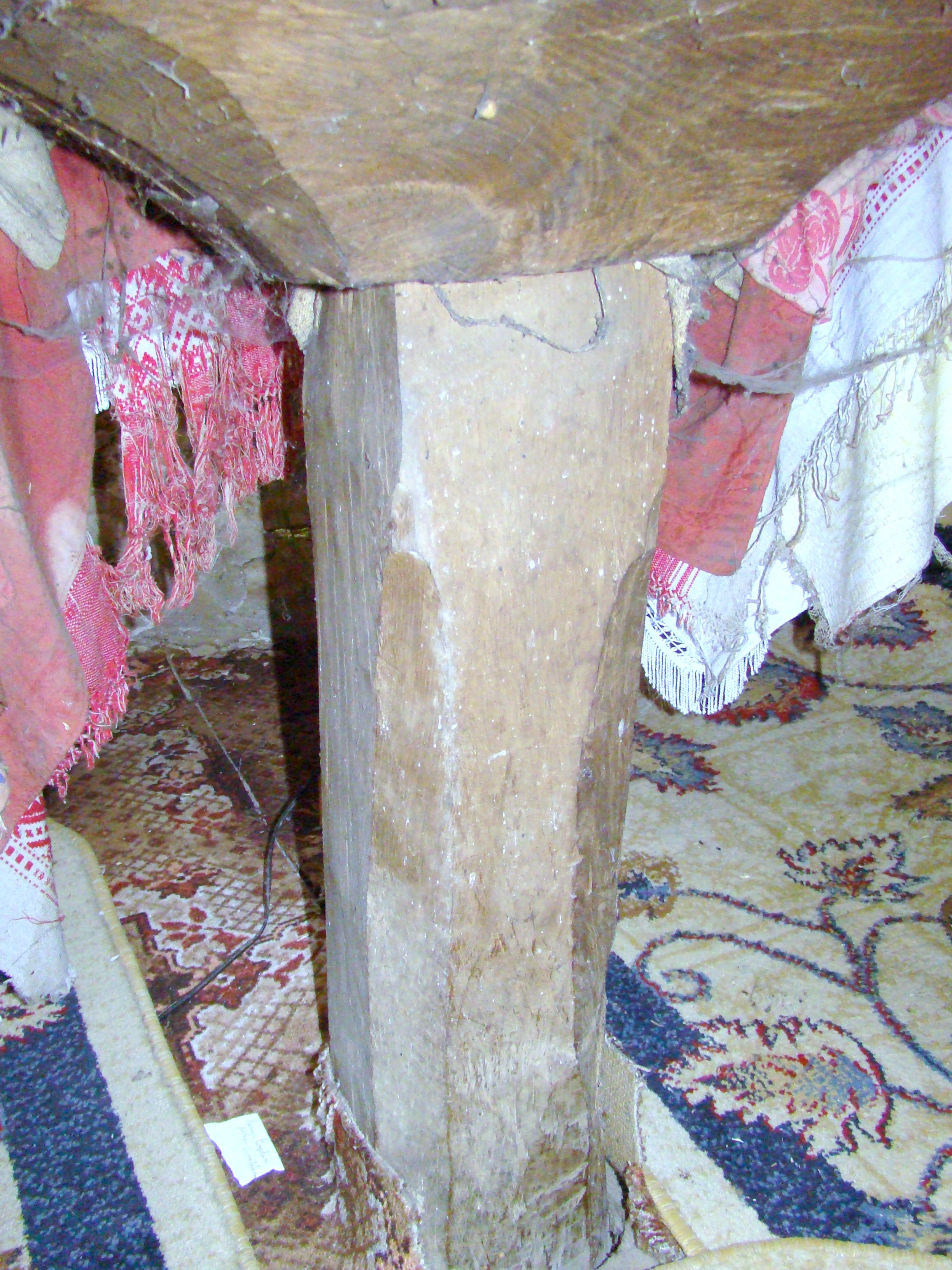
Piciorul mesei
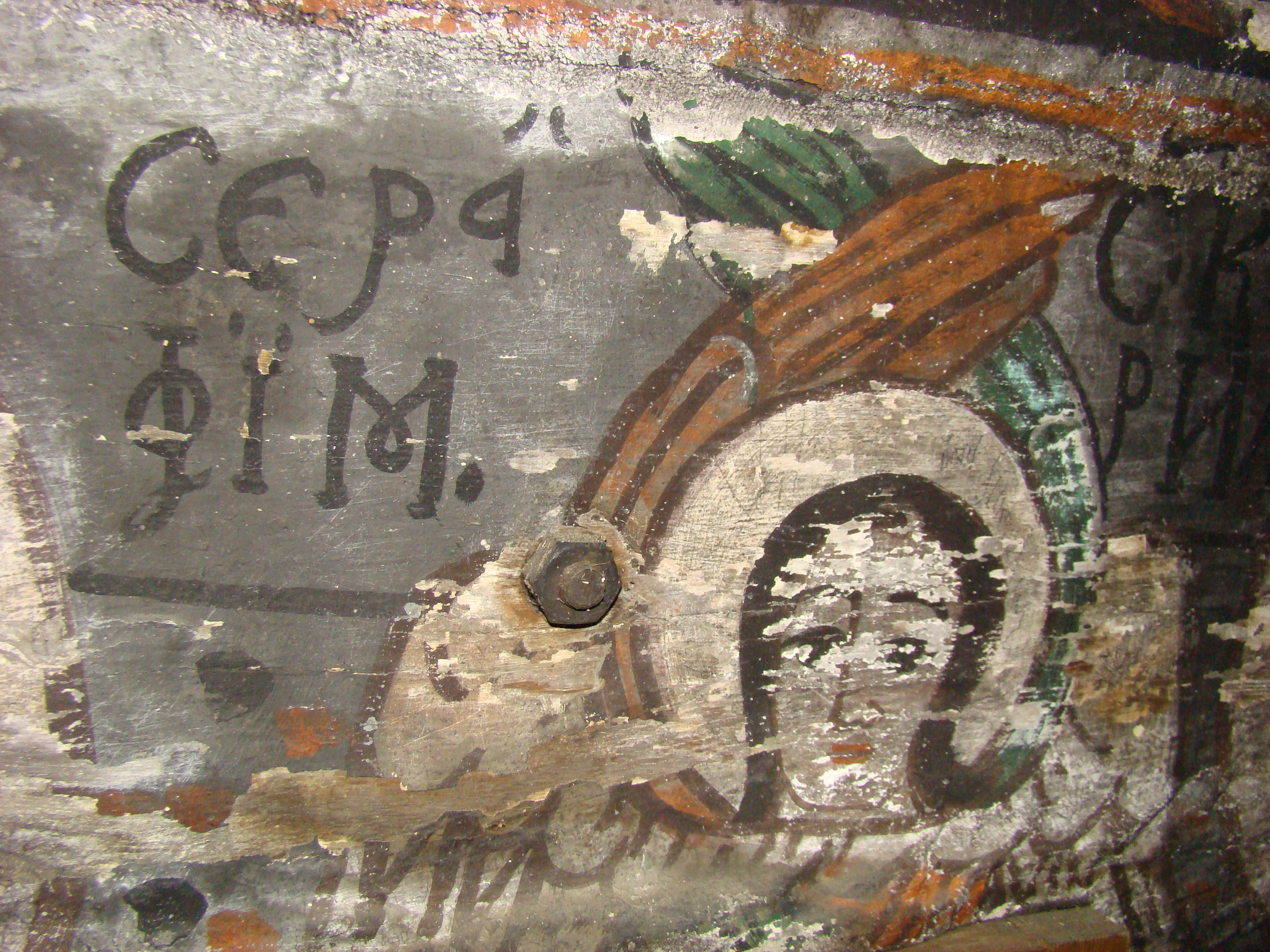
Pictura altarului
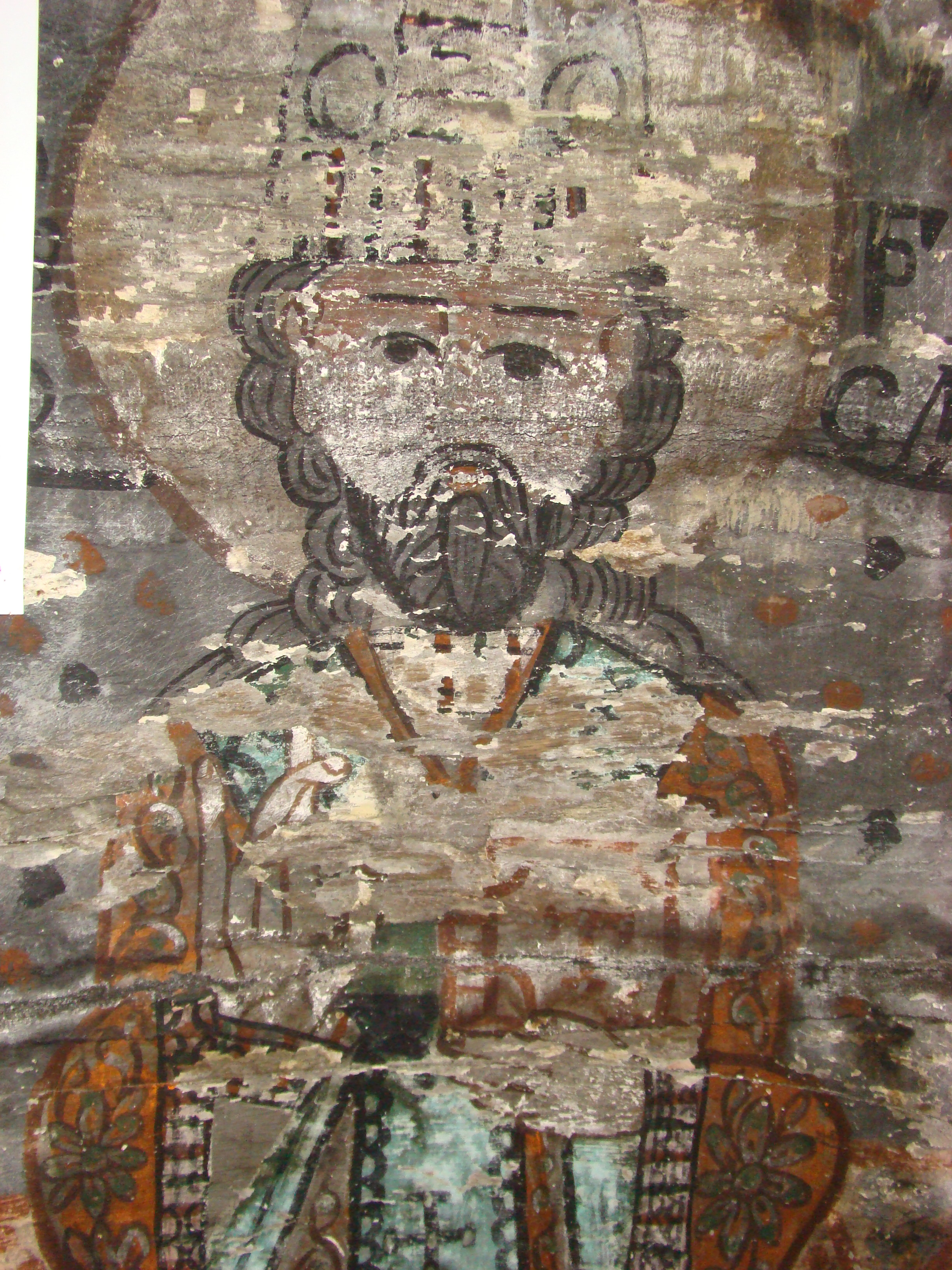
Pictura altarului: Sfinții Ierarhi
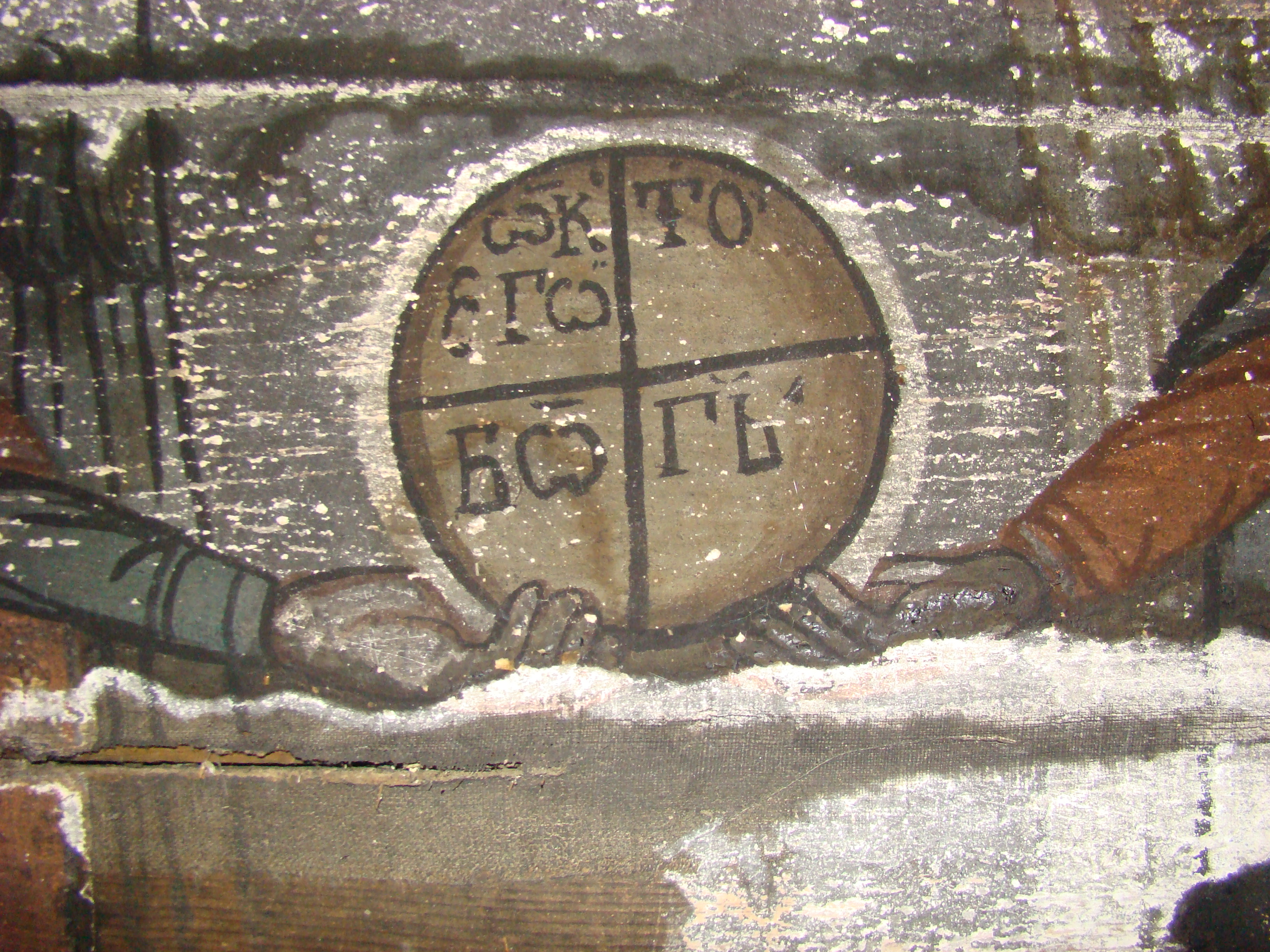
Pictura altarului
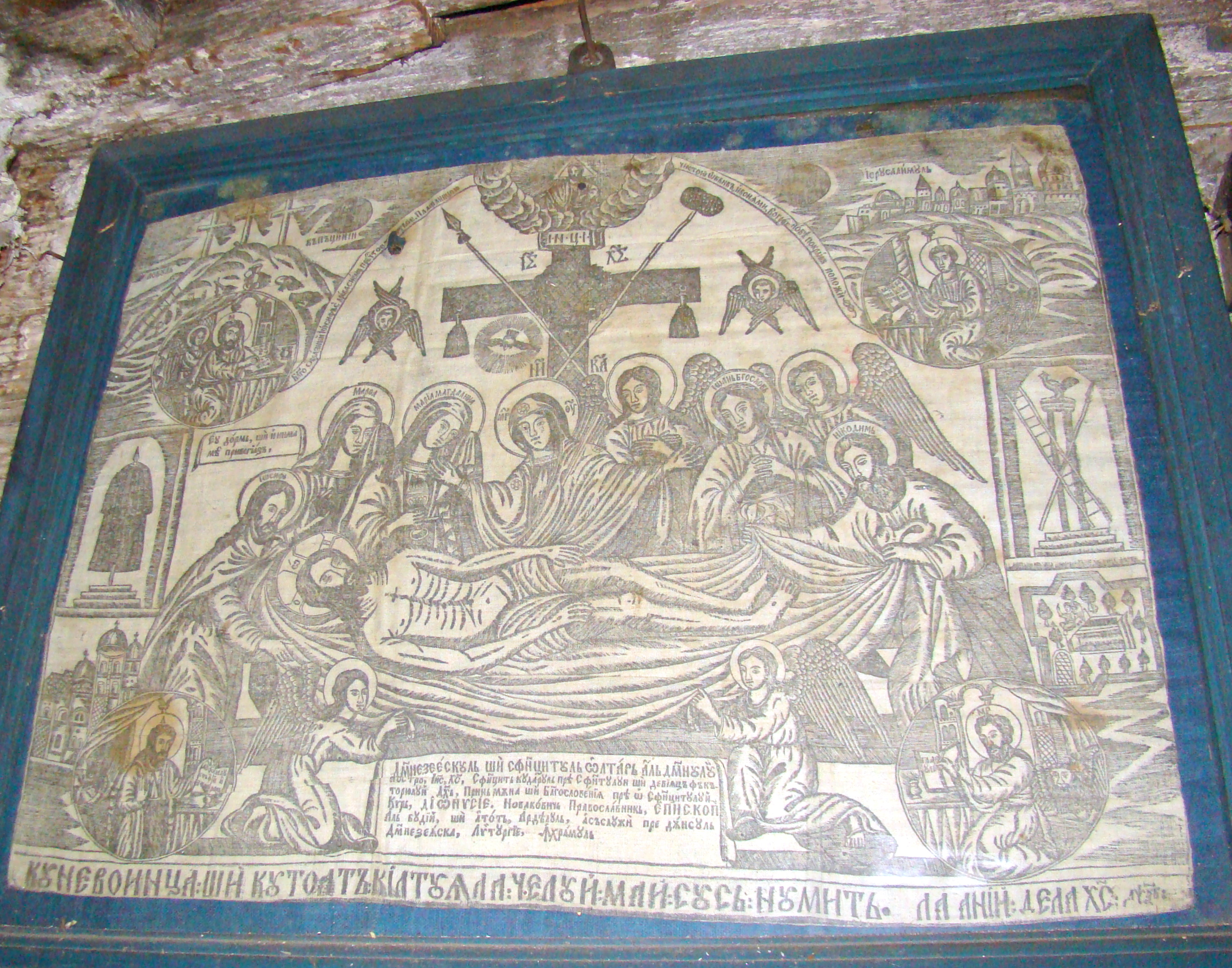
Antimis
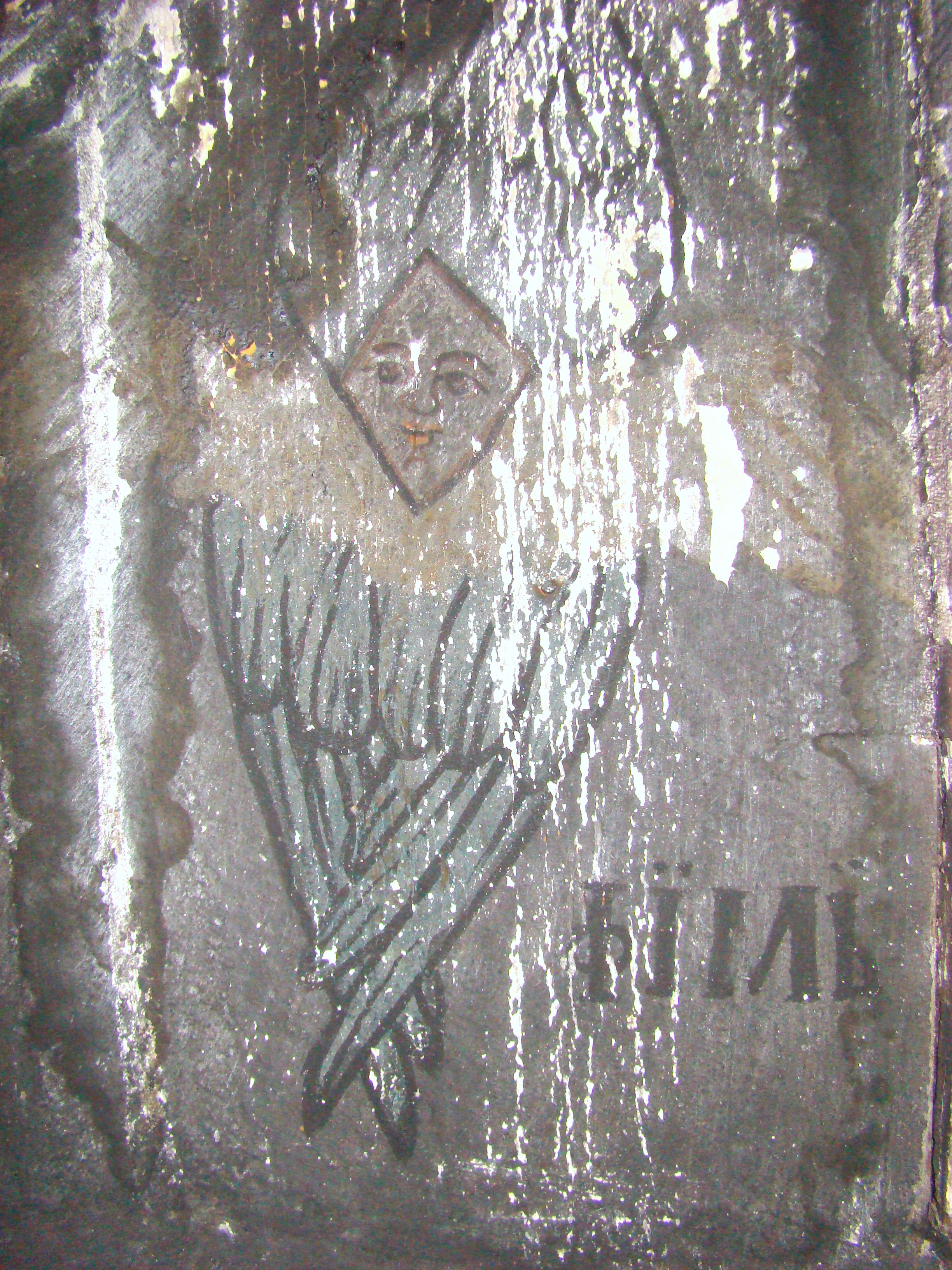
Heruvim
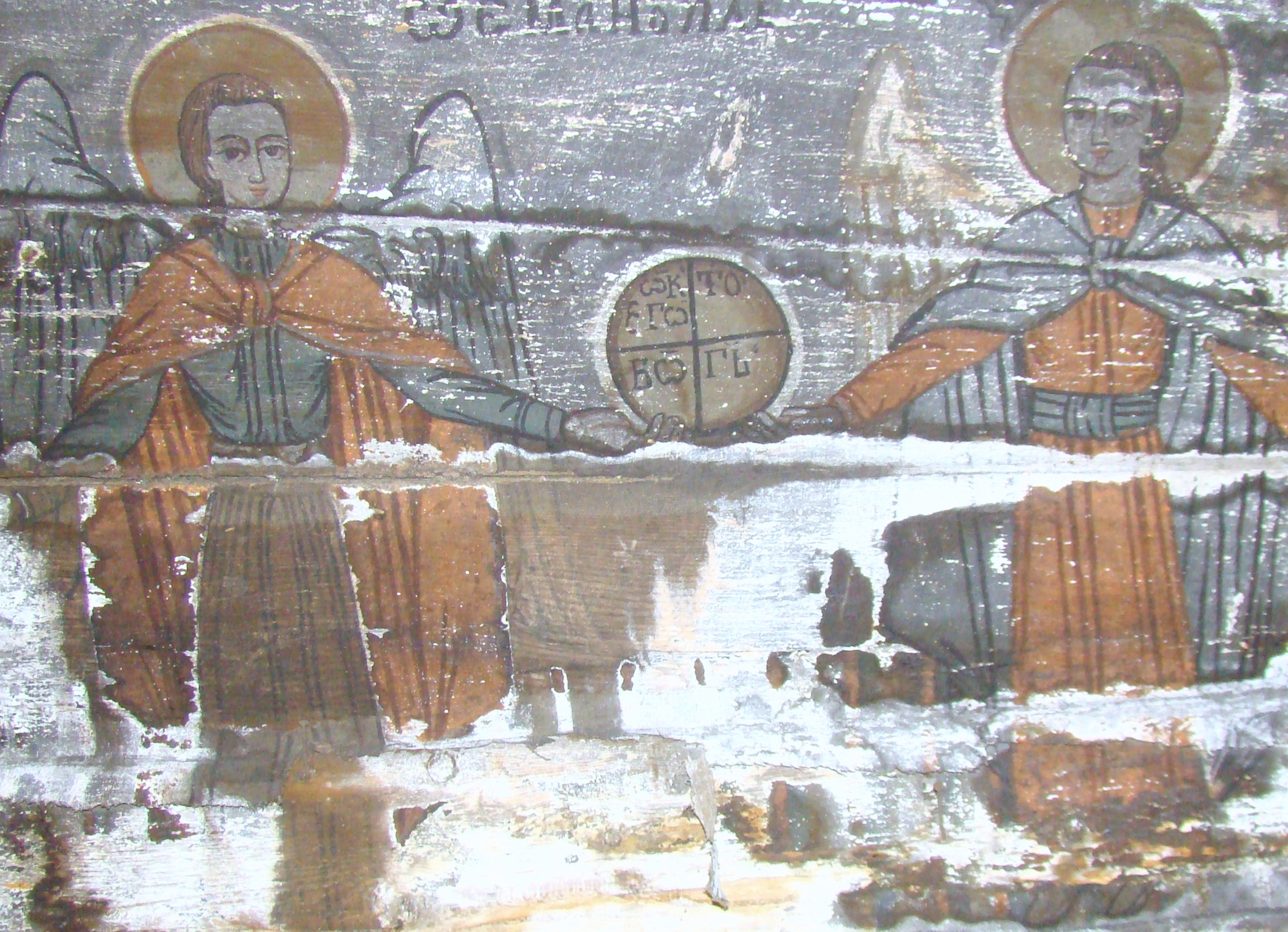
Pictura altarului
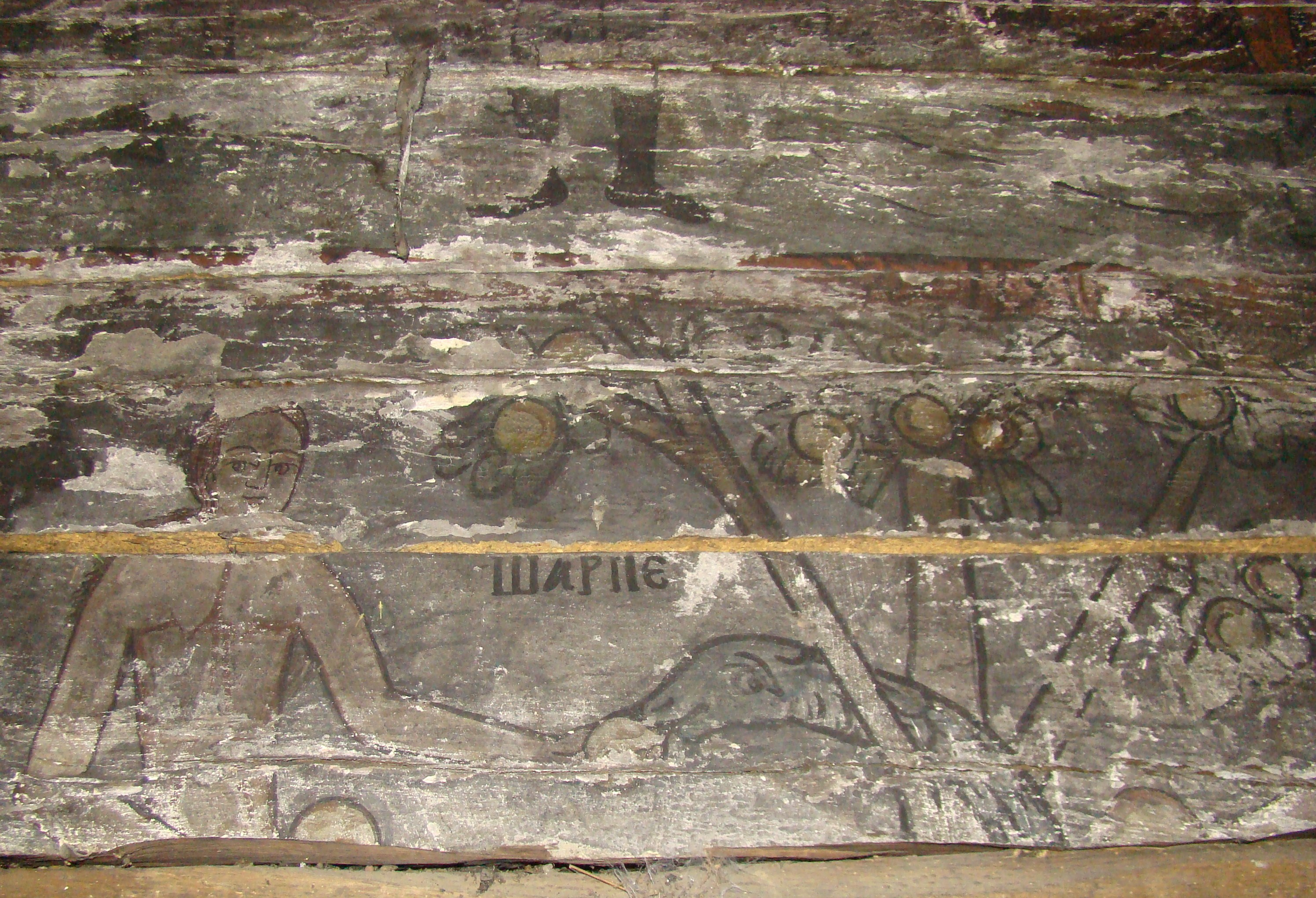
Detaliu pictură, timpanul de vest al naosului
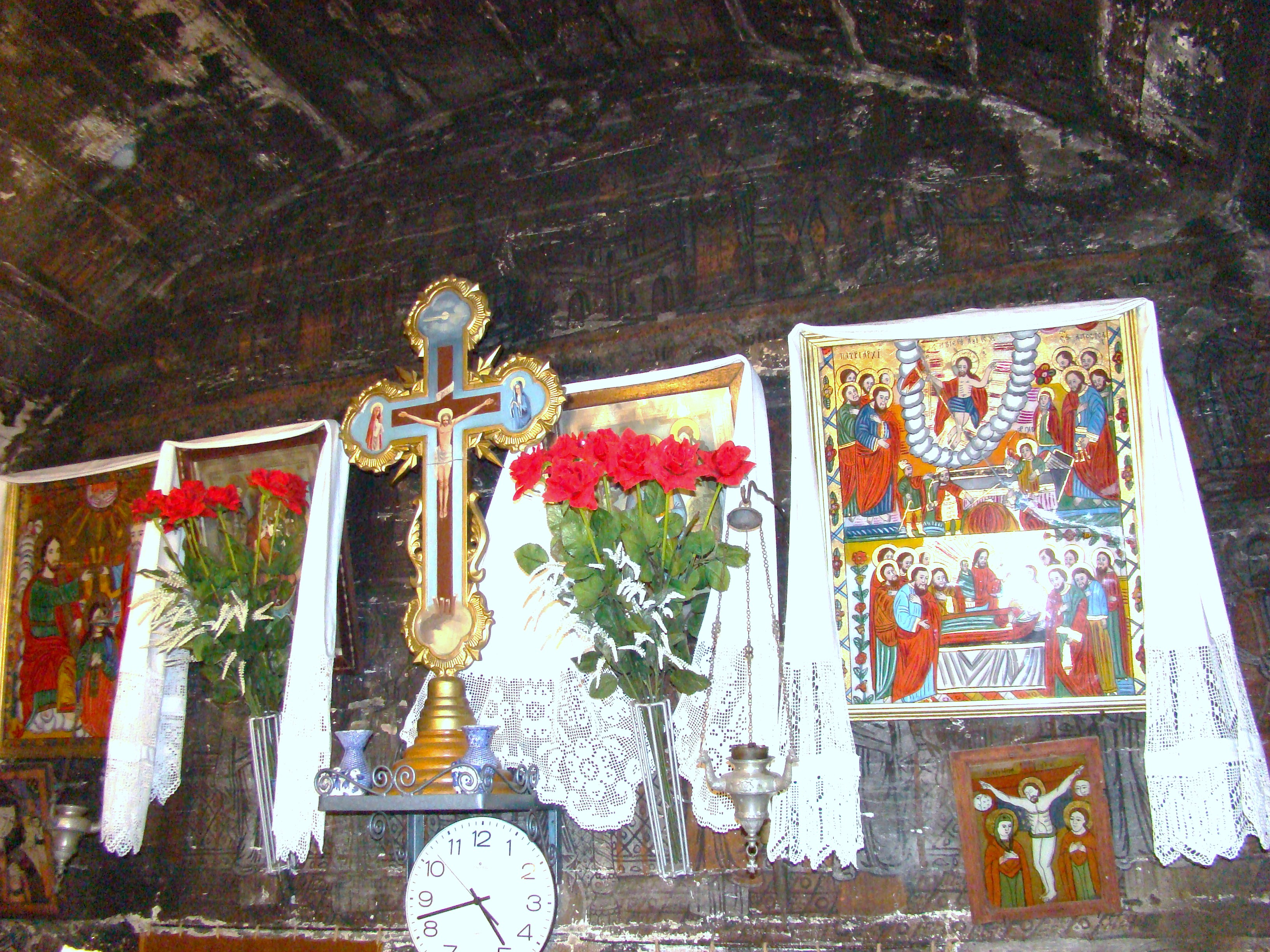
Catapeteasma
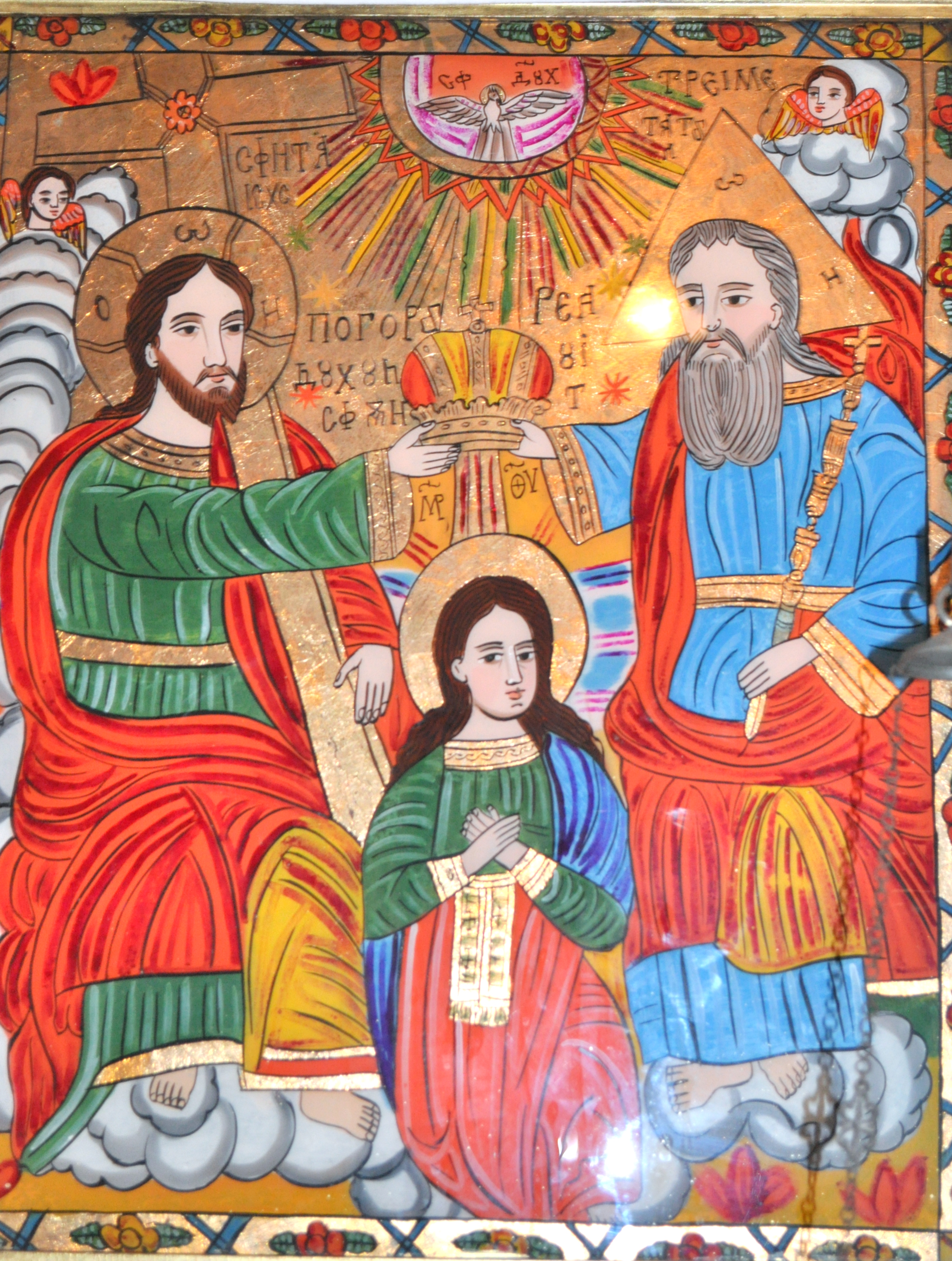
Icoană pe sticlă
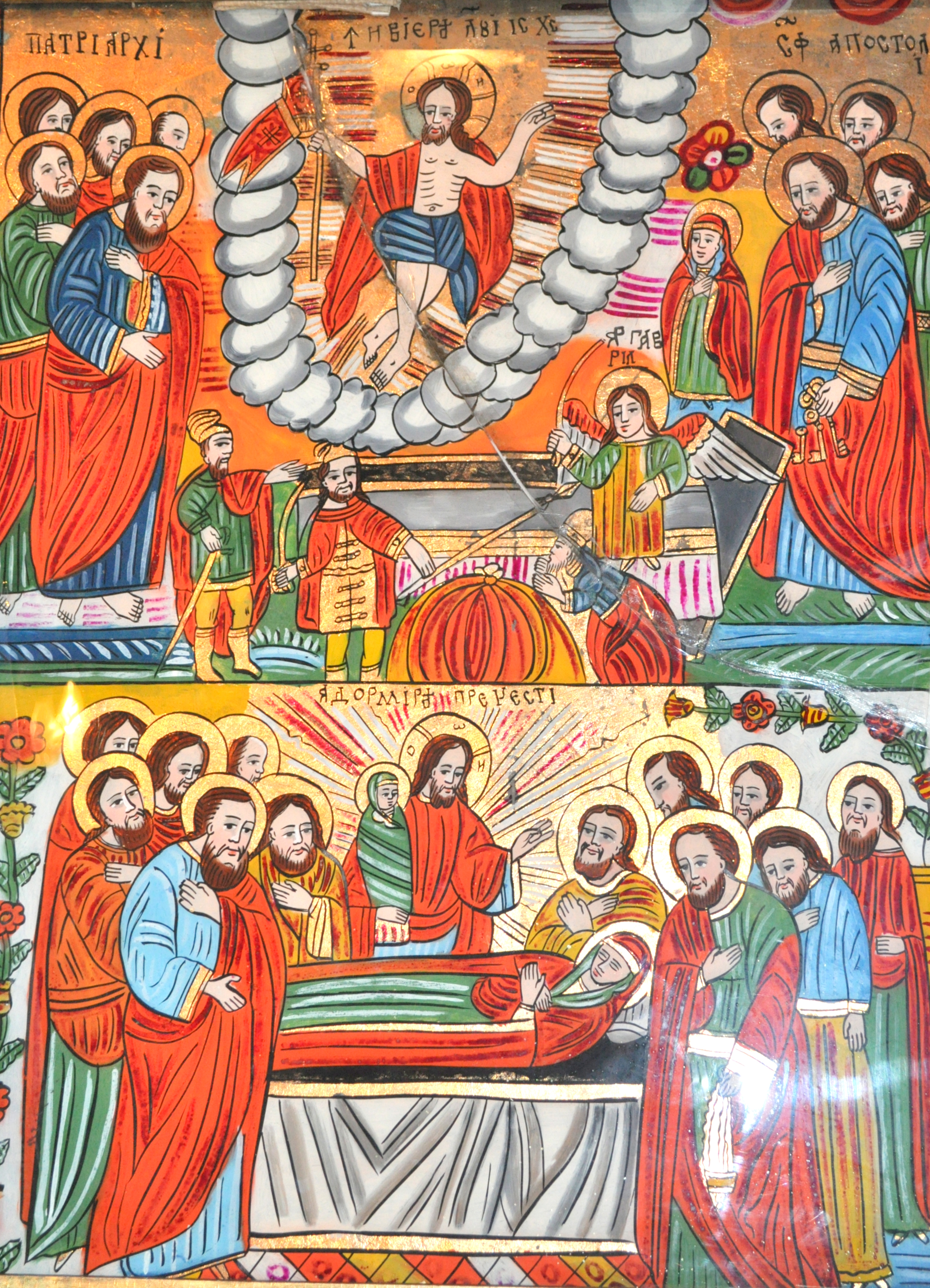
Icoană pe sticlă
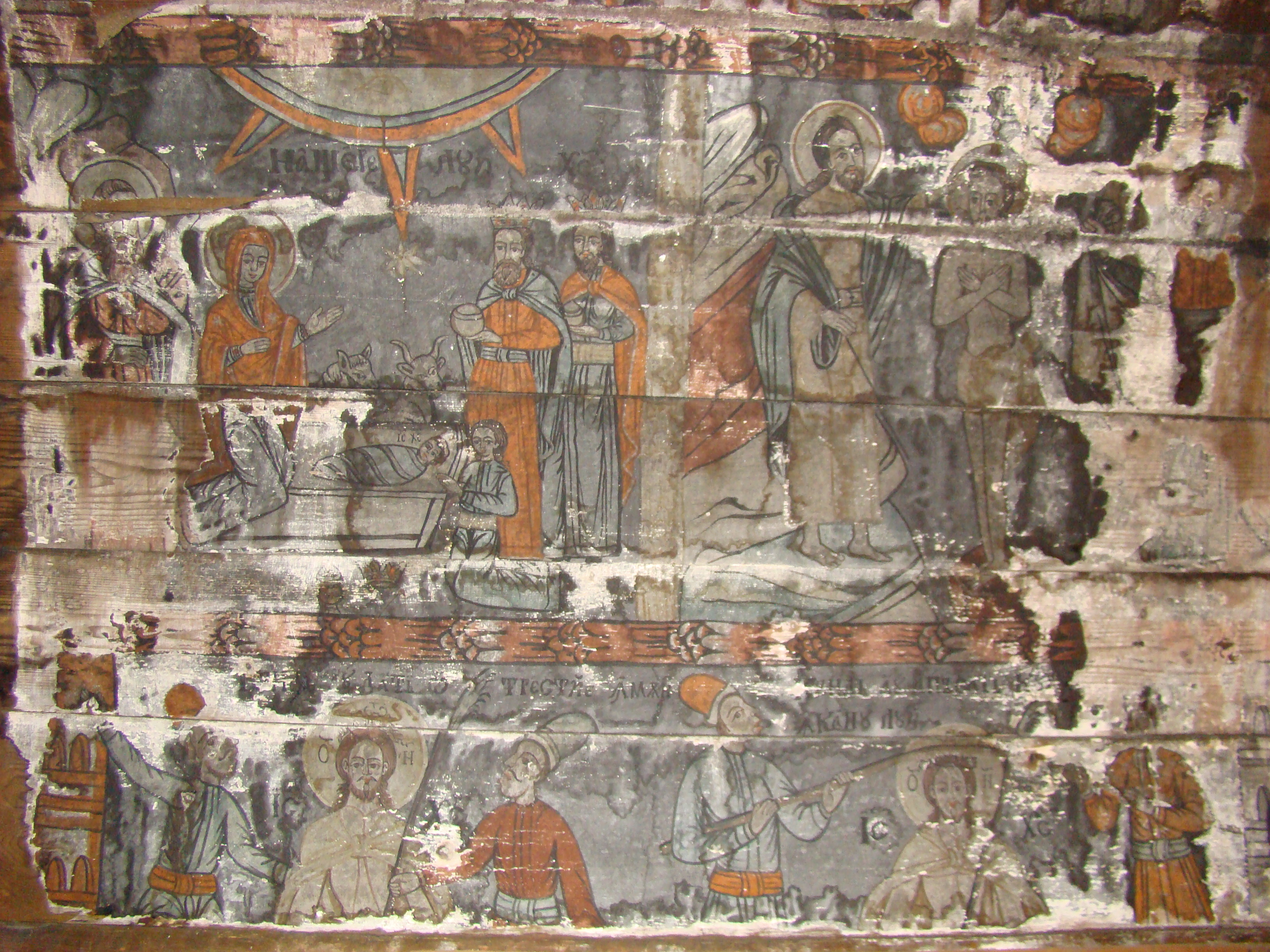
Pictura naosului, latura de nord
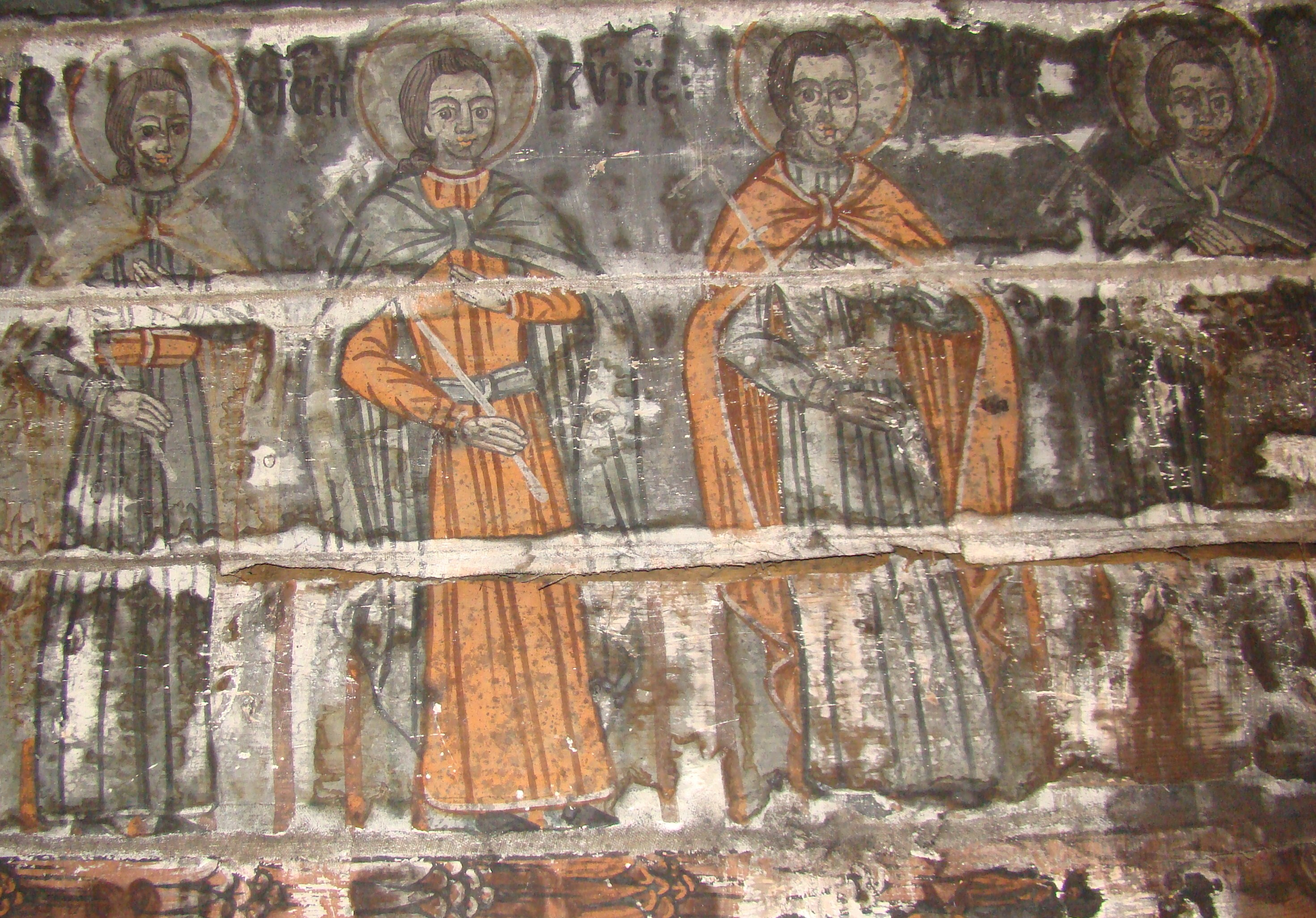
Pictura naosului
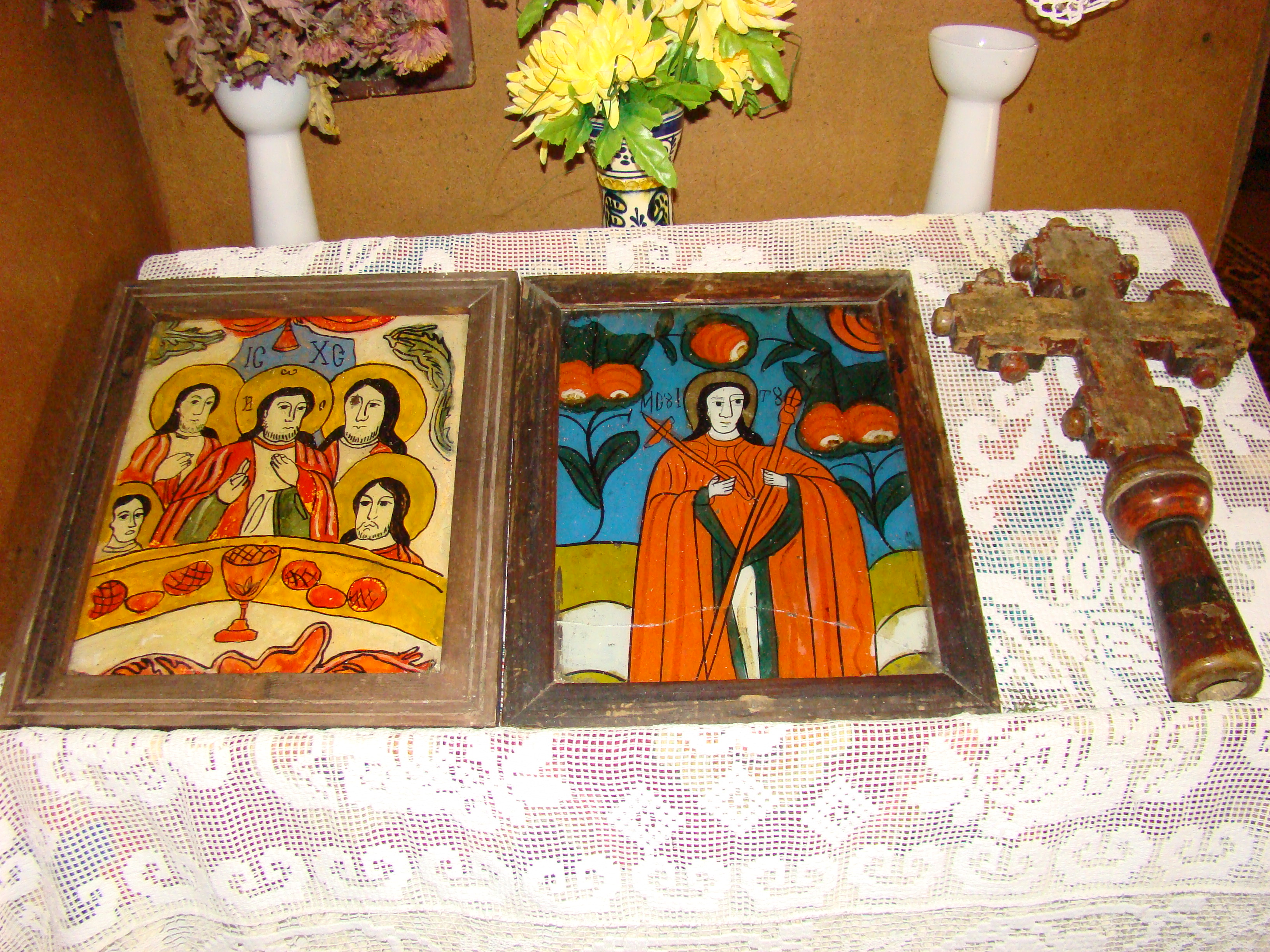
Icoane pe sticlă și cruce în pronaos
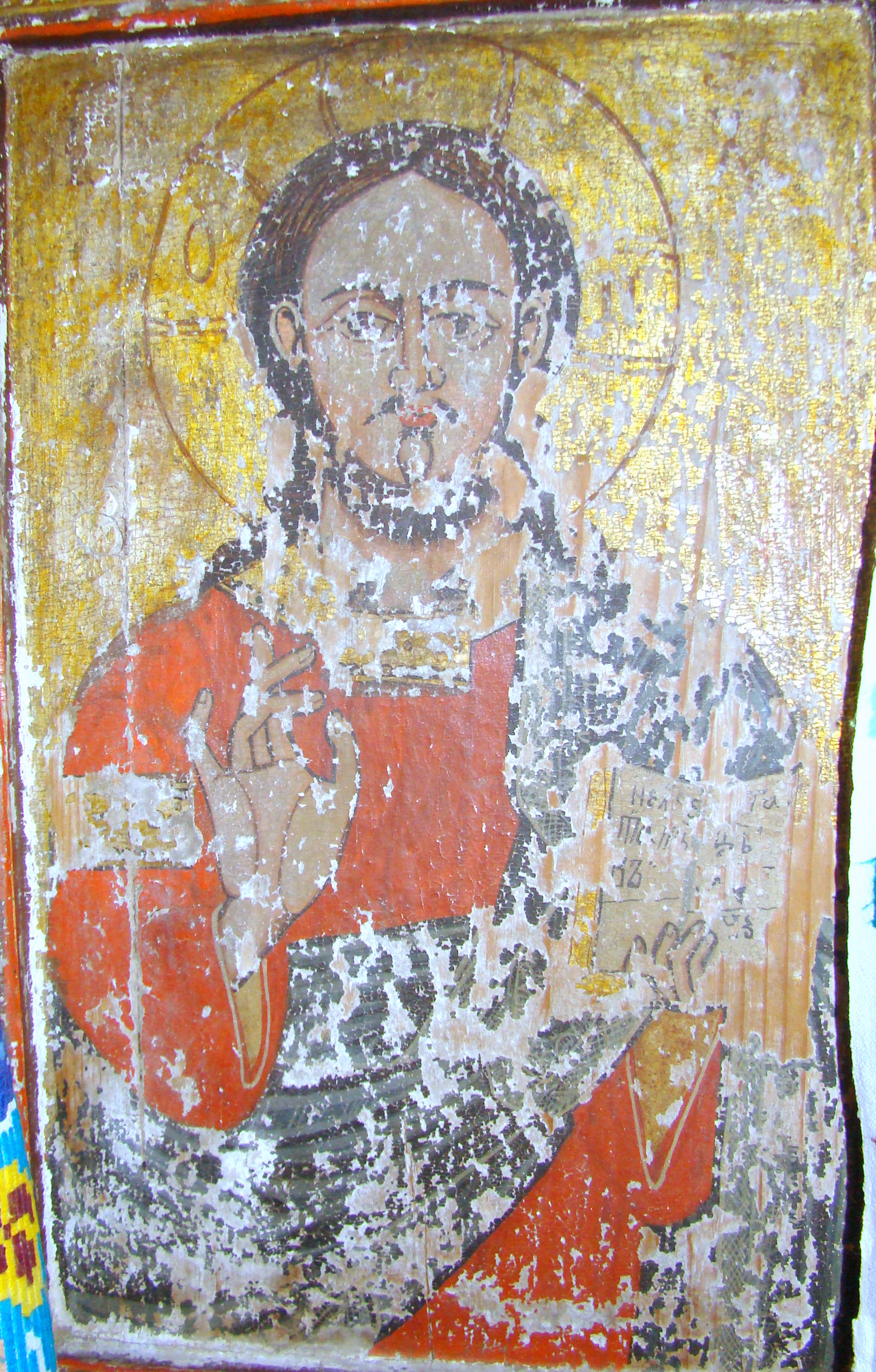
Iisus Pantocrator (1767)
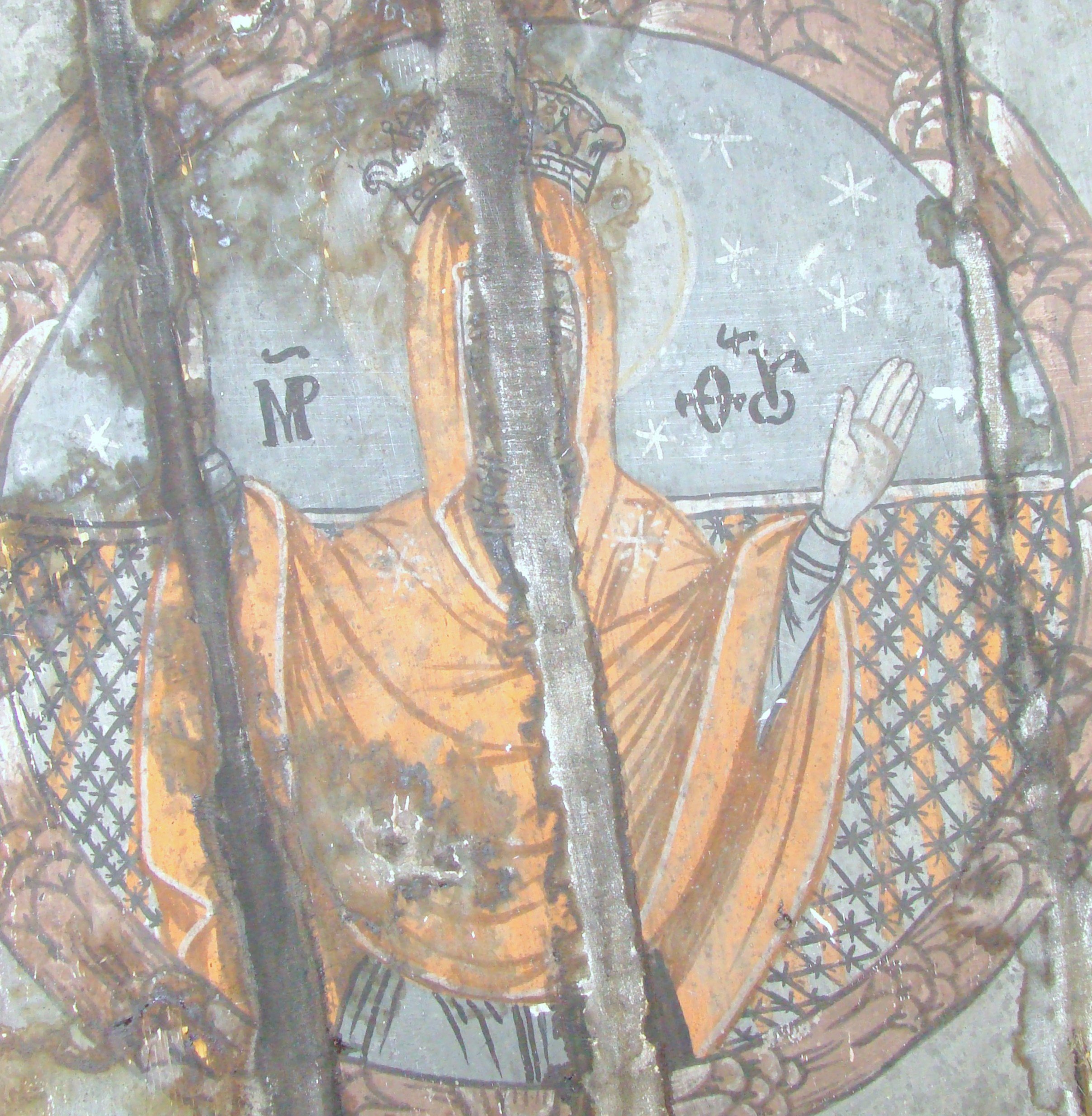
Bolta naosului: Maica Domnului
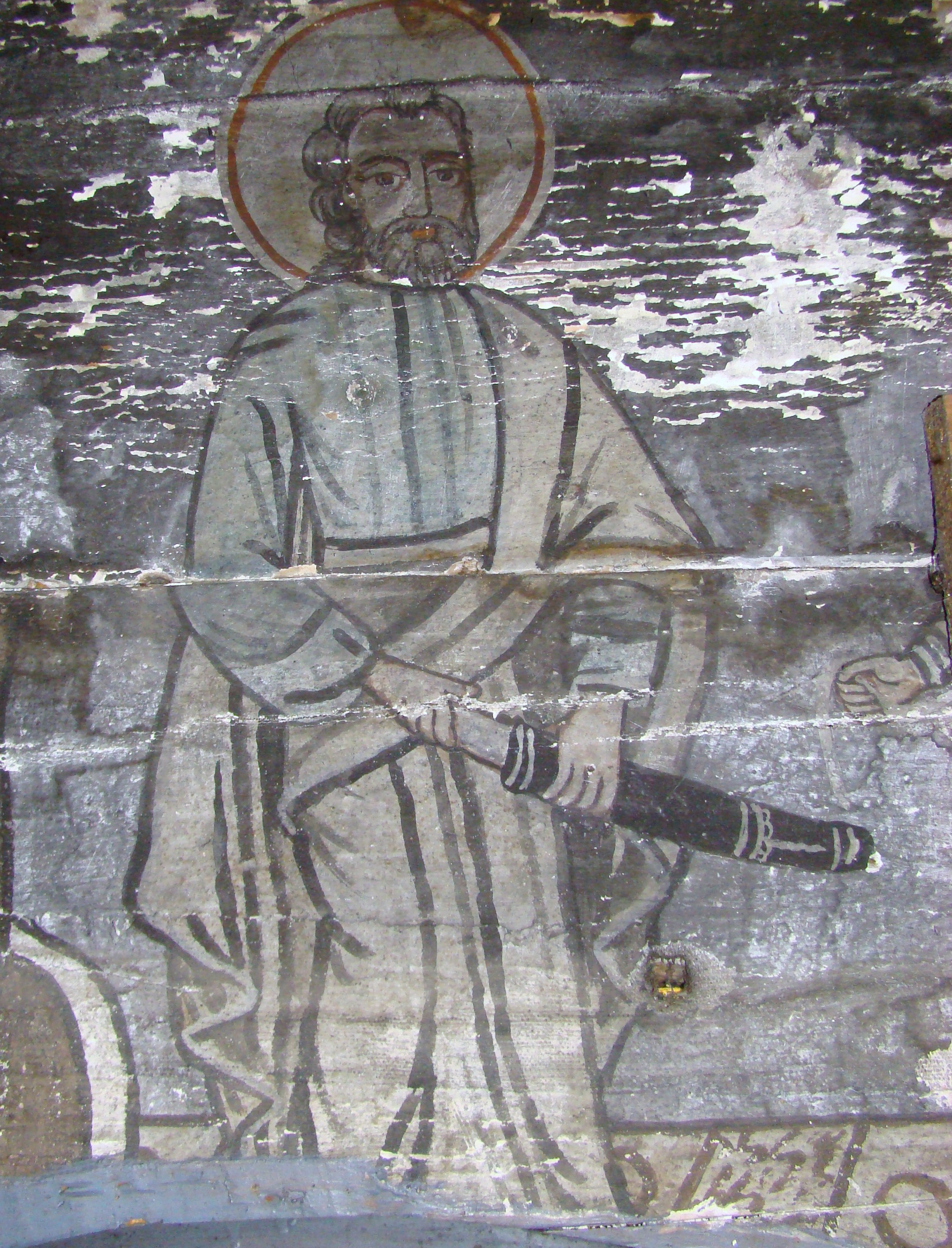
Pictura naosului
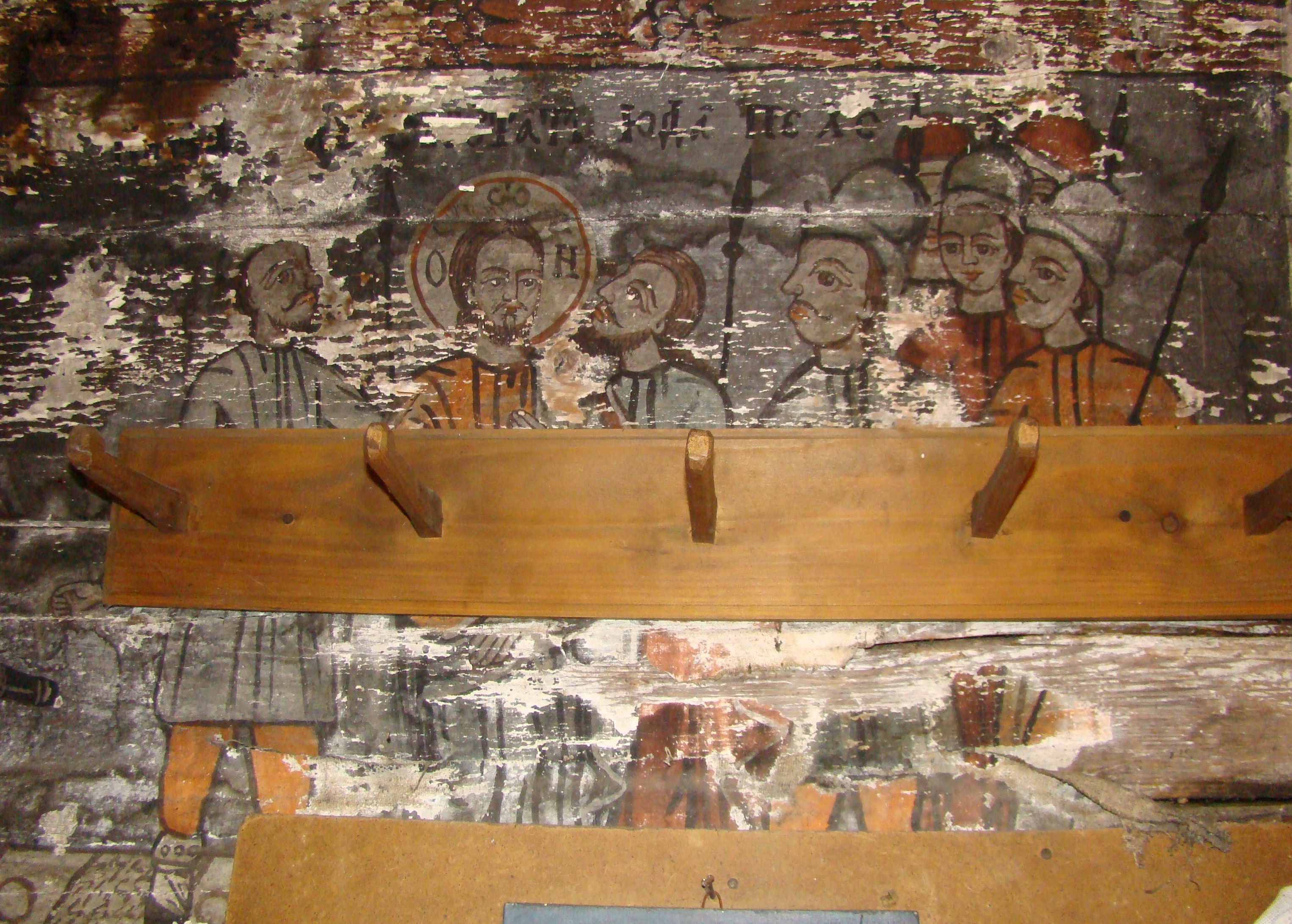
Pictura naosului
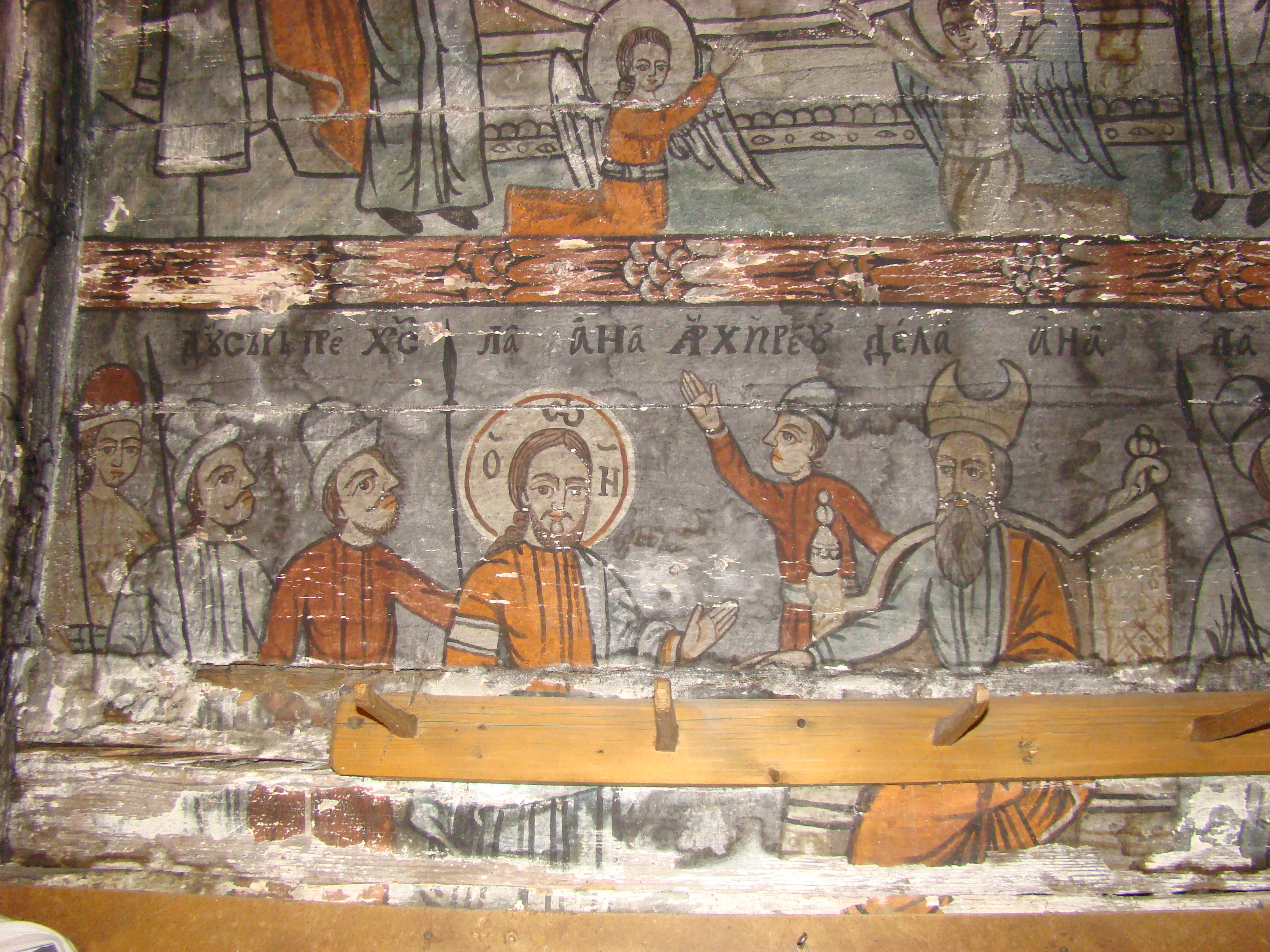
Pictura naosului
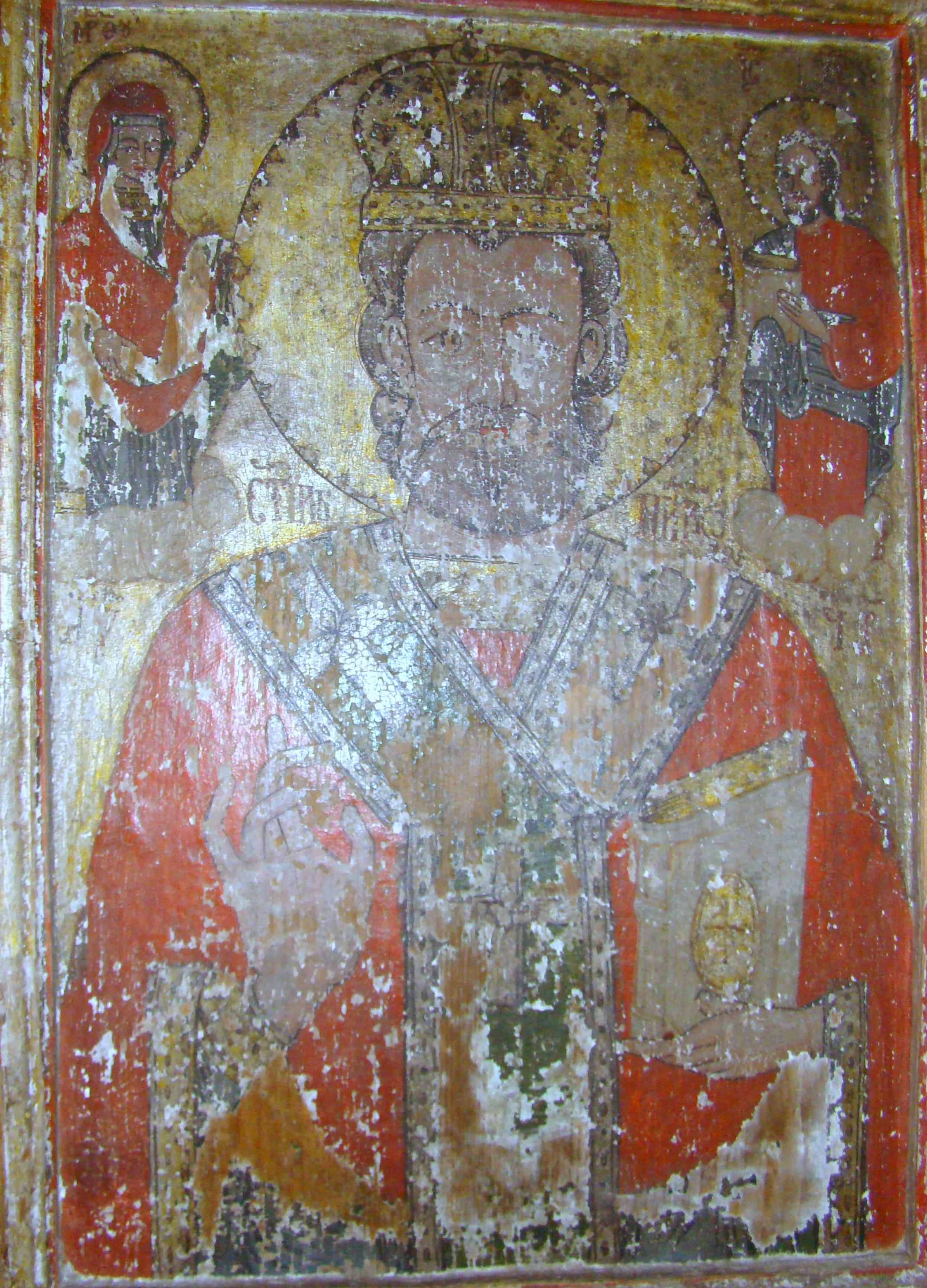
Sf.Nicolae
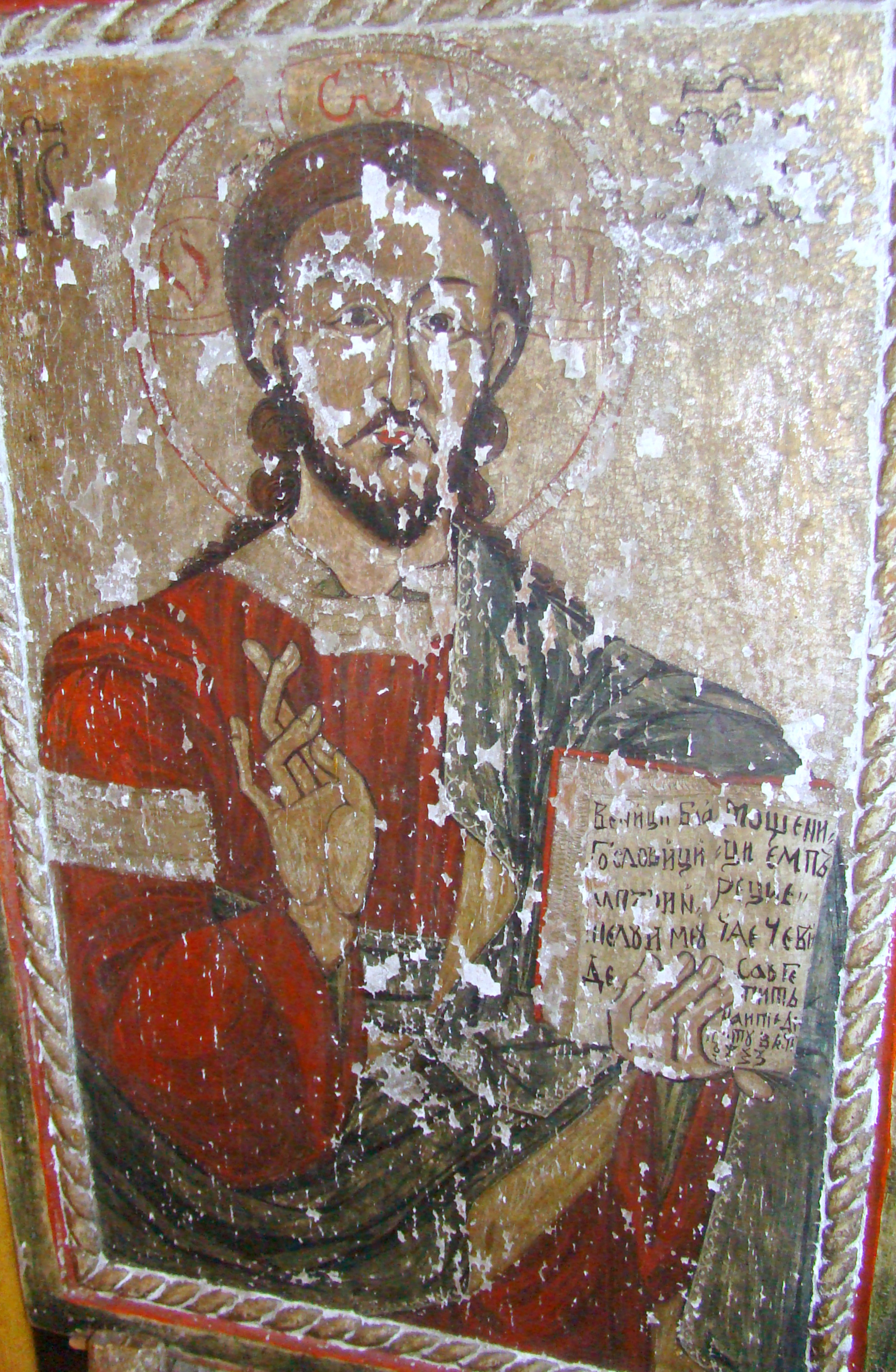
Iisus Hristos
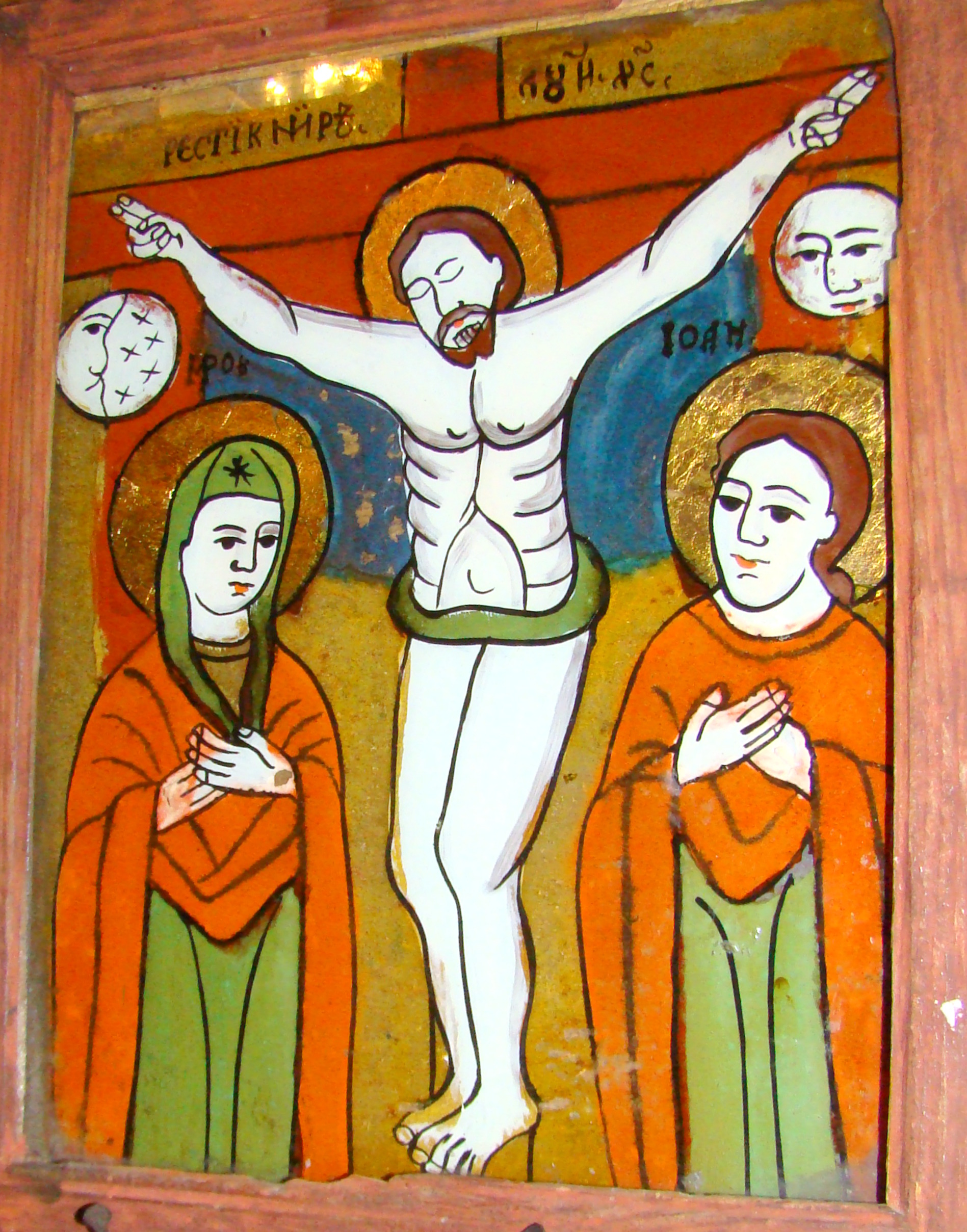
Răstignire
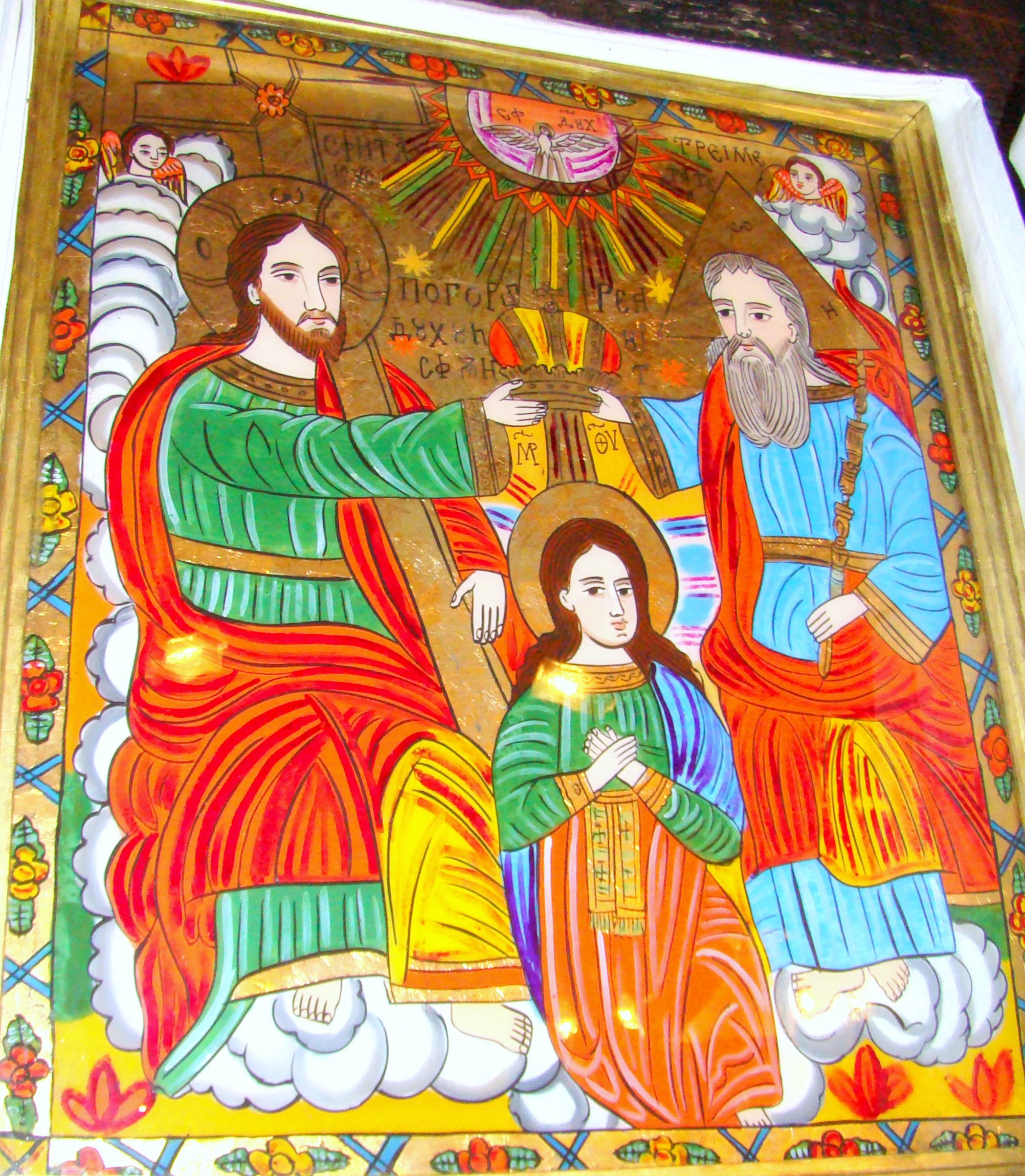
Icoană pe sticlă
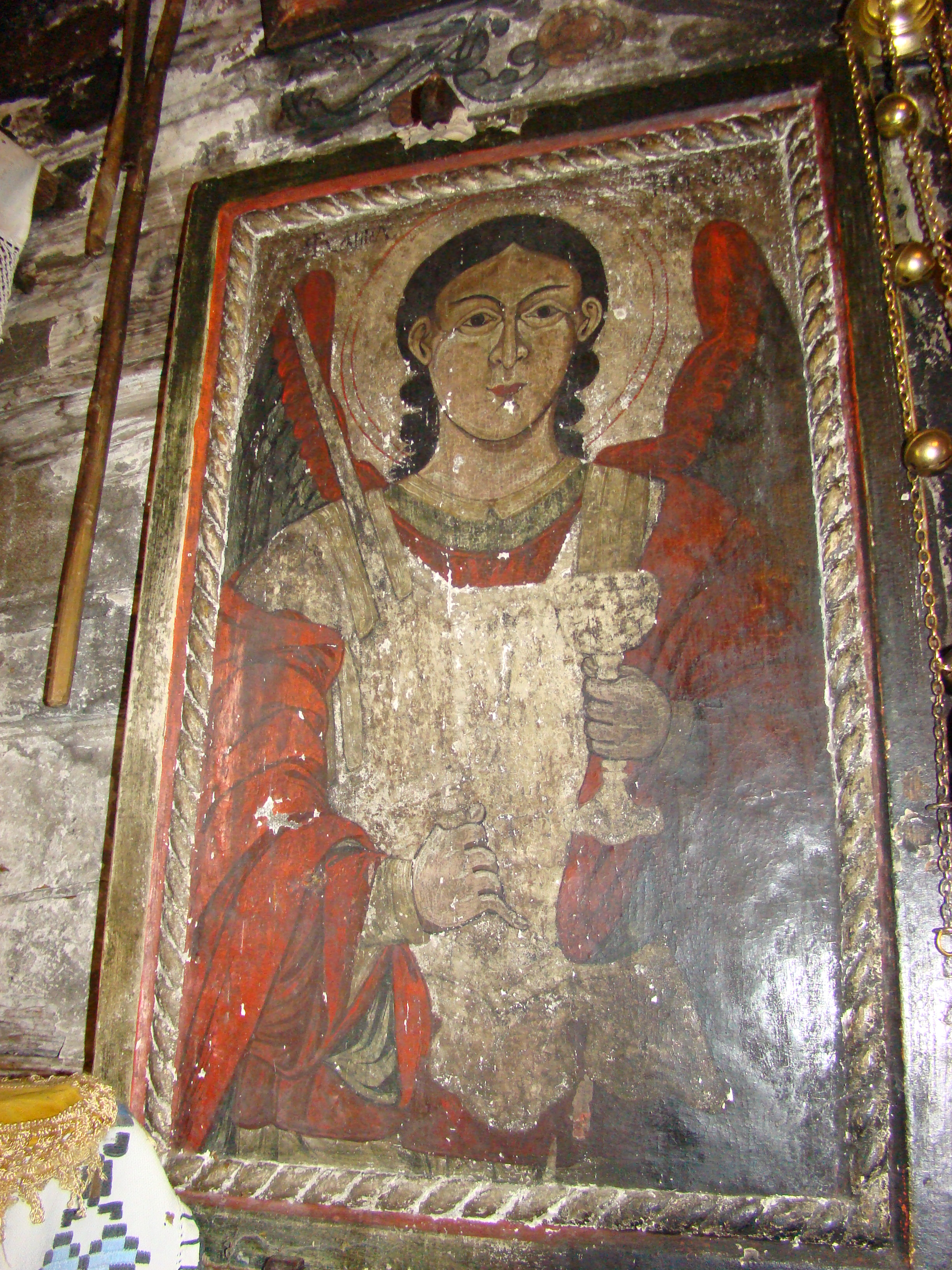
Arhanghelul Mihail
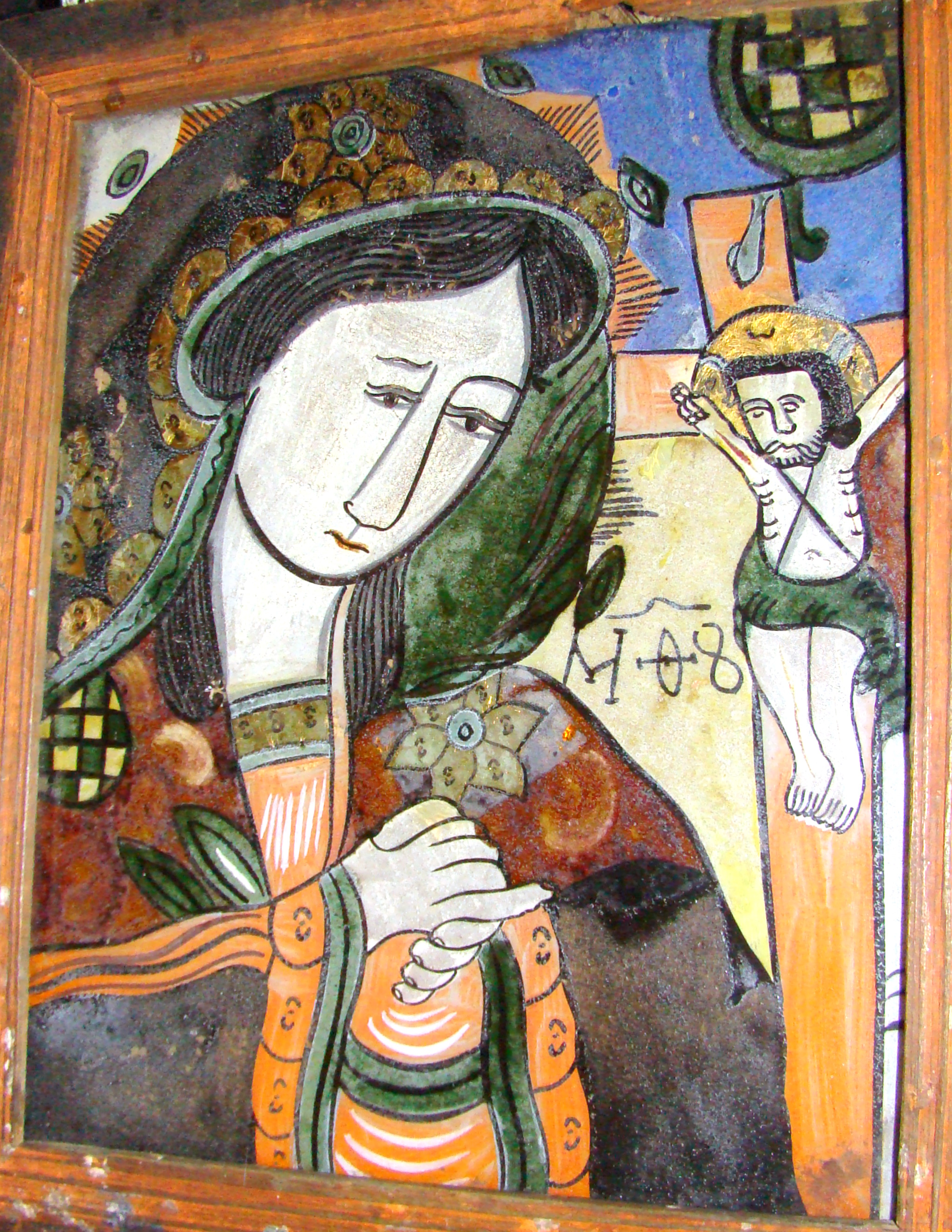
Icoană pe sticlă
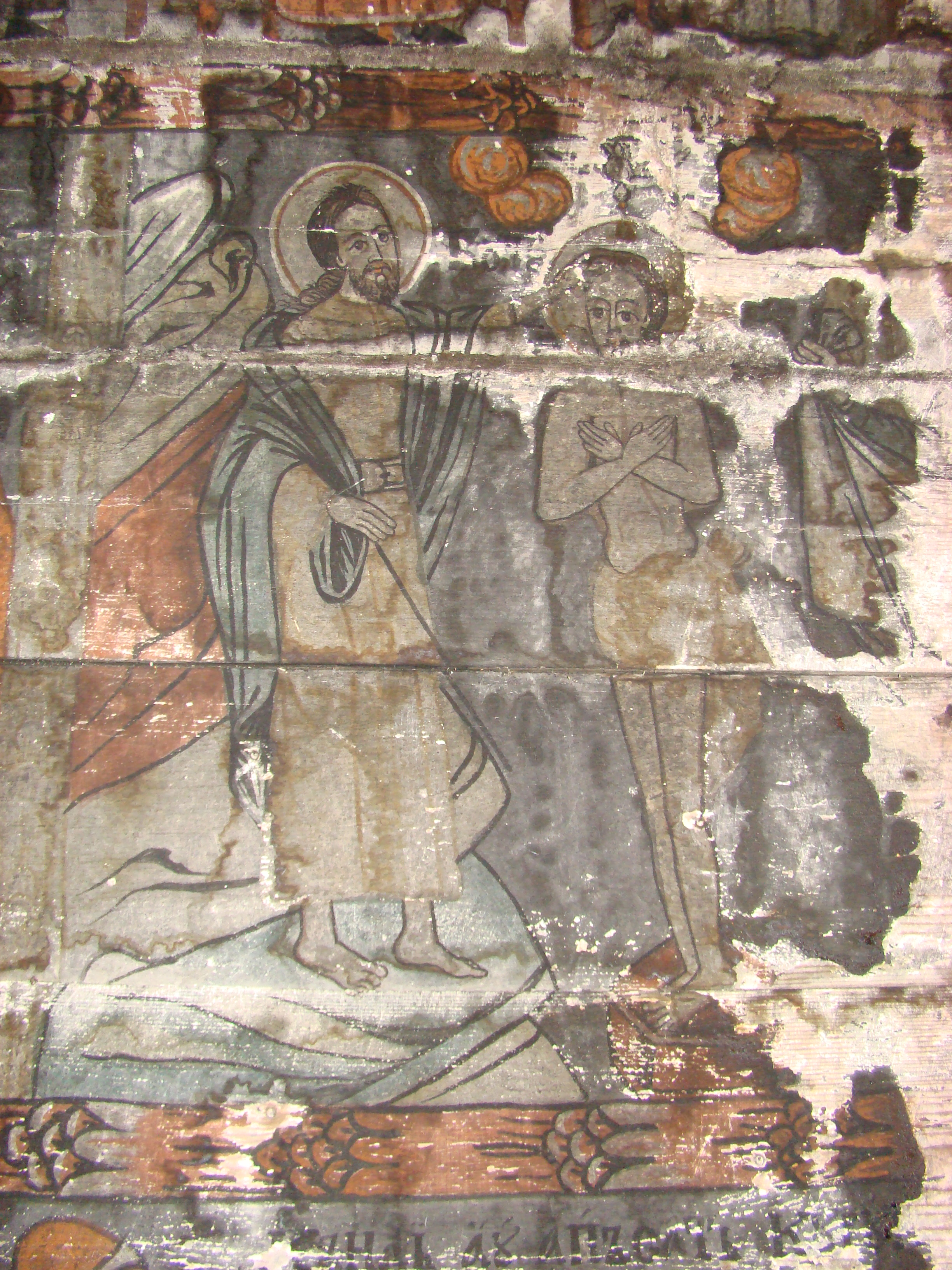
Botezul Domnului
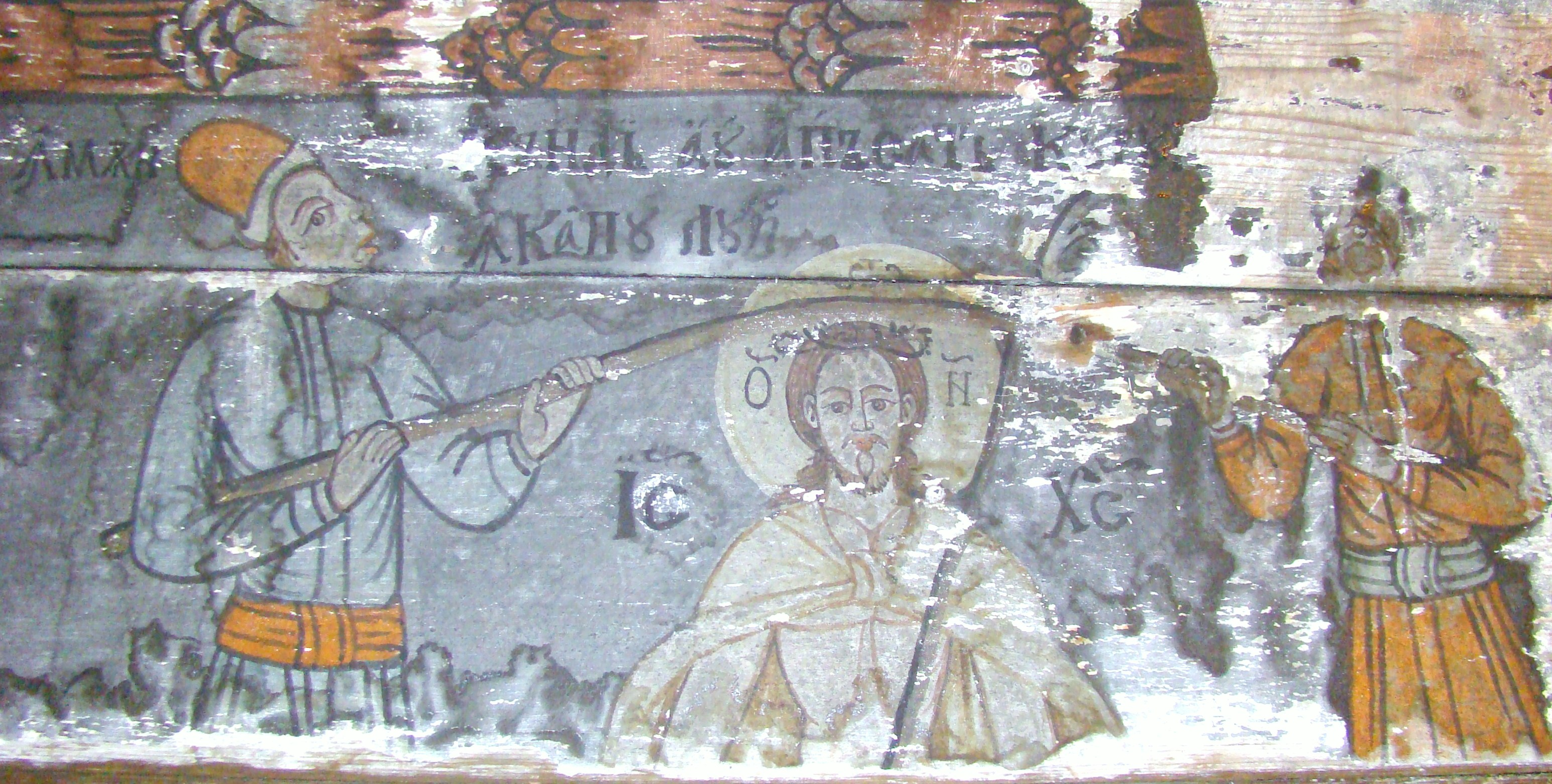
Pictura naosului
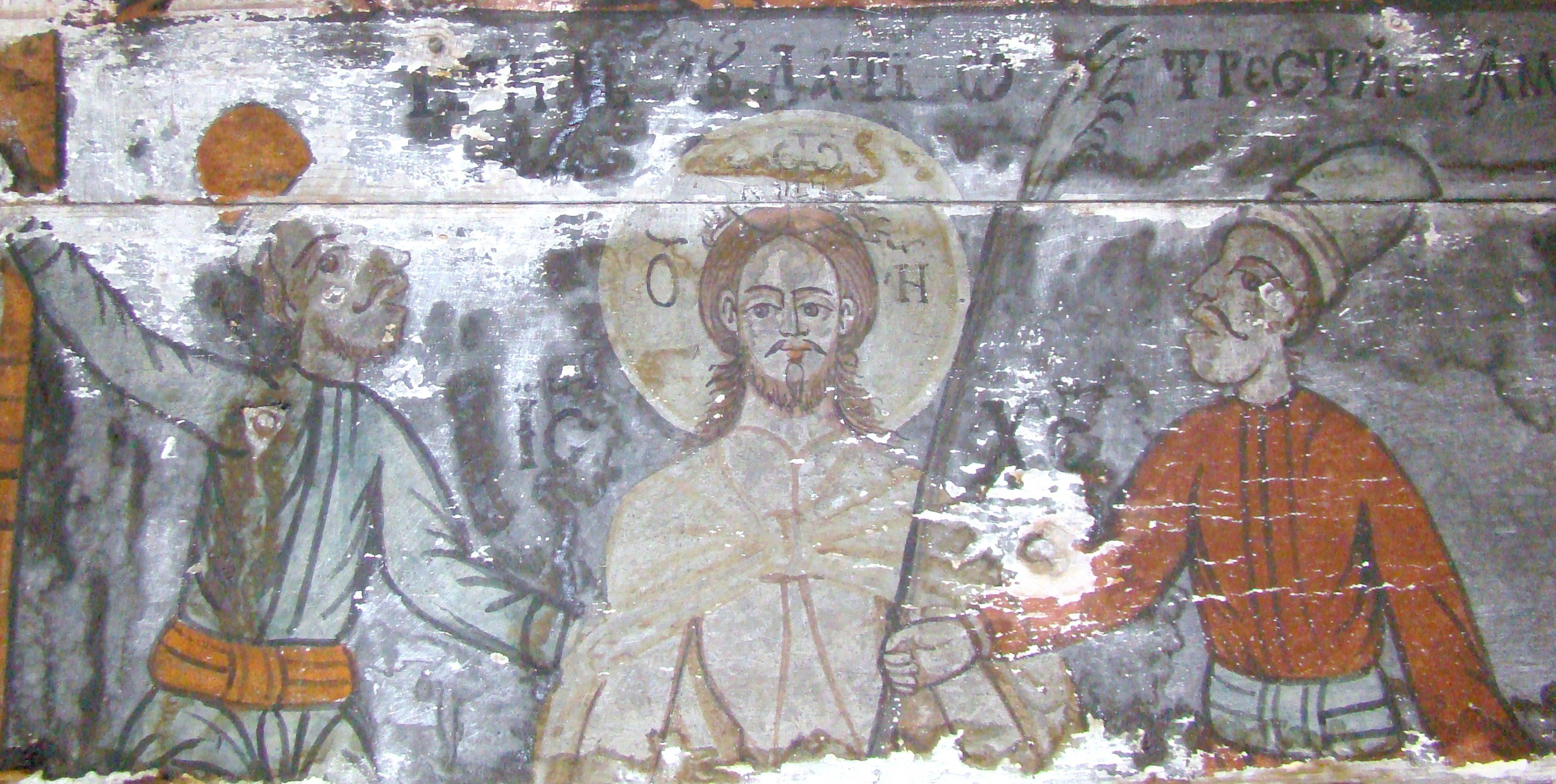
Pictura naosului
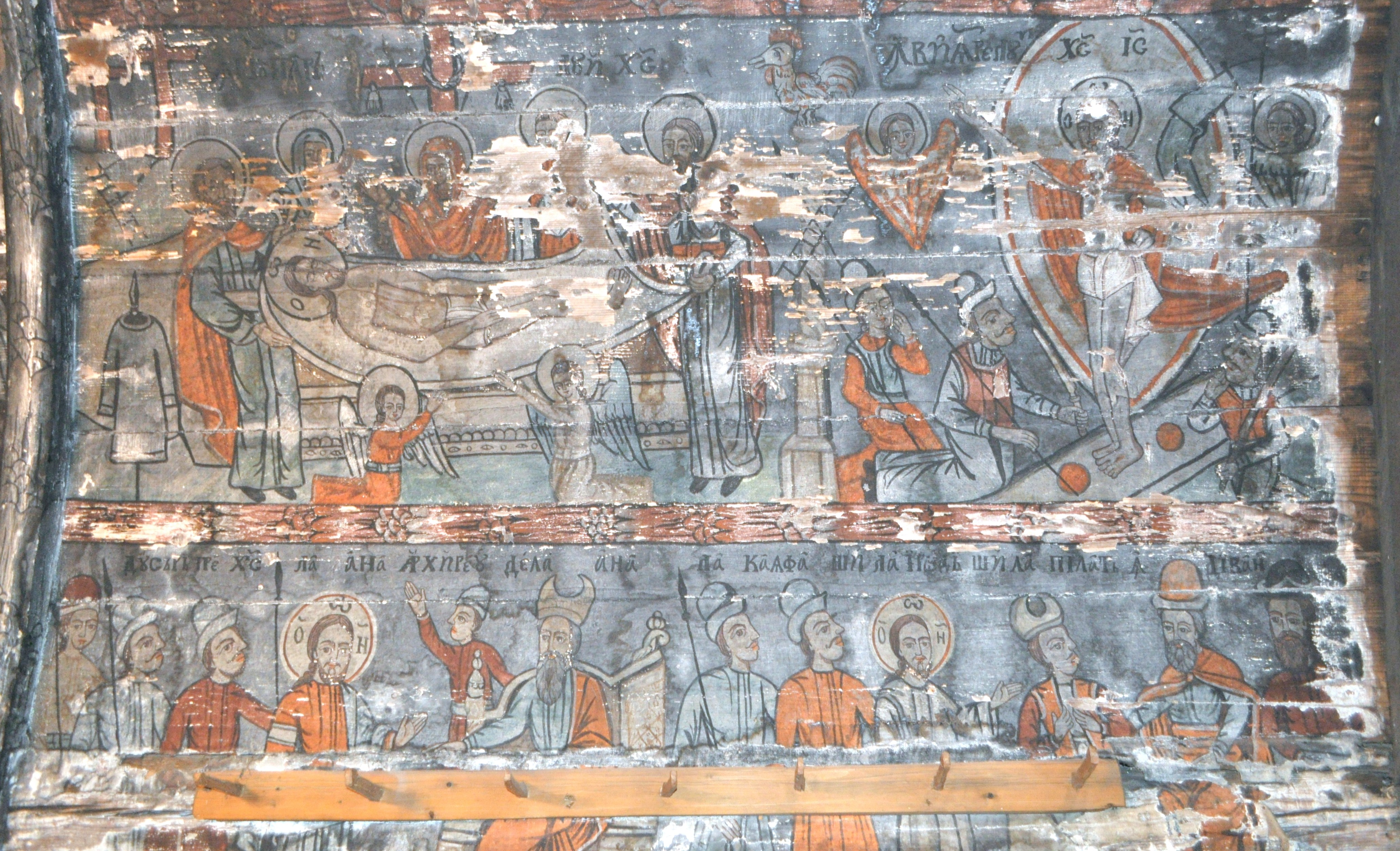
Pictura naosului: latura de sud
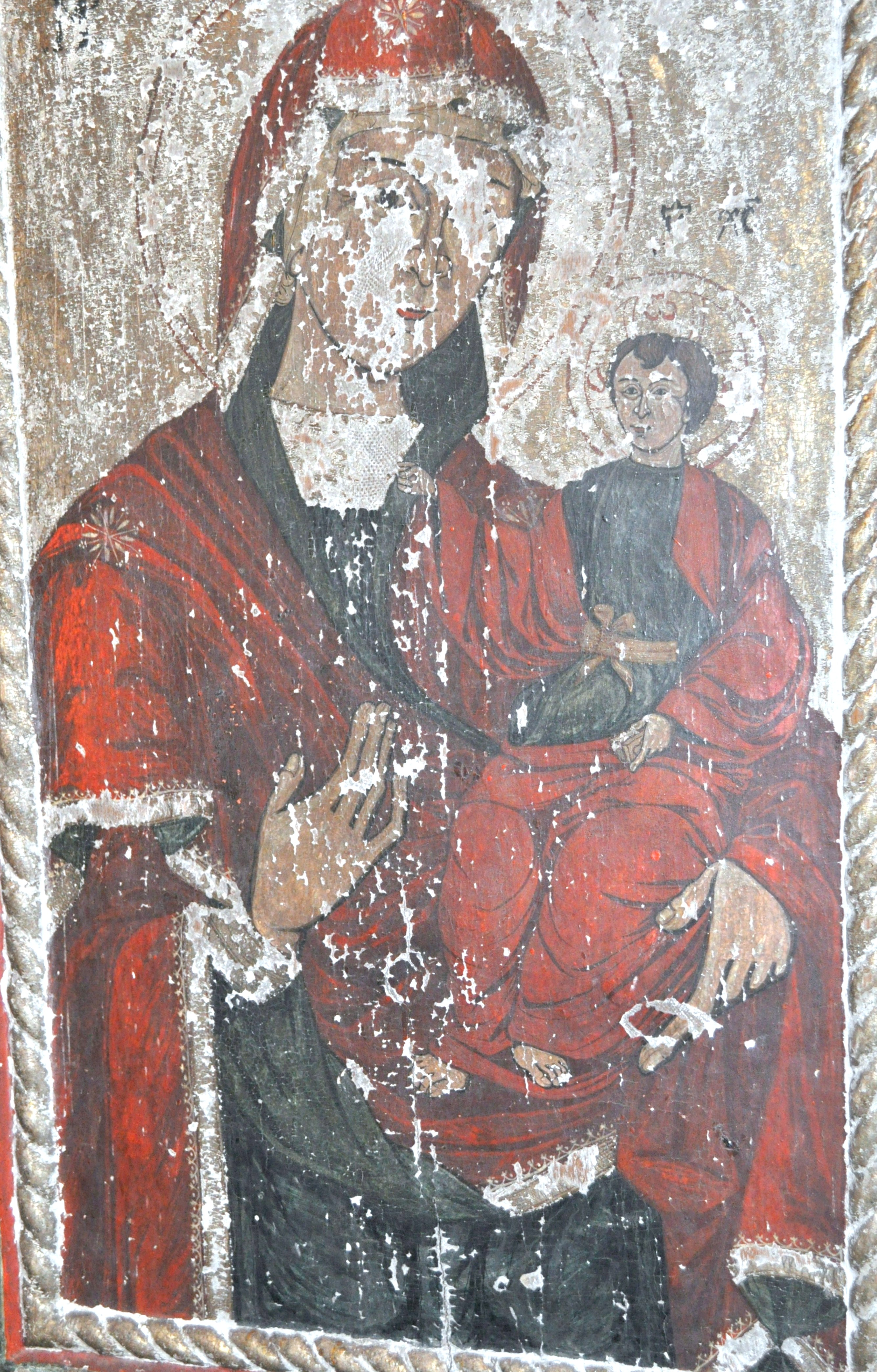
Maica Domnului cu pruncul
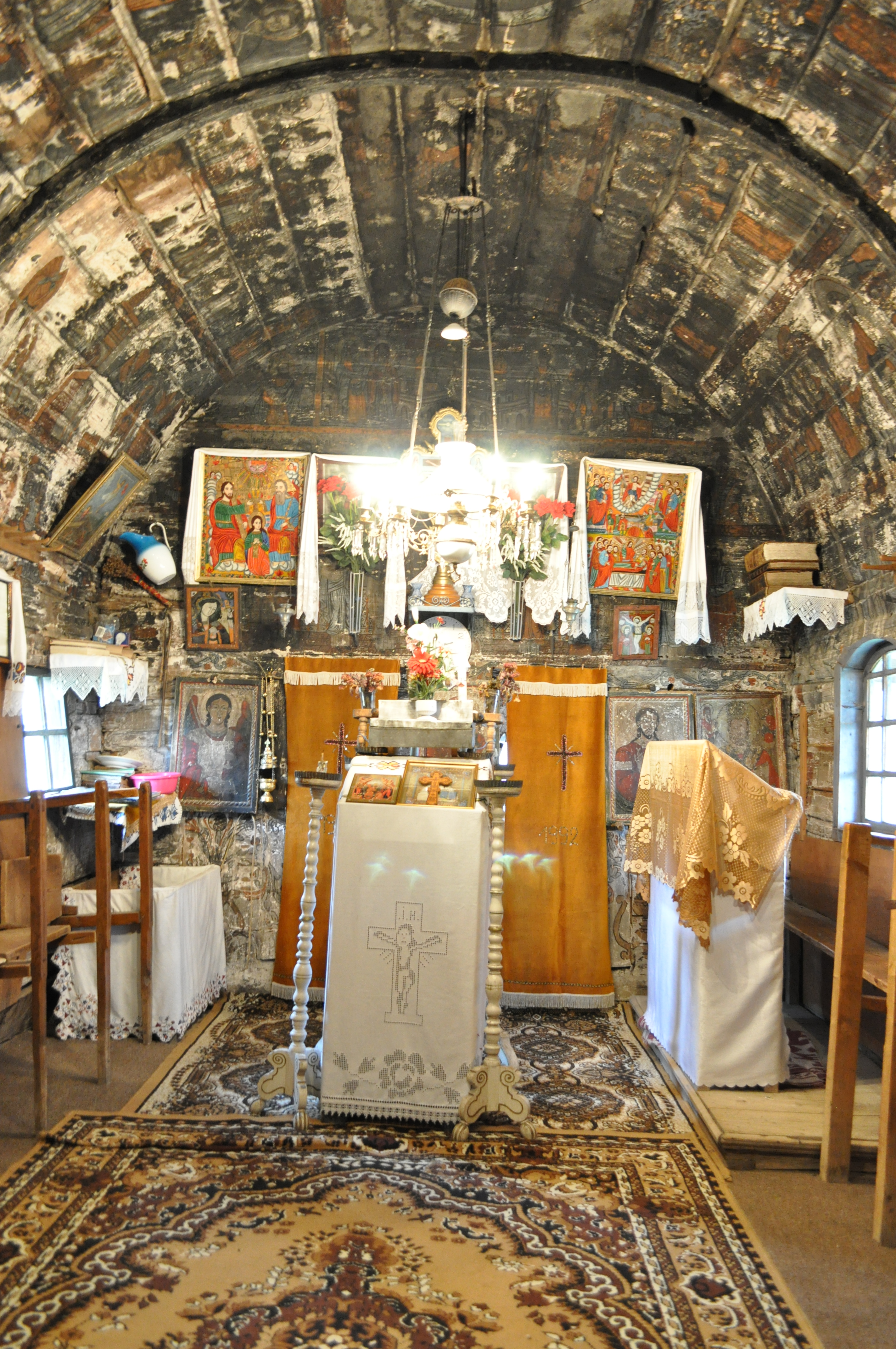
Interiorul navei